# تاريخ كأس العالم
كأس العالم لكرة القدم هي أهم مسابقة لرياضة كرة القدم تقام تحت إشراف الاتحاد الدولي لكرة القدم. وتقام بطولة كأس العالم لكرة القدم كل أربع سنوات منذ عام 1930م، ما عدا بطولتي عام 1942 و1946 اللتين ألغيتا بسبب الحرب العالمية الثانية. يشارك في النظام الحالي للبطولة 32 منتخبا وطنيا، منذ 1998، مقسمين على ثماني مجموعات، يتنافسون للظفر بلقب البطولة لشهر كامل على ملاعب البلد المستضيف. تتأهل هذه المنتخبات إلى البطولة عن طريق نظام للتصفيات يقام على مدى ثلاث سنوات.
شهدت النسخ العشرون السابقة من بطولات كأس العالم فوز ثمانية منتخبات مختلفة باللقب. كما يسجل للمنتخب البرازيلي حضوره في كل البطولات، فهو لم يغب أبداً عن أي بطولة كأس عالم حتى الآن وهو الأكثر تتويجا بالكأس حيث فاز بها خمس مرات أعوام: 1958، و1962، و1970، و1994 و2002. يليه المنتخب الإيطالي الذي أحرزها أربع مرات في أعوام: 1934، و1938، و1982 و2006، مع المنتخب الألماني الذي أحرزها اربع مرات أيضاً أعوام: 1954، 1974، و1990، و2014. ويليهم المنتخب الأرجنتيني الذي أحرزها ثلاث مرات أعوام: 1978، و1986، و2022. وفاز كل من المنتخب الأوروغوياني والمنتخب الفرنسي باللقب مرتين، بينما فازت منتخبات إنجلترا وإسبانيا بلقب البطولة مرة واحدة. استطاع منتخبان فقط إحراز لقب البطولة مرتين متتاليتين، حيث كان المنتخب الإيطالي أول منتخب يحرز البطولة مرتين متتاليتين في نسختي عام 1934 و1938، ثم البرازيل بطل أعوام: 1958، 1962.
بطولة كأس العالم من أكثر الأحداث الرياضية مشاهدة على مستوى العالم، ففي نهائي كأس العالم لكرة القدم 2006، الذي أقيم في ألمانيا، قدر عدد من تابع المباراة النهائية ب 715 مليون شخص. حامل اللقب الحالي هو منتخب الأرجنتين، والذي فاز بالنسخة الأخيرة في 2022، والتي أقيمت في قطر. تقام البطولة المقبلة في كندا والمكسيك والولايات المتحدة عام 2026

## منافسات دولية سابقة
أقيمت أول مباراة كرة قدم دولية في 1872 بين منتخبي اسكتلندا وإنجلترا وانتهت بالتعادل السلبي. وكانت أول بطولة دولية هي البطولة البريطانية التي جرت في عام 1884. في هذه المرحلة كان نادرا ما تلعب هذه الرياضة خارج بريطانيا العظمى وأيرلندا. حينما بدأت شعبية كرة قدم بالازدياد في مختلف أنحاء العالم مع نهاية القرن، اعتبرت رياضة استعراضية (بدون منح أوسمة) مثلما هو الحال في أولمبياد عام 1900 وعام 1904. أصبحت كرة القدم منافسة رسمية في الألعاب الأولمبية انطلاقا من الأولمبياد الصيفي لعام 1908. وكانت المنافسة، التي رتب لها الاتحاد الدولي لكرة القدم، مفتوحة للاعبين الهواة فقط، وقد اعتبرت كرة القدم لعبة استعراضية وليست رياضة تنافسية. ربحت بريطانيا العظمى (الممثلة بمنتخب إنجلترا لكرة القدم الهاوي) الحدث في عامي 1908 و1912.

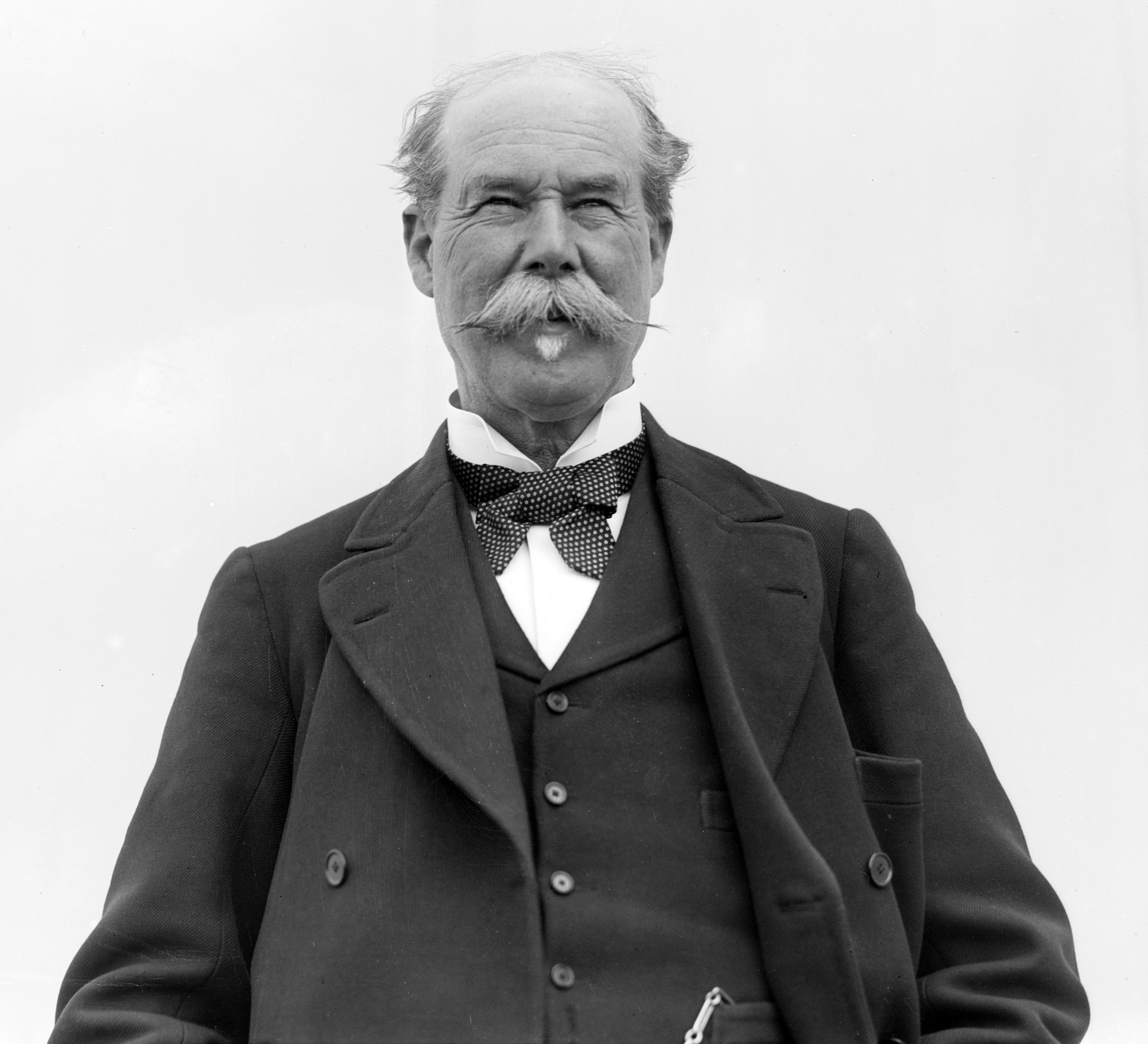
السير توماس ليبتون، مؤسس كأس توماس ليبتون، والتي يشار إليها أحياناً على أنها أول بطولة لكأس العالم لكرة القدم على مستوى الأندية.

بعد أن تأسس الاتحاد الدولي لكرة القدم (الفيفا) عام 1904، كانت هنالك محاولة من قبل الاتحاد لتنظيم بطولة كرة قدم دولية بين الأمم، خارج الإطار الأولمبي في سويسرا عام 1906، وقد كانت هذه البداية الأولى لكرة القدم الدولية. مع استمرار الحدث الأولمبي بمشاركة فرق الهواة، نظم السير توماس ليبتون بطولة «كأس السير توماس ليبتون» في تورين عام 1909، مسابقة للمحترفين. كانت بطولة ليبتون بين النوادي (وليس المنتخبات الوطنية) من مختلف البلدان، كل نادٍ منهم يمثل الدولة بكاملها. ويشار إليها أحياناً على أنها أول بطولة لكأس العالم لكرة القدم على مستوى الأندية.، حيث احتوت البطولة على الأندية المحترفة الأعلى من حيث المستوى، المشاركة من إيطاليا وألمانيا وسويسرا، ولكن الاتحاد الإنجليزي لكرة القدم رفض أن يرتبط بالمنافسة وتجنب إرسال الأندية المحترفة. دعا ليبتون نادي «غرب أوكلاند»، نادٍ هاوٍ من مقاطعة دورام، لتمثيل إنجلترا بدلا من ذلك. ربح غرب أوكلاند البطولة وعاد في عام 1911 للدفاع عن لقبه بنجاح، وقد أعطي الكأس إلى الأبد، بموجب قواعد المنافسة.
في عام 1914، وافق الاتحاد الدولي لكرة القدم على الاعتراف بالبطولة الأولومبية كـ «بطولة كرة قدم عالمية للهواة»، وتحمل مسؤولية إدارة الحدث. هذا مهد الطريق لأول منافسة كرة قدم عابرة للقارات في العالم، وذلك في الألعاب الأولمبية الصيفية 1920، حين تنافس عليها منتخب مصر لكرة القدم (الذي أقصي من المباراة الأولى) مع ثلاثة عشر منتخب أوروبي. ربح الميداليات الذهبية منتخب بلجيكا لكرة القدم. بعد ذلك فاز منتخب الأورغواي لكرة القدم ببطولات كرة القدم الأولومبية في عامي 1924 و1928. في عام 1928 قرر الاتحاد الدولي لكرة القدم تنظيم بطولته الدولية الخاصة خارج نطاق الألعاب الأولمبية. مع كون الأوروغواي أبطال كرة القدم الرسميين آنذاك لمرتين، وللاحتفال بالذكرى المئوية لاستقلال الأوروغواي في عام 1930، جعل اتحاد كرة القدم العالمي الأورغواي الدولة المستضيفة للنسخة الأولى من نسخ كأس العالم.

## إنشاء البطولة

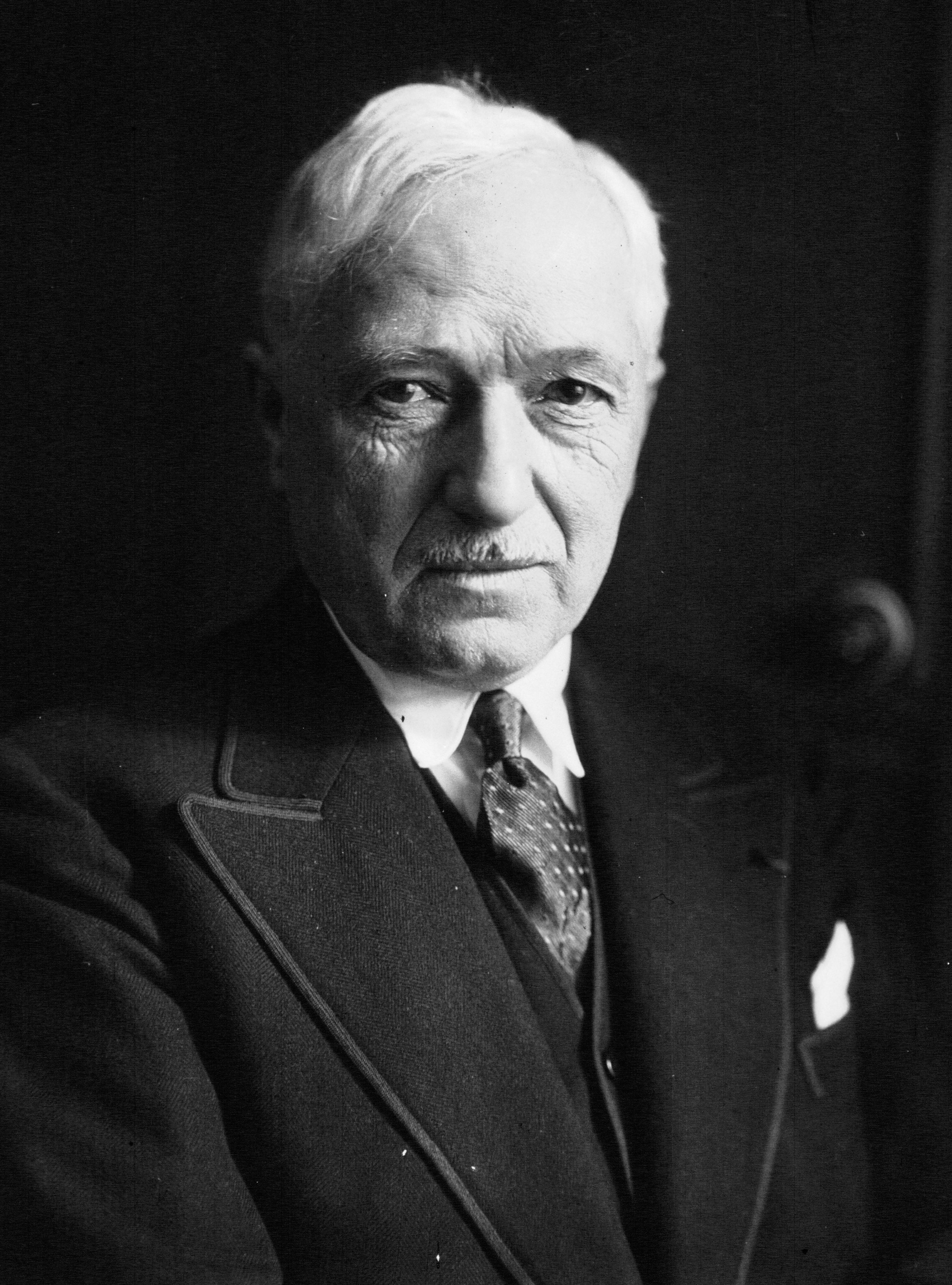
صورة جول ريميه رئيس الفيفا الثالث وصاحب احياء وتنفيذ فكرة كأس العالم.

ترجع فكرة إقامة كأس العالم لكرة القدم إلى أول اجتماع للاتحاد الدولي لكرة القدم عام 1904 في باريس، وبحضور سبع دول هي: سويسرا، بلجيكا، الدانمارك، فرنسا، هولندا، إسبانيا، والسويد. حيث تبنى للاتحاد الدولي فكرة إقامة بطولة عالمية لكرة القدم، بعد أن استغرق القرار وقتا طويلا للاتفاق عليه. بسبب عدة صعوبات، كانت أبرز هذه الصعوبات هو رفض اللجنة الأولمبية الدولية لفكرة البطولة خوفاً من تأثيرها على الدورات الأولمبية العريقة، وكذلك خوفاً من سيطرة الاتحاد الدولي على اللعبة الأكثر شعبية في العالم.
نهضت الفكرة مرة أخرى عام 1921 على يد المحامي الفرنسي جول ريميه، والذي أصبح لاحقا رئيساً للاتحاد الدولي لكرة القدم والذي عمل جاهداً لإطلاق أول بطولة عالمية لكرة القدم، وبعد مرور سبعة أعوام على تعيينه في منصب الرئاسة وافق للاتحاد الدولي لكرة القدم في اجتماع تاريخي عقد في 25 مايو 1928 على إقرار بطولة كأس العالم، وتسميتها ببطولة كأس النصر.
تقدمت الأوروغواي بطلب تنظيم البطولة، وتمت الموافقة نظرا لأنها كانت رائدة المنتخبات في ذلك الوقت وبطلة آخر دورتين أولمبيتين، وقدمت تسهيلات للمنتخبات المشاركة، وتكفل للاتحاد الدولي بدفع مصاريف الفرق وتنقلاتها الصعبة في ذلك الوقت. قبل عامين من انطلاق منافسات أول كأس عالم، اشترطت التعليمات وجوب وجود جائزة ثمينة تقدم للمنتخب الفائز بالبطولة العالمية، مما دفعهم إلى إنشاء كأس النصر (كأس جول ريميه). وانطلقت البطولة لأول مرة عام 1930 ولا زالت مستمرة كل 4 سنوات حتى اليوم.

## النسخ

### كأس العالم 1930

منتخب الأوروغواي هو أول منتخب فاز بلقب كأس العالم.

في عام 1930، أُقيمت أول بطولة عالمية لكرة القدم تحت مُسمى (كأس العالم)، وهي كأس العالم لكرة القدم 1930 والتي استضافتها الأوروغواي في الفترة من 13 - 30 يوليو. تُعتبر البطولة الأولى الوحيدة من ضمن جميع بطولاتها التي لم يكن بها تصفيات مؤهلة. دُعيت جميع المنتخبات المنتسبة للاتحاد الدولي لكرة القدم للمشاركة بالبطولة، ككل، شاركت 13 دولة في البطولة الأولى، سبع منها من أمريكا الجنوبية، وأربع من أوروبا، واثنتين من أمريكا الشمالية. ويرجع قلة المنتخبات المشاركة إلى اختيار الأوروغواي كمكان لاحتضان البطولة، فالمدة الزمنية للرحلة وتكاليف السفر عبر المحيط الأطلسي تجعل المشاركة صعبة بالنسبة للمنتخبات الأوروبية. وبالفعل، لم ترسل دولة أوروبية فريقاً حتى الشهرين السابقين لبداية المنافسة. في النهاية أقنع جول ريميه منتخبات بلجيكا وفرنسا ورومانيا ويوغسلافيا للقيام بالرحلة.

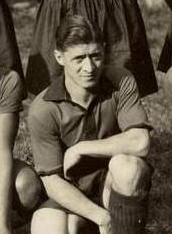
الفرنسي لوسيان لوران صاحب الهدف الأول في تاريخ كأس العالم.

قررت دول إيطاليا وهولندا وإسبانيا والسويد والأوروغواي التقدم بطلب استضافة البطولة. في نهاية الأمر تمت الموافقة على طلب الأوروغواي من قِبل الإتحاد الدولي لكرة القدم (الفيفا) بعد انعقاد مؤتمر بشأنها في برشلونة بالـ 18 من مايو 1929، حيث أن الأوروغواي ستحتفل بالذكرى المئوية لاستقلالها، وكذلك باحتفاظ منتخب بلادها لكرة القدم بذهبية الدورة الأولمبية الصيفية عام 1928، خاصة بعد موافقة الحكومة الأوروغوايانية على تحمل كافة مصاريف استضافة الوفود.
حدثت أول مباراتين لكأس العالم مباشرة، وقد فاز فيها منتخب فرنسا لكرة القدم ومنتخب الولايات المتحدة لكرة القدم، الذين فازا على المكسيك 4 - 1، وبلجيكا 3 - 0، على التوالي. الهدف الأول في تاريخ كأس العالم أحرزه الفرنسي لوسيان لوران. وفي المباراة النهائية، تغلب منتخب الأورغواي لكرة القدم على الأرجنتين بنتيجة 4 - 2 أمام حشد كبير بلغ 93 ألف مشجع، في مونتيفديو، وأصبحت أوروجواي أول دولة تفوز بالكأس. ويعتبر الأرجنتيني فرانشيسكو فارايو هو آخر من توفي من الذين خاضوا نهائي كأس العالم لكرة القدم 1930، عندما توفي في 30 أغسطس 2010.

### كأس العالم 1934

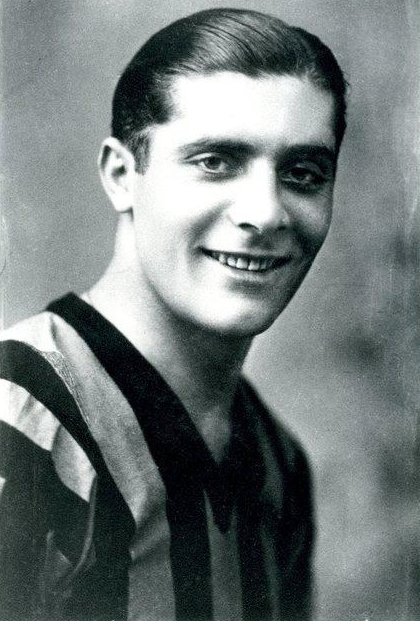
الإيطالي جوزيبي مياتزا أفضل لاعب في بطولة كأس العالم لكرة القدم 1934.

في بطولة كأس العالم لكرة القدم 1934 اختيرت إيطاليا لاستضافة البطولة، بعدما رشحها الاتحاد الدولي لكرة القدم إثر انعقاد مؤتمر برلين في أكتوبر 1932. بعدما اجتمعت اللجنة التنفيذية التابعة للاتحاد الدولي لكرة القدم ثمان مرات. ومن ثم اُختيرت إيطاليا لاستضافة البطولة في الاجتماع الذي أقيم في ستوكهولم عاصمة السويد في 9 أكتوبر 1932. فُضِّل الطلب الإيطالي على حساب الطلب السويدي حيث أن الحكومة الإيطالية قررت تخصيص 3.5 مليون ليرة إيطالية ميزانية مخصصة للبطولة.
وتُعتبر أول دورة تُلعب بها تصفيات مؤهلة، بعدما قررت 32 دولة المشاركة في البطولة وبالتالي كان لزاما إقامة تصفيات لتتأهل بعدها 16 دولة. على الرغم من ذلك، فقد غاب عن البطولة العديد من المنتخبات المهمة مثل الأوروغواي حامل اللقب الذي قرر مقاطعة البطولة بسبب مقاطعة الدول الأوروبية للمشاركة في البطولة الأولى التي استضافها قبل 4 سنوات. ولهذا فإن هذه البطولة هي البطولة الوحيدة التي لا يشارك فيها حامل اللقب.

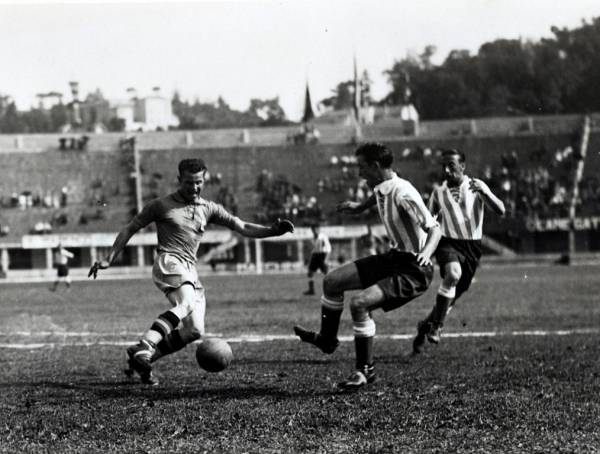
نيلز أكسيلسون في مباراة منتخب بلاده منتخب السويد.

منتخبات إنجلترا، اسكتلندا، أيرلندا الشمالية وويلز قررت مقاطعة البطولة لأنها أصلًا مقاطعة لنشاطات الاتحاد الدولي لكرة القدم حيث قال عضو الاتحاد الإنجليزي لكرة القدم تشارلز سوتكليف أن البطولة التي تجمع المنتخبات الأربعة أفضل من هذه البطولة العالمية. مُنِحت قارة أوروبا 12 مقعد من أصل 16 مقعد والباقي منح لقارة الأمريكتين الشمالية والجنوبية (3 بطاقات) وبطاقة واحدة لقارتي آسيا وأفريقيا (بما فيهم تركيا).
وفي هذه البطولة، تمت إعادة أول مباراة في تاريخ البطولة في الدور الربع النهائي في المباراة التي أقيمت بين إيطاليا وإسبانيا بعدما انتهت المباراة الأولى بالتعادل 1-1 بعد تمديد الوقت. المباراة أقيمت في ظل جو عدائي حيث أدى العنف إلى إصابة الحارس الإسباني ريكاردو زامورا في المباراة الأولى مما جعله لا يشارك في المباراة الثانية المعادة. استطاع منتخب إيطاليا لكرة القدم الفوز بهدف نظيف، بعدما تسبب اللعب البدني العنيف من الطليان في إصابة 3 لاعبين إسبان وخروجهم من الملعب. وفي نفس الوقت تغلبت تشيكوسلوفاكيا على ألمانيا بنتيجة 3-1 لتتأهل للمباراة النهائية. وفي نهائي كأس العالم لكرة القدم 1934 والذي أقيم على ملعب الحزب الوطني الفاشي تقدمت تشيكوسلوفاكيا بالنتيجة، لكن منتخب إيطاليا استطاع تسجيل هدف التعادل في الدقائق الأخيرة ثم أضاف الهدف الثاني في الوقت الإضافي ليتوج باللقب.

### كأس العالم 1938

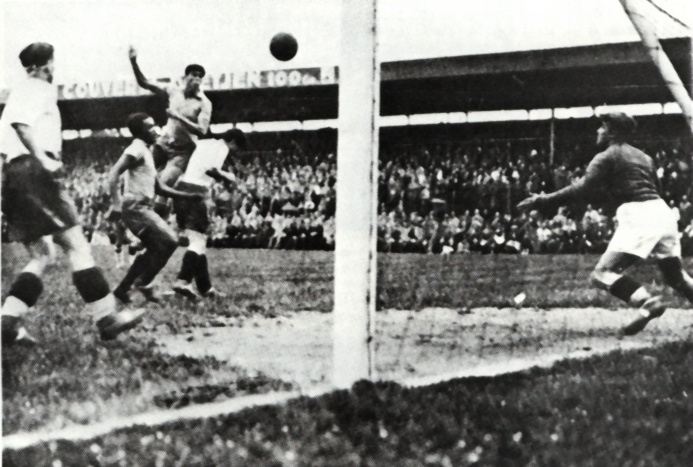
لقطة من مبارة البرازيل وبولندا التي انتهت 6-5 لصالح البرازيل

في بطولة كأس العالم لكرة القدم 1938 أُختيرت فرنسا لاستضافة البطولة التي جرت أحداثها من الـ 4 من يونيو إلى الـ 19 من يونيو من عام 1938، وسبب هذا القرار الصادر من الإتحاد الدولي لكرة القدم باستضافة النسخة الثالثة من البطولة، غضباً في القارة اللاتينية، حيث أُعتقد بأن الاستضافة تقوم على التناوب بين القارتين. ونتيجة لهذا القرار، لم تشارك الأورغواي، والأرجنتين في منافسات البطولة. في الوقت نفسه، لم يشارك منتخب إسبانيا في النهائيات، بسبب استمرار اشتعال نيران الحرب الأهلية فيها. وكانت هذه البطولة هي المرة الأولى التي يتأهل بها المستضيف وحامل اللقب بشكل تلقائي. فمنذ عام 1938 كان حامل اللقب يتأهل بصورة مباشرة إلى النهائيات التالية، إلى أن أُلغي ذاك النظام مع بطولة كأس العالم لكرة القدم 2006.

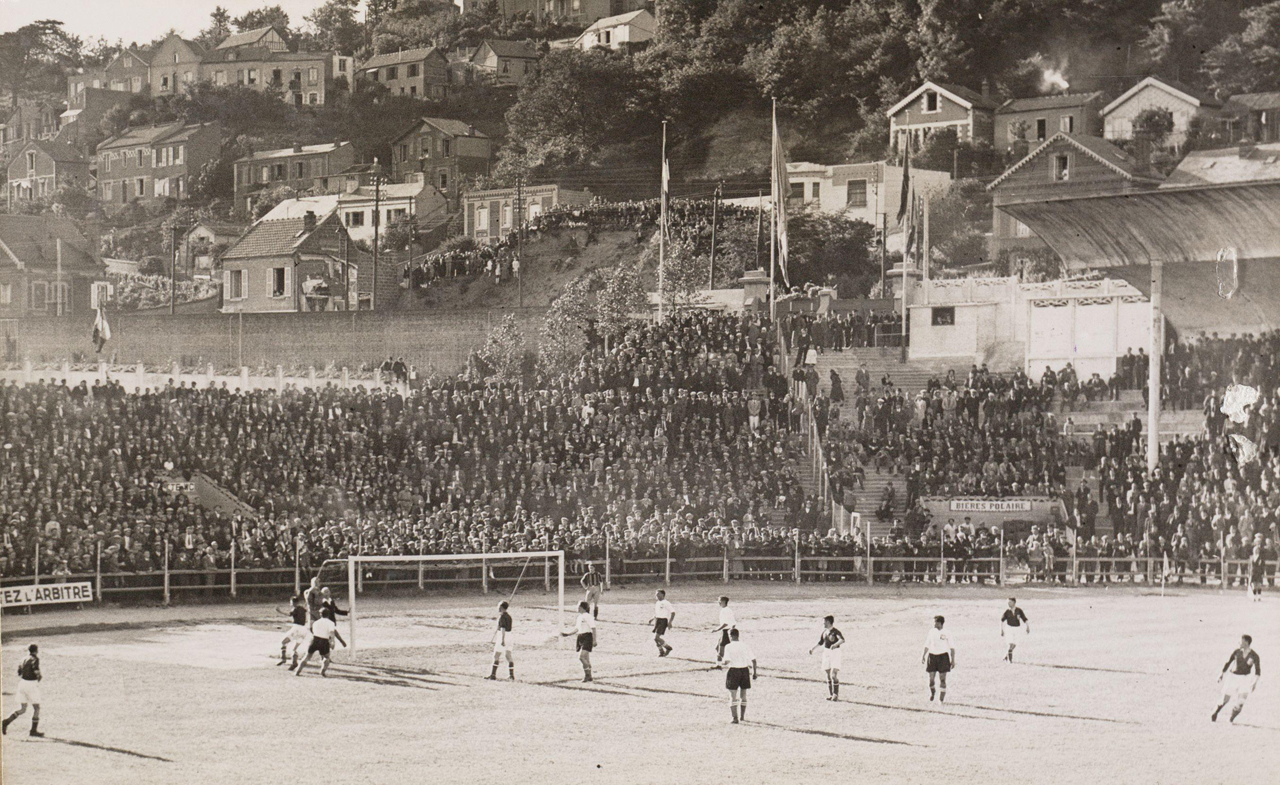
لقطة من مبارة هولندا و تشيكوسلوفاكيا.

كان من المقرر مشاركة 16 فريق في البطولة، لكن بعد انضمام النمسا لألمانيا في عملية (آنشلوس) في مارس من عام 1938، لم يتبقى سوى 15 فريقاً. ولم يمنح الاتحاد الدولي لكرة القدم حينها المنتخب اللاتفي حق المشاركة محل النمسا كونه الفريق المهزوم في الملحق المؤهل، ولذلك تقدم منتخب السويد (الذي كان من المفترض مقابلته لمنتخب النمسا) تلقائياً إلى دور الثمانية. أقيم نهائي كأس العالم لكرة القدم 1938 على الاستاد الأولمبي في باريس، حيث شهد اللقاء أهداف كثرة، فانتهى اللقاء بفوز منتخب إيطاليا لكرة القدم بنتيجة 4-2 على منتخب المجر لكرة القدم، وتصبح بذلك إيطاليا أول فريق يحافظ على لقبه في نهائيات كأس العالم، وأول منتخب يحقق كأس العالم لمرتين متتاليتين.
ثم توقفت البطولة بسبب الحرب العالمية الثانية لمدة 12 عاماً، وعادت إليها الروح في عام 1950. وبهذا، كانت إيطاليا حاملة للقب العالمي لمدة 16 عام (من 1934 إلى 1950)، وهي أطول مدة لمنتخب حمل لقب بطل العالم. خلال هذه الفترة قام نائب رئيس الاتحاد الدولي لكرة القدم ورئيس الاتحاد الإيطالي لكرة القدم الدكتور أوتورينو باراسي بإخفاء الكأس العالمية في صندوق حذاء، ووضعها تحت سريره طيلة فترة الحرب العالمية الثانية، وبتلك الصورة حماها من الوقوع تحت أيدي قوات الاحتلال.

### كأس العالم 1950

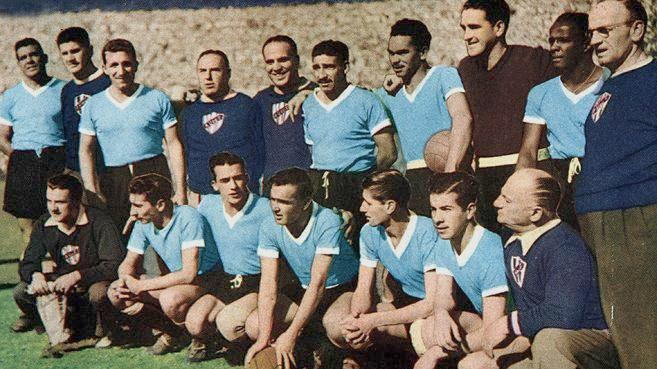
منتخب الأوروغواي، الفاز بلقب كأس العالم 1950.

تشكيلة المبارة النهائية كأس العالم 1950.

تعتبر بطولة كأس العالم لكرة القدم 1950 هي الأولى منذ عام 1938، بعد توقف دام 12عاماً بسبب ظروف الحرب العالمية الثانية فكانت آخر بطولة هي التي أقيمت عام 1938 في فرنسا. وبعد انتهاء الحرب قرر الاتحاد الدولي لكرة القدم تعويض بطولتي 1942 و1946 وقامت بالبحث عن دولة لاستضافة تلك البطولة ولكنها فشلت في الوصول لأي دولة أوروبية تستضيف الحدث بعد تلك الحرب حيث خشى الاتحاد الدولي من عدم الحصول على موارد كافية لتنفيذ تلك البطولة، حتى أن تقدمت البرازيل بطلب استضافة كأس العالم لكرة القدم على أرضها بشرط أن تقام عام 1950 (كان مقرراً أن تقام عام 1949)، وكان عرض البرازيل مشابهاً بشكل كبير لعرضها لاستضافة البطولة عام 1942 بالإضافة إلى ألمانيا.
واصل الاتحاد الدولي لكرة القدم محاولاته لإقناع الدول بإرسال منتخباتها للمنافسة في البطولة. منتخب إيطاليا لكرة القدم كان من أهم المنتخبات التي يجب أن تشارك (الفائز الأخير بالبطولة عام 1938)، ولكن إيطاليا كانت قد خرجت من الحرب العالمية الثانية ولم تعتقد أنها يمكنها المشاركة في البطولة إلى أن أُقنعت بالمشاركة في النهاية واضطر الاتحاد الدولي لكرة القدم لتحمل مصاريف سفر المنتخب الإيطالي للبرازيل وإقامته هناك. وكان الاتحاد الدولي قد قرر تأهل البلد حامل اللقب إلى البطولة بدون تصفيات. لم يتمكن منتخبا ألمانيا الغربية واليابان من المشاركة بسبب بقائهما تحت الاحتلال.
أقيم نهائي كأس العالم لكرة القدم 1950 على ملعب ماراكانا، وبحضور 200 ألف متفرج، كان ولا زال رقماً قياسياً كأكثر النهائيات حضوراً. واستطاع منتخب الأوروغواي التغلب على صاحب الأرض والجمهور منتخب البرازيل، ويفوز باللقب الثاني له في بطولات كأس العالم.

### كأس العالم 1954

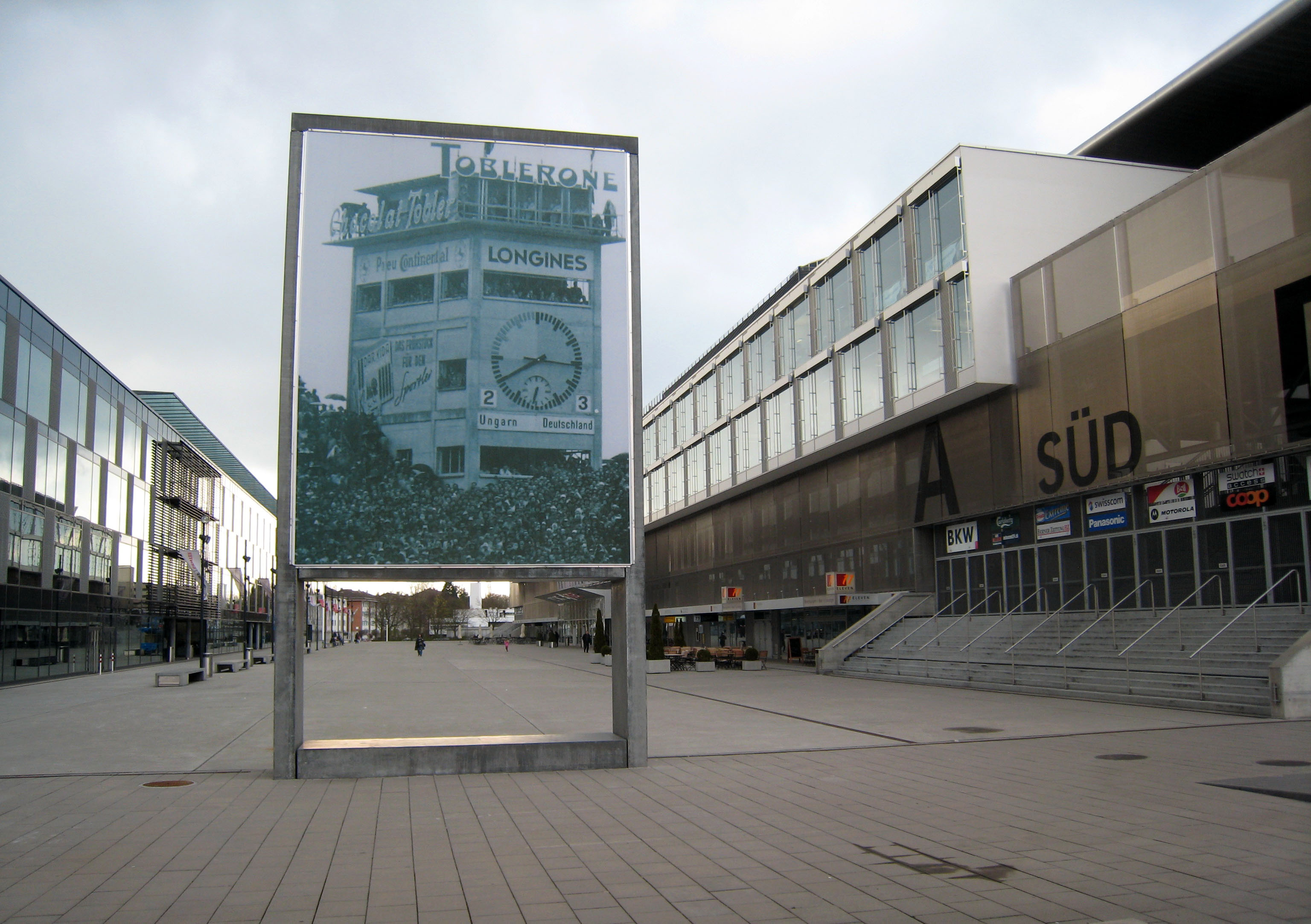
صورة في العاصمة السويسرية بيرن والتي ذكرت باللوحة المكان التي التقى فيها المنتخبان الألماني الغربي والهنغاري.

أقيمت كأس العالم لكرة القدم 1954 في سويسرا، فأُعلن عن البلد المستضيف في نفس اليوم الذي أعلن فيه عن اختيار البرازيل لاستضافة كأس العالم لكرة القدم 1950، حيث كانت سويسرا هي الدولة الوحيدة التي أعلنت عن استعدادها لاحتضان البطولة. شهدت البطولة أعلى معدل تسجيل للأهداف في تاريخ نهائيات كأس العالم عندما بلغ المعدل 5.38 هدف لكل مباراة. وفي هذه السنة غُيِّر نظام البطولة لتُقسَّم الفرق الستة عشر المتأهلة على أربعة مجموعات، يتأهل أصحابها إلى المركزين الأول والثاني للدور المقبل.
أقيم نهائي كأس العالم لكرة القدم 1954 على ملعب ملعب وانكدورف بمدينة بيرن السويسرية، حضر النهائي ما يقارب 64 ألف متفرج. جمعت المباراة النهائية منتخبين ألمانيا الغربية وهنغاريا، في لقاء توقع فيه الجميع أن الفوز سيكون من نصيب المنتخب الهنغاري نظراً لمستواه الممتاز حينها، لكن منتخب ألمانيا الغربية حقق المفاجأة، وفاز بنتيجة 3-2، محققاً اللقب الأول له في بطولات كأس العالم.
وعقب فوز ألمانيا الغربية باللقب، أطلق الألمان عبر إحدى وسائل الإعلام على تلك المباراة لقب المعجزة في بيرن (بالألمانية: Das Wunder von Bern) بالإشارة إلى العاصمة السويسرية بيرن التي فاز بها المنتخب الألماني الغربي.

### كأس العالم 1958

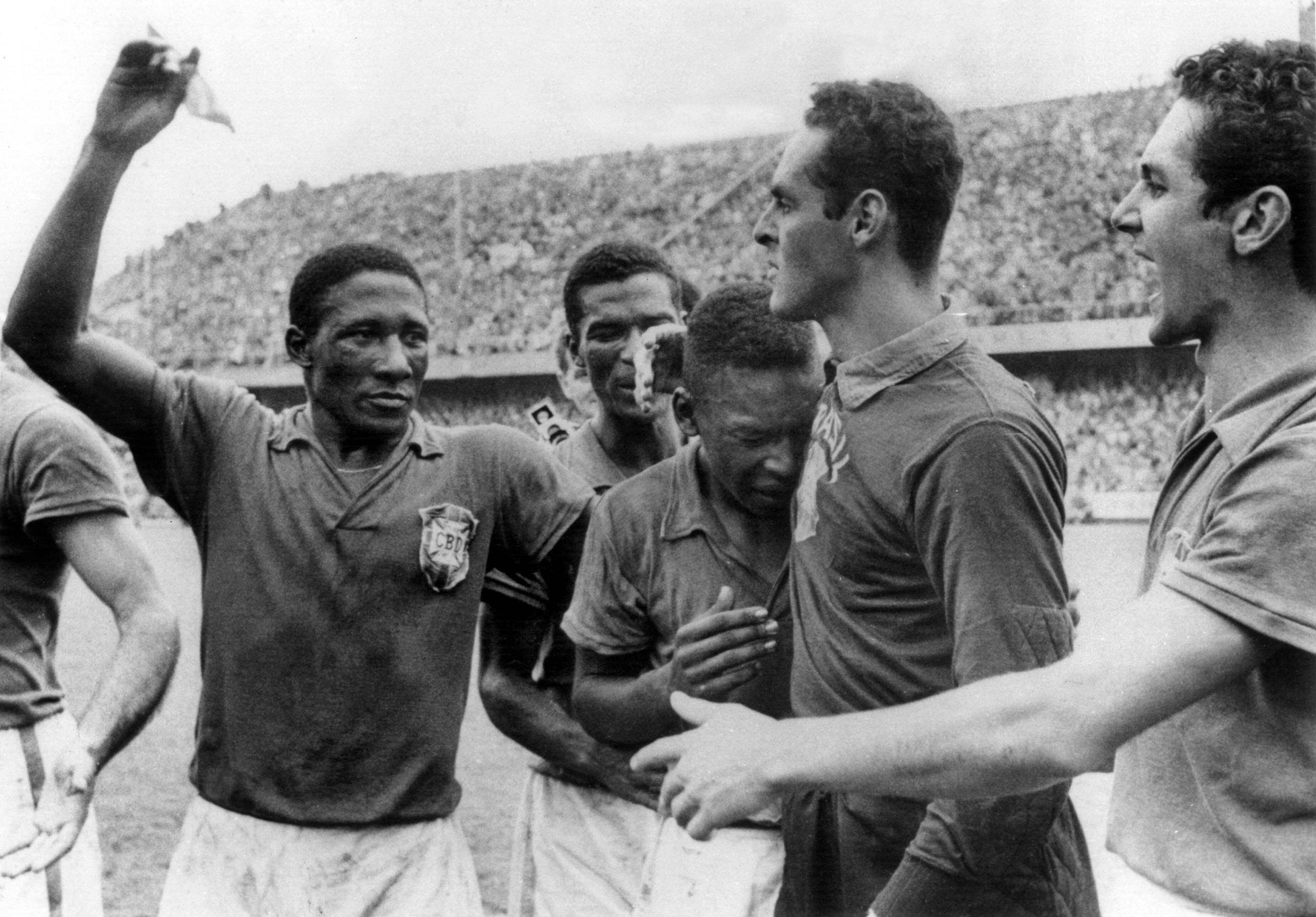
جيلمار، وبيليه، وجيلما سانتوس في المبارة النهائية.

أقيمت بطولة كأس العالم لكرة القدم 1958 في السويد، وتعتبر هذه هي المرة الوحيدة التي يقام فيها كأس العالم على أراضي أوروبية ويفوز بها منتخب من خارج القارة العجوز. أبدت كل من الأرجنتين وتشيلي والمكسيك والسويد استعدادهم لاستضافة منافسات كأس العالم، وأُعلن عن استضافة السويد لمنافسات البطولة في 23 يونيو من عام 1950، بمدينة ريو دي جانيرو البرازيلية في بداية بطولة كأس العالم لكرة القدم 1950.

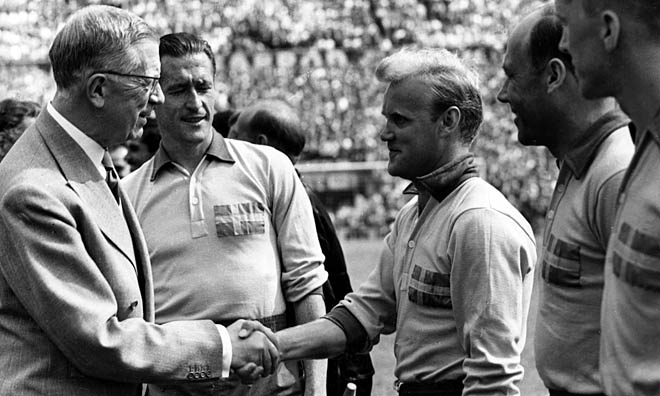
ملك السويد يصافح كل من نيلس ليدهولم وغونار غرين وأنجي سيمونسون.

حظيت البطولة للمرة الأولى في بطولات كأس العالم بتغطية تلفزيونية عالمية، على الرغم من ذلك لم تتمكن دول شرق أوروبا من متابعتها بسبب عدم جاهزيتها لاستقبال البث المباشر. الفريد في تلك النسخة أن منتخبات ويلز وأيرلندا الشمالية وإنجلترا واسكتلندا قد شاركت بالبطولة، وهي المرة الأولى والوحيدة التي تشهد مشاركة جميع ممثلي الكرة البريطانية. أيضاً، تأثر إنجلترا بفقدان بعض لاعبيه في كارثة ميونخ الجوية في فبراير من ذلك العام.
احتضن ملعب راسوندا الوقع في بلدية سولنا السويدية، والذي يسع الملعب لجلوس 35 ألف متفرج، نهائي كأس العالم لكرة القدم 1958 والذي أقيم في 29 يونيو 1958، بين صاحب الضيافة منتخب السويد بقيادة نيلس ليدهولم وغونار غرين ومنتخب البرازيل بقيادة فافا مع غارينشيا وماريو زاغالو وبيليه. واستطاع منتخب البرازيل قلب تأخره بهدف نظيف إلى فوز عريض قوامه 5-2، في لقاء شهد بداية اللاعب العالمي الملقب بالجوهرة السوداء بيليه في عمر لا يتجاوز السابعة عشرة، لتحصل البرازيل على اللقب العالمي الأول لها في بطولات كأس العالم.

### كأس العالم 1962

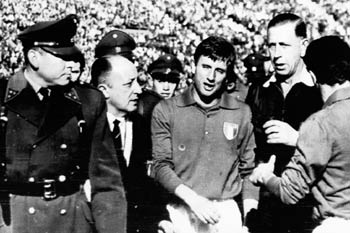
الشرطة تقوم بإخراج لاعب االمنتخب الإيطاليي جورجو فيريني بعدما طرد من اللقاء، في لقاء معركة سانتياغو.

أقيم كأس العالم لكرة القدم 1962 في تشيلي بعدما أجبر الاتحاد الدولي لكرة القدم على اختيار دولة لاتينية، بسبب اقامة البطلتين السابقتين أعوام 1954 و1958 في دول أوروبية، خوفاً من مقاطعة منتخبات أمريكا الجنوبية مثلما حدث في كأس العالم لكرة القدم 1938. فاستطاعت تشيلي التغلب على الأرجنتين والفوز باستضافة البطولة، بعدما كانت الأرجنتين مرشحة وبقوة لاستضافة. ويعود السبب في فوز تشيلي بشرف استضافة منافسات كأس العالم إلى رئيس التحادالتشيلي لكرة القدم كارلوس ديتبورن، الذي ألقى خطاباً في حفل تقديم ملف بلاده استطاع من خلاله اجبار الاتحاد الدولي لكرة القدم لى اختيار تشيلي، عندما ختم خطابه قائلاً  «ليس لدينا شيء ولذلك يجب أن يكون لدينا كأس العالم». 

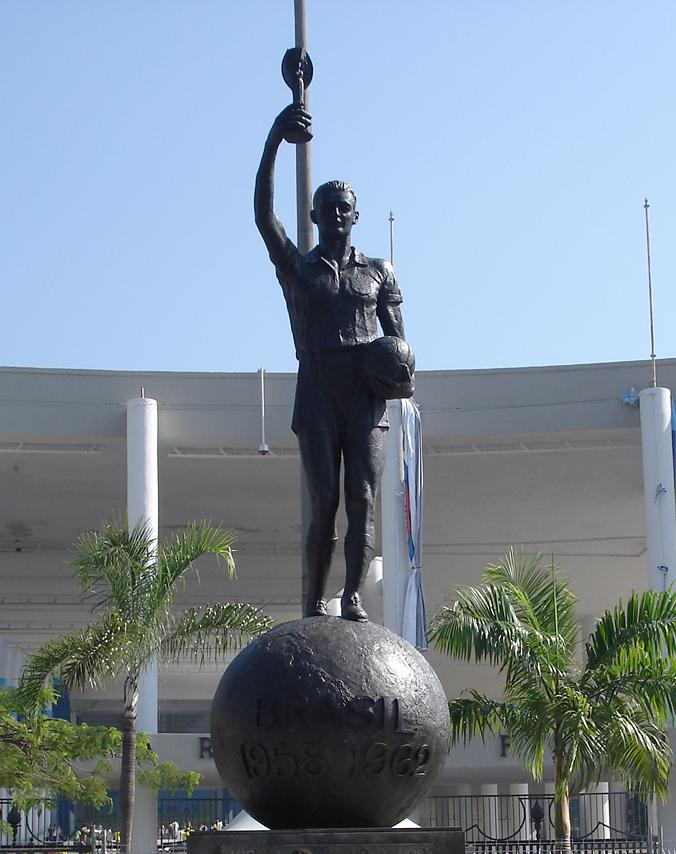
تمثال للاعب بليني أمام مدخل ملعب ماراكانا، قائد االمنتخب البرازيل الفائز بكأس العالم 1958 و1962.

وقبل البطولة بسنتين وتحديداً في عام 1960، ضرب تشيلي زلزال قوي عُرفَ باسم زلزال فالديفيا 1960 (هو أقوى زلزال على إطلاق سجل على سطح الأرض، وصنف 9,5 على مقياس درجة العزم)، مما أدى إلى تدمير كبير في البنية التحتية، فلُعِبت البطولة في 4 ملاعب بدلاً من 10، بسبب الدمار الواسع الانتشار الذي أحدثه الزلازال. هذا الأمر الذي دفع بالصحافة الإيطالية لمهاجمة تشيلي والتشكيك بمقدرتها على استضافة هذه البطولة بسبب فقرها وجهلها وجشع تجارها وتخلف شعبها. تسبب تلك الكلمات بإثارة التوتر بين الفريقين، الأمر الذي أدى لنشوب حرب بدنية بين الجانبين عرفت باسم معركة سانتياغو.
معركة سانتياغو هي مباراة لكرة القدم بين المضيف تشيلي وإيطاليا في 2 يونيو 1962 في العاصمة التشيلية سانتياغو. وتعتبر من أكثر المباريات عنفاً في تاريخ كأس العالم لكرة القدم. فشهدت طرد لاعبين من المنتخب الإيطالي، مع تغاضي الحكم آنذاك الإنجليزي عن طرد لاعبين من منتخب تشيلي، الأمر الذي أدى إلى فوضى عارمة بين الفريقين وصلت إلى الشجار والبصق، مما دفع الشرطة للتدخل أكثر من ثلاث مرات. وانتهى بفوز المنتخب التشيلي بنتيجة 2-0.
استطاع المنتخب البرازيلي التأهل للمباراة النهائية على الرغم من إصابة بيليه، فتقمص غارينشيا دور زميله وقاد البرازيل للمباراة النهائية. أقيم نهائي كأس العالم لكرة القدم 1962 على ملعب تشيلي الوطني في العاصمة سانتياغو بين منتخب البرازيل ومنتخب التشيكوسلوفاكيا، واستطاع منتخب البرازيل الفوز باللقب للمرة الثانية في تاريخه بعدما فاز بثلاثة أهداف مقابل هدف.

### كأس العالم 1966

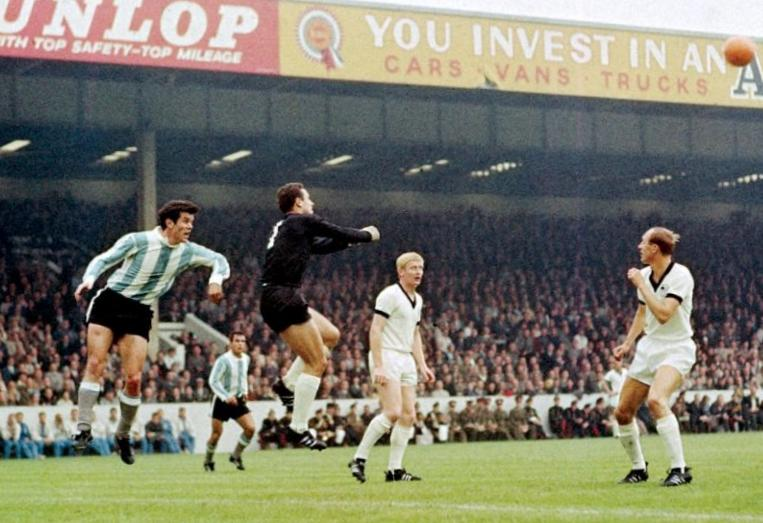
جانب من لقاء بين الأرجنتين وألمانيا.

أقيمت بطولة كأس العالم لكرة القدم 1966 في إنجلترا، والتي استطاعت خطف شرف تنظيم منافسة كأس العالم لكرة القدم من ألمانيا وإسبانيا، فأعلنت إنجلترا مستضيفةً في 22 أغسطس من عام 1960 في العاصمة الإيطالية روما. أقيمت البطولة وهي البطولة الثامنة في تاريخ كأس العالم لكرة القدم في الفترة ما بين 11 يونيو إلى 30 يوليو. شهدت هذه البطولة مقاطعة جميع منتخبات قارة أفريقيا وآسيا للتصفيات المؤهلة (فيما عدا منتخب كوريا الشمالية) بسبب ما رأروه ظلماً من الاتحاد الدولي لكرة القدم في توزيع المقاعد حيث خصصت مقعدا واحدا فقط لأفريقيا وآسيا مجتمعتين (أي نصف مقعد لكل منهما)، بينما أعطت أوروبا 9 مقاعد وأمريكا الجنوبية 4 مقاعد.
شهدت بطولة كأس العالم 1966، الإعلان عن أول تميمة لكأس العالم، والتي أطلق عليه الأسد ويلي. أيضاً وقبل البطولة بأشهر، وتحديداً في 20 مارس 1966، سرق كأس جول ريميه من قبل لص خلال المعرض العام في قاعة منستير المركزية، ثم عُثِر عليه بعد أسبوع من سرقته ملفوفا في صحيفة، أسفل سياج حديقة في أحد ضواحي نوروود جنوب لندن، وعثر عليه كلب مسمى ببيكلز.

تشكيلة المباراة النهائية بين إنجلترا وألمانيا.

لم تخلو البطولة من المفاجئات المدوية، فخرجت البرازيل حاملة اللقب من الدور الأول، بعدما تأثرت بإصابة نجمها بيليه، حيث خسرت أمام المجر والبرتغال بالنتيجة ذاتها 3-1 بينما فازت على بلغاريا 2-0، بينما استطاع المنتخب القادم من الشرق منتخب كوريا الشمالية من التغلب على المنتخب الإيطالي بهدف نظيف. أيضاً، تميزت هذه البطولة بإخفاق منتخبات أمريكا الجنوبية حيث ودعت البرازيل حاملة اللقب من الدور الأول، بينما خرجت كل من من الدور الثاني. فخسر منتخب الأوروغواي من منتخب ألمانيا بنتيجة 4-0، في مباراة شهدت جدلاً تحكيمياً، عندما لم يحتسب الحكم هدفاً صحيحاً للأوروغواي بداية المباراة بعندما تجاوزت الكرة خط المرمى، بعدها وقعت أحداث خشنة من لاعبي ألمانيا تسببت في إصابة نجوم الأوروغواي هيكتور سيلفا والآخر هوراسيو.

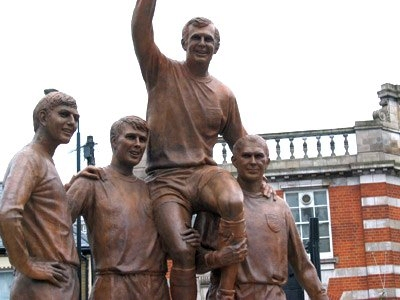
تمثال للاعبي منتخب إنجلترا، ويظهر بوبي مور وجيوف هورست وراي ويلسون ومارتن بيترس.

في الجهة الأخرى، ودع الأرجنتين البطولة بخسارته من المنتخب الإنجليزي بنتيجة 1-0، في شهدت هي الأخرى جدلاً تحكيمياً عندما سجل الإنجليزي جيوف هورست هدفاً لبلاده من وضعية التسلل، مع طرد الغير المستحق لقائد الأرجنتين أنطونيو راتين بعدما تلفظ بألفاظ باللغة الإسبانية، في حين الحكم الألماني الذي كان يقود اللقاء كان لا يتكلم بالإنجلزية، فقرر الحكم طرده بسبب تعابيير وجهه الذي استنتج من خلالها على سوء تصرف اللاعب. بينما صرح أنطونيو راتين أنه طلب من الحكم الأتيان بمترجم ليترجم لنا ما تقوله. واستمرت المفاجئات أيضا، عندما تقدمت كوريا الشمالية على البرتغال بنتيجة 3-0 خلال 25 دقيقة من الشوط الأول، لينتفض بعدها نجم البرتغال أوزيبيو بتسجليه 4 أهداف مع صنعه للهدف الخامس، لينتهي اللقاء بنتيجة 5-3.
أقيم نهائي كأس العالم لكرة القدم 1966، على ملعب ويمبلي في العالصمة الإنجليزية لندن وبحضور 96,924 متفرج، في أكبر محفل رياضي في تاريخ بريطانيا، في لقاء جمع بين المنتخبين الإنجليزي والألماني الغربي بتاريخ 30 يوليو عام 1966. واستطاع المنتخب الإنجليزي الفوز على منتخب ألمانيا الغربية بنتيجة 4-2 في الوقت الإضافي، بعد انتهاء الوقت الأصلي بالتعادل 2-2. في بداية الشوط الإضافي الأول سجل جيوف هورست هدفاً إنجليزياً في مرمى حارس المنتخب الألماني، ولكن مساعد الحكم اخبر حكم المباراة أن الكرة قد تجاوزت الخط، وأعلن الحكم عن صحة الهدف الذي سجله جيوف هورست مما أغضب اللاعبين الألمان واحتجوا على القرار. ثم سجل جيوف هورست هدف الرابع في آخر دقائق اللقاء والثالث له بالنهائي، مؤكداً فوز منتخب بلاده بلقب كأس العالم للمره الأولى في التاريخ. ودخل جيوف هورست التاريخ باعتباره اللاعب الوحيد الذي سجل ثلاثة أهداف (هاتريك) في مباراة نهائي كأس العالم. يذكر أن التقنية الحديثة استخدمت لتأكيد صحة الهدف، لكن التحليل أظهر عدم صحة الهدف، حيث لم تتجاوز الكرة كامل محيطها.

### كأس العالم 1970

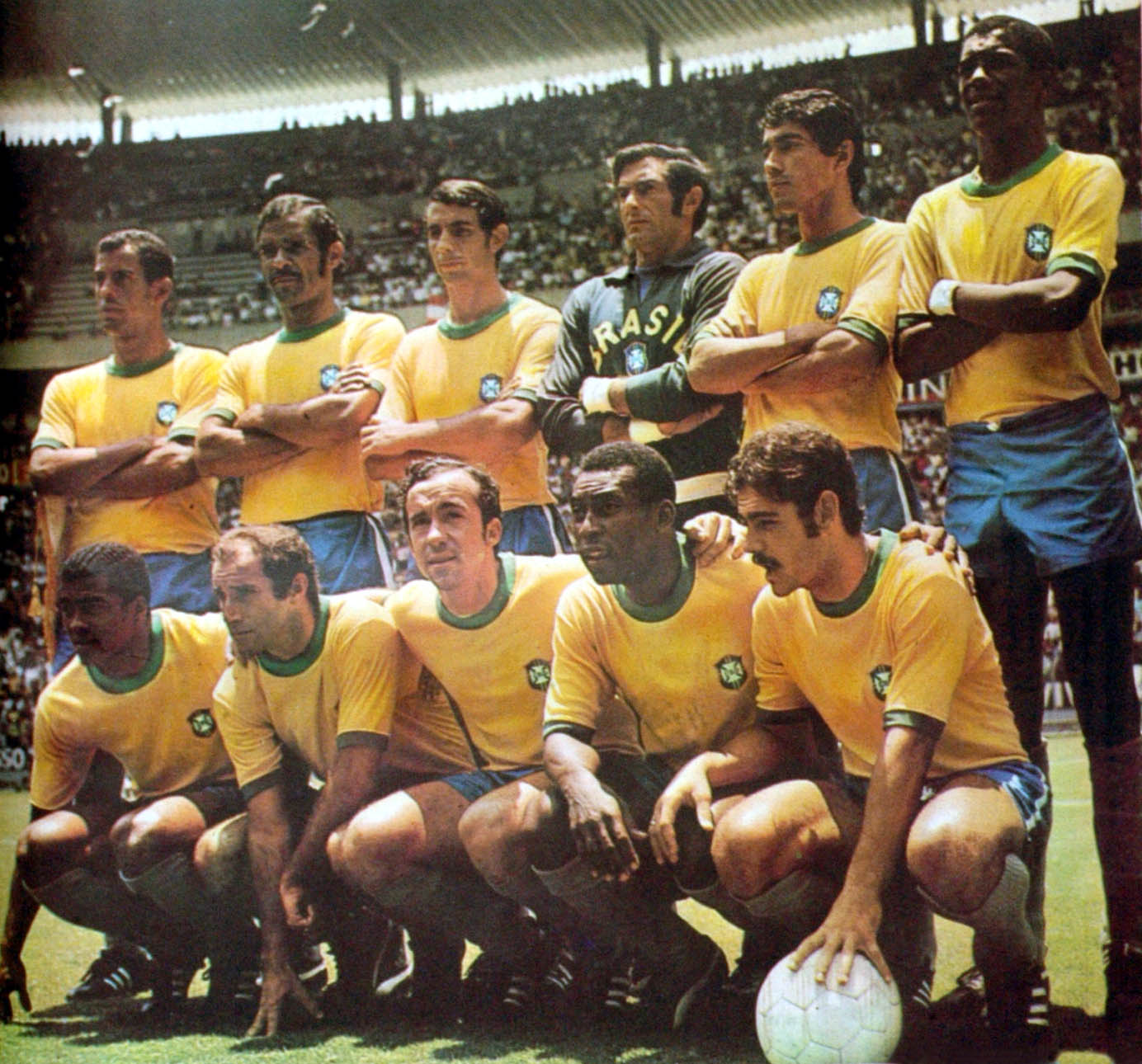
منتخب البرازيل الفائز بلقب كأس العالم لكرة القدم 1970.

استضافت المكسيك بطولة كأس العالم لكرة القدم 1970 في نسختها التاسعة من منافسات كأس العالم لكرة القدم في الفترة ما بين 31 مايو إلى 30 يونيو، وفازت المكسيك بشرف استضافة البطولة بعدما تغلبت على الأرجنتين في التصويت الذي أقيم في العاصمة اليابانية طوكيو. وتصبح بذلك أول بطولة تقام خارج قارتي أوروبا وأمريكا الجنوبية، والأولى التي تقام في قارة أمريكا الشمالية.
تأهلت المكسيك كدولة مستضيفة وإنجلترا كبطل للنسخة السابقة، بينما تنافست 75 دولة على 14 بطاقة تأهل. واستجاب الاتحاد الدولي لكرة القدم لمطالب قارتي آسيا وأفريقيا بعدما انسحبوا من النافسة في بطولة كأس العالم لكرة القدم 1966، وقام بمنح كل القارتي بطاقة كاملة، بينما امتلكت أوروبا 8 بطاقات وأمريكا الجنوبية 3 بطاقات، وبطاقة لقارة أمريكا الشمالية. شهدت البطولة مشاركة منتخب المغرب ويصبح ثاني المنتخبات العربية مشاركة بكأس العالم بعد منتخب مصر الذي شارك في كأس العالم لكرة القدم 1934. شهدت البطولة فشل العديد من المنتحبات الكبيرة في التأهل مثل منتخب الأرجنتين، منتخب فرنسا، منتخب إسبانيا ومنتخب البرتغال.

تشكيلة المباراة النهائية بين البرازيل وإيطاليا.

أيضاً، وكما شهدت البطولة تغييرات في بطاقات التأهل نتجت عنها مشاركة 16 منتخباً من كل القارات، طال التغيير ليشمل بعض القواعد و القوانين، فقد سُمِح بإجراء تبديلين لكل منتخب للمرة الأولى في تاريخ البطولة، كما منح الحكام حق رفع البطاقتين الصفراء والحمراء. بعد أن كانت من قبل شفهيًا، ولم تُستخدَم البطاقة الحمراء في تلك البطولة. ومع التقدم في مجال الاتصالات الفضائية، جذبت كأس العالم 1970 رقم قياسي جديد لجمهور المتابع لمنافسات البطولة. فكانت المرة الأولى التي يشاهد فيها الجمهور المباريات على الهواء مباشرة، وعبر الشاشات الملونة عن طريق البث التلفزيوني الملون.

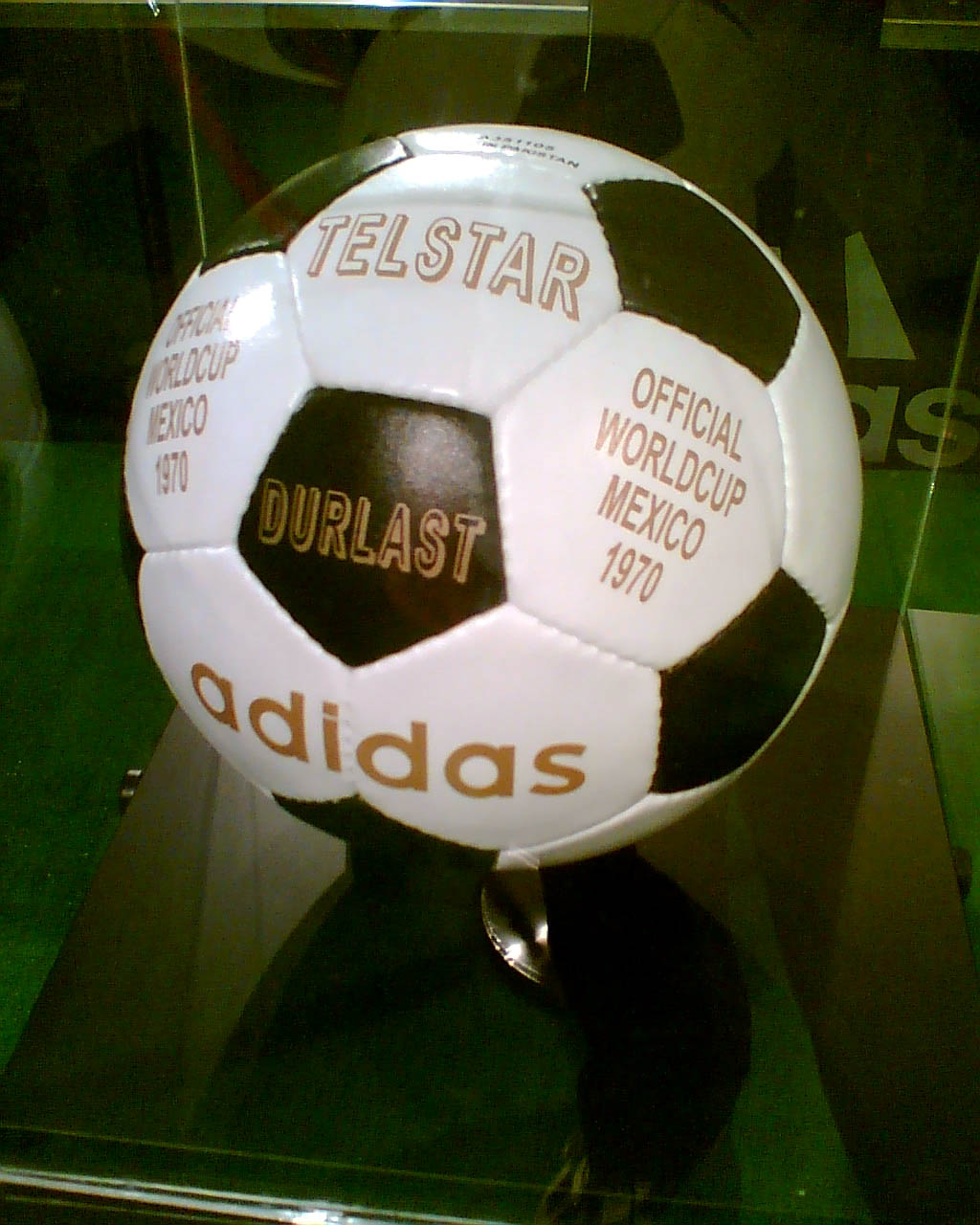
كرة القدم المستخدمة في منافسات كأس العالم لكرة القدم 1970 والمعروفة باسم تيليستار.

شهدت البطولتين مبارتين صُنِّفنا لاحقاً من أفضل 10 مباريات في تاريخ كأس العالم لكرة القدم أولها نهائي كأس العالم لكرة القدم 1970 بينما الثانية كانت في الدور قبل النهائي بين المنتخب الإيطالي ونظيره الألماني، والتي عُرِفَت فيما بعد باسم مباراة القرن. ففي الدور القبل النهائي التقى منتخب إيطاليا مع منتخب ألمانيا في مباراة صنفها الاتحاد الدولي لكرة القدم بأنها الأفضل تاريخياً بين المنتخب الإيطالي ونظيره الألماني. فبعد انتهاء الوقت الأصلي بالتعادل 1-1 بتوقيع كل من روبيرتو بونينسيغنا وصاحب الهدف في الدقيقة التسعين كارل هينز شنيلينجير. ليلعب المنتخبان الوقت الإضافي، والذي شهد خلالها 5 أهداف متتالية، ابتدأها الألماني جيرد مولر، ثم ترد إيطاليا بهدفين من تارشيزيو بورغنيتش ولويجي ريفا. ثم يرجع جيرد مولر الأمور لنصابها بتسجيله التعادل وتصبح النتيجة 3-3، اختتم جاني ريفيرا الأهداف الخمسة بهدف قاتل، ليصبح النصر حليف منتخب الإيطالي بنتيجة 4-3.
أقيم نهائي كأس العالم لكرة القدم 1970 على ملعب أزتيكا، أمام 107,412 متفرج، والتي جمعت منتخب البرازيل ومنتخب إيطاليا. وكان كل من المنتخبين يطمح للفوز بكأس العالم للمرة الثالثة في تاريخه ليمتلك كأس جول ريميه للأبد. تقدمت البرازيل أولاً عن طريق بيليه، ثم عادلت إيطاليا النتيجة بواسطة روبيرتو بونينسيغنا وينتهي الشوط الأول بالتعادل 1-1. في الشوط الثاني، سجلت البرازيل ثلاثة أهداف متتالية عن طريق كل من غيرسون وجارزينيو وكارلوس ألبرتو توريس، لينتهي اللقاء بفوز البرازيل بنتيجة 4-1. وبهذا الفوز أصبحت البرازيل أول بلد يفوز بالكأس لثلاث مرات ويمتلك كأس جول ريميه، بعدما حصل على البطولتين عامي 1958 و1962. دخلت البرازيل التاريخ بهذا الفوز، فأصبح ماريو زاغالو أول شخص يفوز بكأس العالم كلاعب (عامي 1958 و1962) وكمدرب (عام 1970). وأصبحت البرازيل أول منتخب يحرز كأس العالم ويفوز بجميع اللقاءات التي لعبها، وأصبح جارزينيو أول لاعب يسجل في كل مباريات البطولة التي لعبها.

### كأس العالم 1974

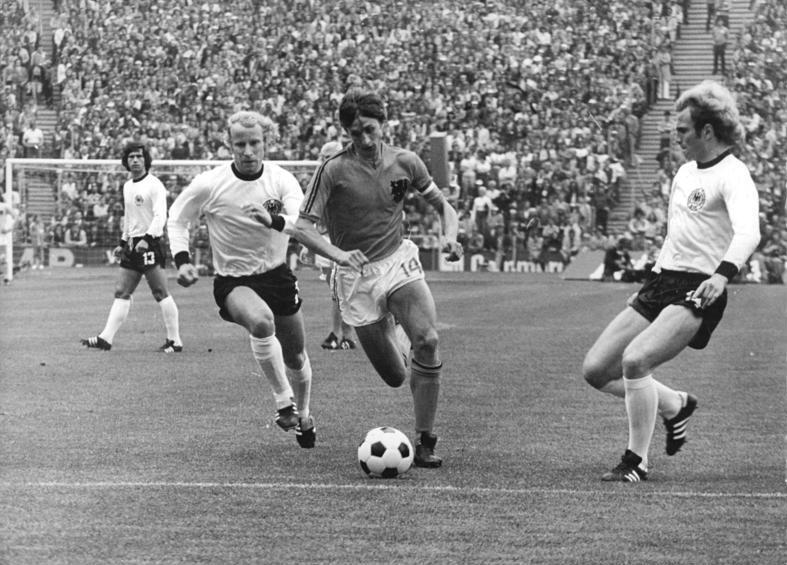
صورة من المباراة النهائية بين ألمانيا الغربية وهولندا.

كأس العالم لكرة القدم 1974 هي البطولة العاشرة في تاريخ كأس العالم لكرة القدم، واستضافتها ألمانيا الغربية في الفترة ما بين 13 يونيو إلى 7 يوليو، حيث فازت بشرف استضافة البطولة، بعد عقدت ألمانيا الغربية اتفاقاً مع إسبانيا، بان تساندها في استضافة منافسات كأس العالم لكرة القدم 1974، في المقابل، تقوم ألمانيا بدعم إسبانيا لاستضافة منافسات كأس العالم لكرة القدم 1982.
ومثل ما حدث في البطولة السابقة كأس العالم 1970، كانت بطولة كأس العالم 1974 تكملةً لتلك الحقبة، فقد شهدت البطولة العديد من التغييرات. كان أولها تقديم كأس جديدة للبطولة، بعد امتلاك منتخب البرازيل لكرة القدم لكأس جول ريميه في عام 1970، فاختار الاتحاد الدولي لكرة القدم الفنان الإيطالي سيلفيو غازانيغا لشرف صناعة الكأس الجديدة، والذي أطلق عليه كأس الفيفا. أيضاً، اُنتخب أول رئيس غير أوربي للاتحاد الدولي لكرة القدم منذ إنشائه عام 1904، فقد اُختير البرازيلي جواو هافيلانج خلفاً للإنجليزي السير ستانلي روس، بعد 13 عاماً كان خلالها رئيساً للفيفا. ثالث التغييرات التي حصلت كانت في نظام البطولة، وفيه قُسِّمت الفرق ال16 على أربعة مجموعات، ثم تُقسَّم الفرق المتأهلة للدور الثاني إلى مجموعتين يتأهل بطل كل مجموعة إلى المباراة النهائية بينما يلعب صاحبي المركز الثاني في مباراة المركزين الثالث والرابع.

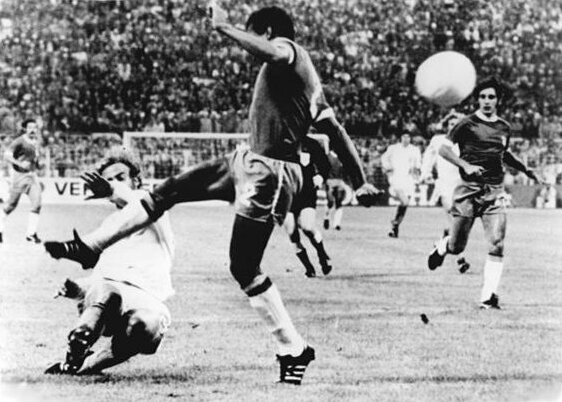
جانب من مباراة جمعت البرازيل وهولندا.

دخل لاعب منتخب التشيلي كارلوس كازالي التاريخ عندما أصبح أول لاعب يُطرَد بالبطاقة الحمراء في مباراة منتخب بلاده مع منتخب ألمانيا الغربية، على الرغم من إقرار البطاقات الحمراء في كأس العالم 1970، إلا أنها لم يكن هناك حاجة لاستخدامها في تلك النسخة. في تلك البطولة، سُجِّلت أول حالة تعاطي المنشطات في تاريخ كأس العالم لكرة القدم، وكان للاعب منتخب هايتي أرنست سان جوزيف، بعدما ثبت تعاطيه للمنشطات في مباراة إيطاليا نفسها واستبعد من سائر مباريات فريقه في البطولة. وقعت أكثر اللحظات طرافة في البطولة، عندما أقدم المدافع الزائيري «إلونغا ميوبي» على ترك حائط الصد والتوجه لإبعاد الكرة قبل أن يلمسها لاعب المنتخب البرازيلي.
أقيم نهائي كأس العالم لكرة القدم 1974 على الملعب الأولمبي بمدينة ميونخ عاصمة بافاريا في ألمانيا الغربية، أمام ما يقارب 75,200 ألف متفرج. بين فريقين يتميزان بطريقة لعب فريدة عرفت باسم الكرة الشاملة. حيث التقى المستضيف هما منتخب ألمانيا الغربية بنظيره المنتخب الهولندي. افتتح الهولنديون التسجيل عن طريق ضربة جزاء نفذها بنجاح يوهان نيسكينز، ويعتبر هذا الهدف هو الأسرع في تاريخ نهائيات كأس العالم، والذي جاء بعد تسعين ثانية فقط من الانطلاق، كذلك هي أول ركلة جزاء تُحتَسب في نهائي كأس عالم. ثم عادل الألمان النتيجة من ضربة جزاء نفذها بول برايتنر، m قبل أن يسجل جيرد مولر هدف التقدم في نهاية الشوط الأول، وينتهي اللقاء بفوز منتخب ألمانيا الغربية بلقب كأس العالم للمرة الثانية في تاريخهم بعد كأس العالم لكرة القدم 1954.

### كأس العالم 1978

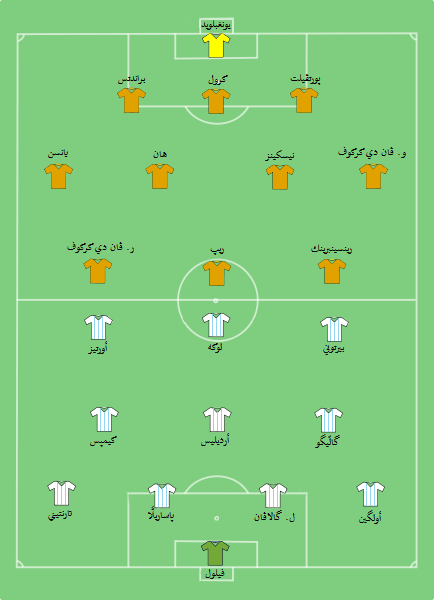
تشكيلة المباراة النهائية بين الأرجنتين وهولندا.

أقيمت بطولة كأس العالم لكرة القدم 1978 في الأرجنتين استضافتها الأرجنتين، في اجتماع الاتحاد الدولي لكرة القدم في العاصمة الإنجليزية لندن، بتاريخ 6 يوليو 1966، وذلك بعد أن انسحبت منافستها المكسيك من المنافسة بعد أن فازت بحق تنظيم كأس العالم لكرة القدم 1970. لم يلق اختيار الأرجنتين لاستضافة كأس العالم قبولاً، فكان هناك اعتراضات عديدة بسبب حدوث انقلاب عسكري في البلاد.
في هذه البطولة، ظهر أول رعاية لكأس العالم. حيث كانت برعاية كوكا كولا. أيضاً، أقر الاتحاد الدولي لكرة القدم لأول مرة نظام ركلات الترجيح في حال انتاء الوقت الأصلي والإضافي بتعادل الفريقين، ولكن لم يُستخدَم في تلك البطولة حيث انتهت كل المباريات قبل نهاية الوقت الأصلي أو الإضافي. لم تنتهى مشاكل التحكيم في تلك البطولة، ففي مباراة منتخب البرازيل مع منتخب السويد حين كانت النتيجة تشر للتعادل بهدف لمثله، تحصل المنتخب البرازيلي لركلة حرة في آخر التوفيت، نفذها زيكو لتدخل شباك الحارس السويدي روني هيلستروم، إلا إن الحكم الويلزي كلايف توماس أطلق صافرته بينما كانت الكرة في الهواء قبل دخولها للمرمى، رافضًا احتساب الهدف مؤكدًا أن القانون هو القانون.

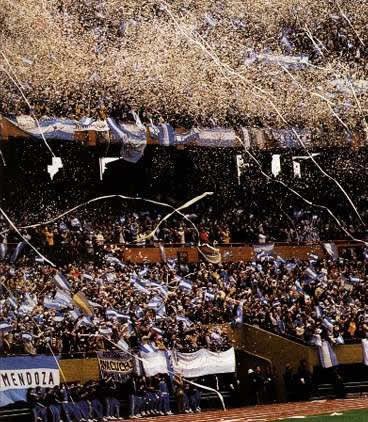
فرح الجماهير الأرجنتينية بفوز منتخبها بلقب كأس العالم للمرة الأولى في تاريخه.

بهذه البطولة امتزجت السياسة بالرياضة، وكانت هناك تهديدات بالمقاطعة بسبب انتهاكات حقوق الإنسان، وكان النجم الهولندي يوهان كرويف من بين أكبر المتظررين في هذه البطولة، ورفض السفر إلى هناك بسبب تعرضه لمحاولة اختطاف، أيضاً من أسباب رفضه للمشاركة في البطولة كانت الأسباب السياسية. وقد شهدت هذه البطولة الكثير من الجدل، فكان المستضيف الأرجنتين يعلب مبارياته ليلاً، بعد جميع المنتخبات بعد معرفة نتائج الأخرين، ففي الجولة الأخيرة فازت البرازيل على بولندا، مما استوجب فوز الأرجنتين بنتيجة 6-0 ليتأهلوا للمباراة النهائية. انتهى الشوط الأول بين الأرجنتين والبيرو بنتيجة 2-0، لكن بعد الاستراحة، استطاع الأرجنتين تسجيل 4 أهداف لتأهل للمباراة النهائية. أثارت تلك المباراة الجدل حول وجود تلاعب في نتيجتها ورشاوي للاعب المنتخب البيروفي، ومساومة الحكومة البيروفية على محكومين لدى الأرجنتين للإفراج عنهم وإعادتهم إلى بيرو مقابل خسارة بيرو المباراة ستة أهداف. اتهم العديد من لاعبي المنتخب البيروفي بالتلاعب، لكن أشهرهم كان حارس المنتخب، خاصة بعد أنباء عن وجود حسابات له في البنوك الأرجنتينية. ولكن لم تؤكَّد أي معلومة لاحقاً حول تلك الواقعة. في كأس العالم لكرة القدم 1982 ومنعاً لتكرار ما حدث في هذه البطولة، أقر الاتحاد الدولي لكرة القدم لعب المباريات المهمة كلها في وقت واحد لتجنب التلاعب في المباريات.
أقيم نهائي كأس العالم لكرة القدم 1978 على ملعب أنتونيو فيسبوكيو ليبرتي بمدينة بوينس آيرس وأمام 71,712 متفرج، بين صاحب الأرض والجمهور الأرجنتين ووصيف النسخة الماضية منتخب هولندا، واستطاع الأرجنتين الفوز بنتيجة 3-1 بالأوقات الإضافية، بعد انتهاء الوقت الأصلي بالتعادل 1-1، بفضل هدفي ماريو كيمبس. وتفوزالأرجنتين بلقب كأس العالم للمرة الأولى في تاريخها.

### كأس العالم 1982

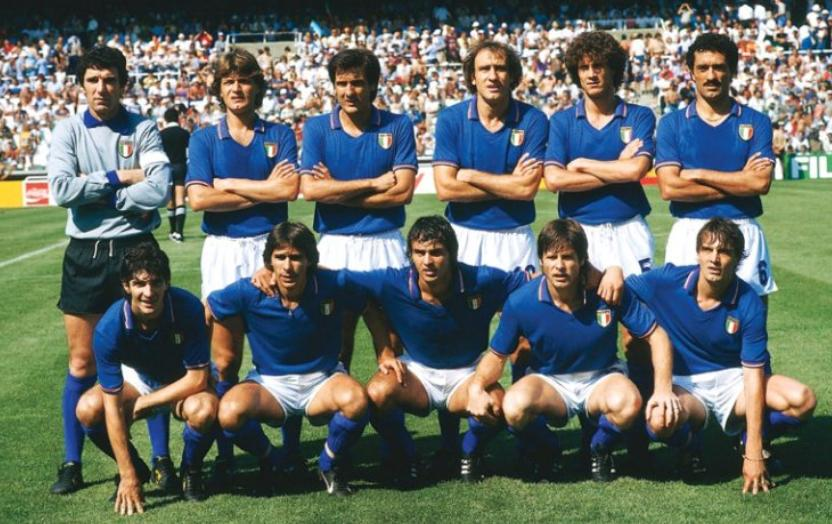
المنتخب الإيطالي الفائز بلقب كأس العالم لكرة القدم 1982.

أقيمت بطولة كأس العالم لكرة القدم 1982 وهي البطولة رقم 12 في تاريخ بطولات كأس العالم لكرة القدم في إسبانيا في الفترة من 13 يونيو وحتى 11 يوليو، فاختيرت إسبانيا لاحتضان البطولة بعد انسحاب ألمانيا التي استضافت منافسات بطولة كأس العالم لكرة القدم 1974. شهدت البطولة مشاركة أول فريق عربي آسيوي وهومنتخب الكويت وشهد مشاركة منتخب الجزائر لأول مرة في تاريخها، وعادت إنجلترا لبطولات العالم بعد غياب دام 12 عاماً وتحديداً من البطولة التي حققوها في كأس العالم 1966، بينما غاب وصيفة النسختين الماضيتين هولندا عن المشاركة. بداية البطولة كانت الشكوك تحوم حول انسحاب محتمل لمنتخبات انجلترا واسكتلندا وأيرلندا الشمالية من البطولة بسبب حرب الفوكلاند بينها وبين الأرجنتين، لكن الأوضاع هدأت بعض تدخل المسؤولين في الحكومة البريطانية.

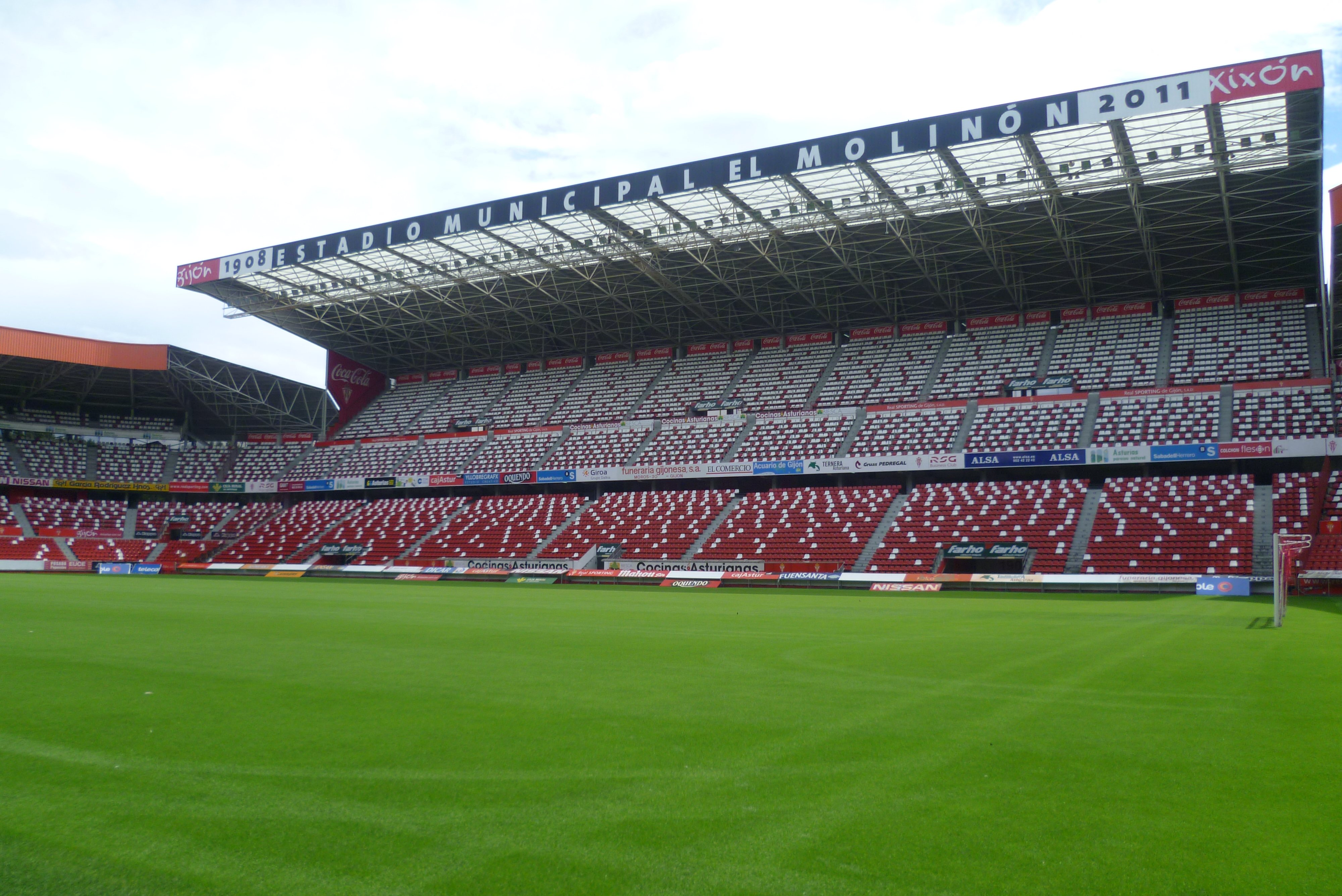
ملعب إل مولينون الذي إستضاف أحداث فضيحة خيخون، وهي المباراة التي وصفتها الصحافة النمساوية المباراة بأنها آنشلوس '(إشارة في فضيحة ضم ألمانيا للنمسا إبان الحرب العالمية الثانية).

تميزت هذه البطولة بالعديد من المباريات المثيرة والممتعة، واعتبرت البطولة من أكثر البطولات إثارة بعد كأس العالم 1970، وكانت هذه هي البطولة الأولى التي تضم 24 فريقاً بدلاً من 16 فريقاً في البطولات الماضية، بعدما أقر الاتحاد الدولي لكرة القدم زيادة المنتخبات المشاركة قبل كأس العالم 1978. فتُقسَّم المنتخبات المشاركة على 6 مجموعات، يتأهل منها أول وثاني كل مجموعة، لتُقسَّم مرة أخرى على 4 مجمعات يتأهل بطل المجموعة إلى الدور ربع النهائي. شهدت البطولة تسجيل أسرع هاتريك في تاريخ كأس العالم لكرة القدم عندما سجل مهاجم منتخب المجر لازلو كيس ثلاثة أهداف في 8 دقائق ضد منتخب السلفادور، في مباراة انتهت بنتيجة 10-1، في بقاء شهد أكثر عدد من الأهداف في تاريخ كأس العالم لكرة القدم.
شهد دور المجموعات مفاجئات عديدة، كان أولها فوز المنتخب الجزائري على منتخب ألمانيا الغربية بنتيجة 2-1 بتوقيع كل من رابح ماجر ولخضر بلومي، وكانت الجزائر قريبة من التأهل للدور المقبل خاصة بعد فوزها على التشيلي بنتيجة 3-2، في المقابل، وفي لقاء آخر من نفس المجموعة بين منتخبي ألمانيا الغربية والنمسا، عندما سجل الألمان هدف التقدم وظل الفريقين يتناقلون الكرة، واتفقوا على إنهاء نتيجة المباراة على ما هي عليه ليتأهل كل من المنتخبين إلى الدور الثاني من البطولة على حساب الجزائر، في مباراة عرفت باسم فضيحة خيخون (بالألمانية: Non-aggression pact of Gijón). أجبرت تلك الأحداث الاتحاد الدولي لكرة القدم على إقامة آخر مباريات كل مجموعة في نفس التوقيت منعاً لتكرار التلاعب في النتائج. الواقعة الثانية كانت في مباراة الكويت وفرنسا فبعد أن أحرز ألاين غيريسي هدفاً لفرنسا في مرمى الكويت، الذي توقف لاعبوها عن اللعب فجأة التي لم تستكمل اللعب بعد أن سمعوا صافرة اعتقدوا أنها من حكم اللقاء السوفيتي شتوبار، فنزل الشيخ فهد الأحمد الصباح رئيس الاتحاد الكويتي لكرة القدم وشقيق أمير الكويت واحتج على الهدف الذي أحرزه ألاين غيريسي في مرمى الكويت وأمر لاعبيه بمغادرة الملعب، فألغي الهدف واستكملت المباراة التي انتهت بفوز فرنسا بنتيجة 4-1.

تشكيلة نهائي كأس العالم لكرة القدم 1982.

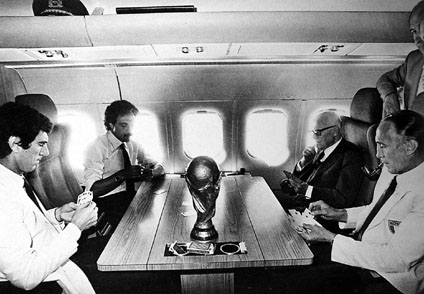
كأس العالم مع قائد المنتخب الإيطالي دينو زوف.

شهدت البطولة مواجهات ممتعة، كان أول بين المنتخب الإيطالي والمنتخب البرازيلي، حيث استطاعت إيطاليا بطريقتها المعروفة باسم الكاتيناتشو التغلب على أفضل جيل أنجبته البرازيل بعد جيل كأس العالم 1970، بوجود سقراط وزيكو. حيث استطاع المهاجم باولو روسي، والذي خرج من السجن قبيل انطلاقة منافسات البطولة لتورطه بفضيحة تلاعب بالنتائج (تعرف باسم توتونيرو) من تسجيل 3 أهداف، قاد بها منتخب بلاده إلى الفوز بنتيجة 3-2 والتأهل لدور قبل النهائي، في موقعة عرفت باسم مأساة ساريا (بالإيطالية: Tragedia del Sarriá)‏ نسبة إلى ملعب ساريا الذي احتضن اللقاء. ثاني المواجهات الممتعة كان بين منتخب فرنسا ومنتخب ألمانيا في نصف النهائي، والذي انتهتى بالتعادل 3-3، ثم حُسمت بركلات الترجيح لصالح ألمانيا 5-4. وتعتبر تلك المواجهة أول مواجهة يُحتكم فيها إلى لركلات الترجيح في كأس العالم، على الرغم من إقرار القانون قبل كأس العالم 1978 التي انتهت جميع مبارياتها في الوقت الأصلي أوالإضافي.
أقيم نهائي كأس العالم لكرة القدم 1982 على ملعب سانتياغو بيرنابيو بالعاصمة الإسبانية مدريد بتاريخ 11 يوليو 1982 وبحضور 90.000 ألف متفرج، بين المنتخب الإيطالي والمنتخب الألماني.
واستطاع المنتخب الإيطالي الفوز بالمباراة بنتيجة 3-1. فبعد انتهاء الشوط الأول بالتعادل السلبي، سجلت إيطاليا 3 أهداف متتالية خلال 24 دقيقة، عبر كل من باولو روسي وماركو تارديلي وأليساندرو ألتوبيلي. ثم قلصت ألمانيا الفارق في وقت مؤخر من اللقاء عن طريق بول برايتنر. وتفوز إيطاليا باللقب الأول لها منذ 5 عقود، والثالث في تاريخها بعد عامي 1934 و1938. ويصبح صاحب أسوأ سجل للمنتخبات الفائزة بلقب كأس العالم حيث لعب سبع مباريات فاز في أربعة وتعادل في ثلاث وبفارق أهداف هوستة فقط. كذلك أصبح الحارس دينو زوف أكبر لاعب يحقق بطولة كأس العالم، بعد أن رفع اللقب بعمر الأربعين عاما و133 يوما.

### كأس العالم 1986

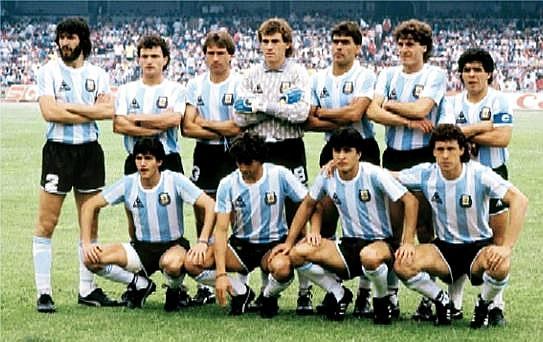
منتخب الأرجنتين الفائز بكأس العالم لكرة القدم 1986.

أقيمت بطولة كأس العالم لكرة القدم 1986 في المكسيك في الفترة من 31 مايو وحتى 29 يونيو. في عام 1976 اختيرت كولومبيا لاستضافة كأس العالم، السلطات الكولومبية أعلنت في نهاية المطاف في نوفمبر عام 1982 عن عدم استطاعتهم تحمل نفقات استضافة كأس العالم بسبب المخاوف الاقتصادية. لتختار المكسيك يوم 20 مايو 1983 لاستضافة الكأس، بعدما لاقى ملفها استحساناً كبيراً وتغلب على ملف كل من كندا والولايات المتحدة، وبذلك أصبحت المكسيك أول دولة تستضيف بطولتي من كأس العالم بعد بطولة عام 1970. في سبتمبر عام 1985 قبل ثمانية أشهر من المونديال ضرب زلزال شديد المكسيك، وقد ألقى ظلالاً من الشك حول قدرة المكسيك باستضافة هذا الحدث، ولكن لم تتأثر الملاعب وقرر المكسيك المضي قدما في الإستعدادات. شهدت البطولة تأهل 3 منتخبات عربية، حيث تأهل العراق لأول مرة في تاريخها، وتأهل الجزائر والمغرب. واستطاع المغرب التأهل للدور ال16 ليصبح أول منتخب عربي وأفريقي يصل لهذا الدور.

تشكيلة المباراة النهائية بين منتخب الأرجنتين ومنتخب ألمانيا.

شهدت البطولة تغييراً جديداً عن الذي كان متبع في بطولة كأس العالم لكرة القدم 1982، حيث لُعب الدور الثاني بنظام خروج المغلوب، ففي البداية تُقسَّم المنتخبات الأربعة والعشرون التي تأهلت للبطولة على 6 مجموعات، يتأهل أول المجموعة وثانيها للدور الثاني مع اختيار أفضل 4 منتخبات احتلت المركز الثالث. فيصبح عدد المنتخبات المتأهلة للدور المقبل 16 منتخباً، يخوضون مباريات في ما ما بينهم بنظام خروج المغلوب. من غرائب البطولة، طرد سيتانو ري المدير الفني لمنتخب الباراغواي بعدما دخل الملعب لأكثر من مناسبة في مباراة منتخب بلاده مع منتخب بلجيكا، بهذا يصبح أول مدرب في تاريخ المونديال يطرد من الملعب. أيضاً دخل خوسي باتيستا لاعب منتخب الباراغواي عندما طرد بعد 56 ثانية فقط من بداية مباراة منتخب بلاده أمام منتخب اسكتلندا، ليصبح بذلك صاحب أسرع حالة طرد في تاريخ كأس العالم لكرة القدم. ظهرت في هذه البطولة طريقة تشجيع جديدة بالمدرجات عرفت باسم «الأمواج المكسيكية» والتي أصبحت طريقة شهيرة في العالم أجمع بعد ذلك.
في الدور قبل النهائي واجه منتخب إنجلترا بقيادة غاري لينيكر، منتخب الأرجنتين بقيادة مارادونا، في مباراة اكتست بذكرى حرب حرب الفوكلاند. تقدمت الأرجنتين أولا في الدقيقة 51 عندما سجل مارادونا هدفاً بيده في مرمى الحارس الإنجليزي بيتر شيلتون وسط اعترضات إنجليزية لم يلقي الحكم التونسي علي بن ناصر لها بالاً محتسباً الهدف. بعدها بثلاث دقائق كثر هتاف المشجعين عندما سجل مارادونا هدفاً آخر بعدما تجاوز 7 لاعبين من لاعبي منتخب إنجلترا لكرة القدم والحارس بيتر شيلتون، ليودع الكرة في الشباك، معلناً تأهل منتخب الأرجنتين للمباراة النهائية، على الرغم من تقليص انجلترا للنتيجة بواسطة غاري لينيكر في الدقيقية 81. وفي عام 2000 اُختير هدف مارادونا الثاني في مرمى المنتخب الإنجلزي، كهدف القرن من قبل المتابعين والمصوتين في موقع الفيفا.
أقيم نهائي كأس العالم لكرة القدم 1986 في العاصمة مكسيكو سيتي بتاريخ 29 يونيو 1986، وذلك على ملعب أزتيكا وحضر في الملعب 114.600 ألف متفرج، بين المنتخب الألماني الغربي والمنتخب الأرجنتيني. تقدمت الأرجنتين أولاً بهدفين من توقيع خوسي لويس براون وخورخي فالدانو، لكن الألمان تقدموا عليهم بهدفين من خلال رودي فولر وكارل-هاينتس رومنيغه. وبينما كانت المباراة تلفظ أنفاسها متجهة إلى الوقت الإضافي باغت خورخي بوروشاجا المنتخب الألماني بتسجيله الهدف الثالث لمنتخب بلاده. وتفوز الأرحنتين بلقب كأس العالم لكرة القدم للمرة الثانية في تاريخها.

### كأس العالم 1990

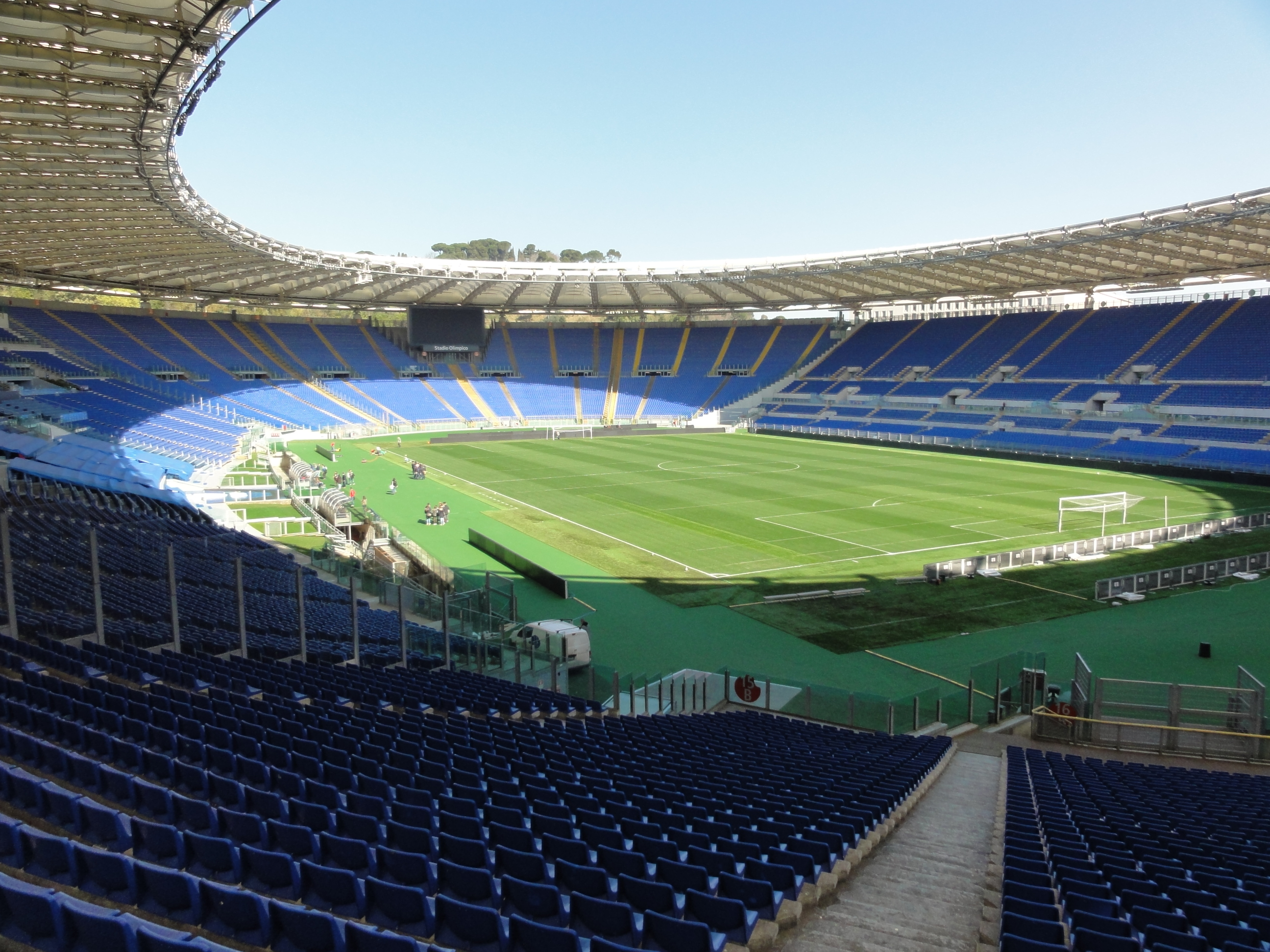
ملعب أولمبيكو الذي استضاف نهائي كأس العالم لكرة القدم 1990.

بطولة كأس العالم لكرة القدم 1990 هي البطولة الرابعة عشر في تاريخ بطولات كأس العالم لكرة القدم والتي أقيمت في إيطاليا في الفترة ما بين 8 يونيو وحتى 8 يوليو. اختيرت إيطاليا لاستضافة المنافسات من بين 3 منتخبات أخرى هي الاتحاد السوفييتي وإنجلترا واليونان وألمانيا الغربية والنمسا ويوغسلافيا. ففي بداية الأمر، وبعد شهر واحد من إعلان الترشح، انسحب جميع المرشحين ولم يتبقى سوى إيطاليا والاتحاد السوفييتي وإنجلترا واليونان. درست العروض المقدمة كلها في أواخر عام 1983، على أن يُعلن عن الفائز في بداية عام 1984. وفي مطلع عام 1984، انسحبت إنجلترا واليونان، لتبقى كل من إيطاليا والاتحاد السوفييتي في السباق النهائي لاستضافة البطولة. كان لقرار الاتحاد السوفييتي لمقاطعة دورة الألعاب الأولمبية الصيفية 1984 تأثيراً واضحاً بفوز إيطاليا بشرف الاستضافة، بعدما حصدت 11 صوتاً من أصل 5 أصوات في التوصيت النهائي الذي أقيم في مدينة زيورخ السويسرية بتاريخ 19 يونيو 1984. وبهذا أصبحت إيطاليا ثاني دولة تقوم بتنظيم هذا الحدث العالمي مرتين على أرضها بعد عام كأس العالم لكرة القدم 1938.

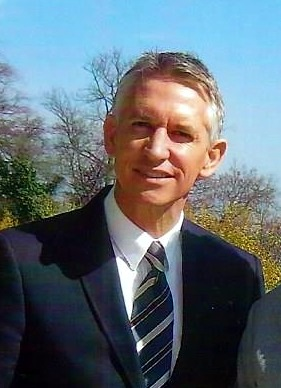
صرح الإنجليزي غاري لينيكر تصريحه شهير بعد خسارة منتخب بلاده من منتخب ألمانيا وقتها بقوله «كرة القدم لعبها تتكون من 22 لاعباً على أرض الملعب، وفي النهاية يفوز الألمان، هذا هو تعريف كرة القدم».

بقي نظام البطولة على ما هو عليه في البطولة السابقة عام 1986، حيث تأهل 24 منتخب للنهائيات وقُسِّمت المنتخبات لست مجموعات، يتأهل كل من أول المجموعة وثانيها مع أفضل 4 منتخبات حلت في المركز الثالث للدور المقبل، لتبدأ بعدها الأدوار التأهيلية، ويمنح الفائز نقطتين والتعادل يمنح نقطة لكل منتخب. شارك في هذه البطولة للمرة الأولى كلاً من الإمارات العربية المتحدة ومنتخب كوستاريكا وجمهورية إيرلندا. بينما تواجدت الولايات المتحدة الأمريكية لأول مرة بعد غياب استمر لأربعين عاماً، وعاد المنتخب المصري بعد غياب دام 56 عاماً. لم يحقق المنتخب الإماراتي أي تقدم في هذه البطولة وخسر جميع مبارياته، بينما استطاع المنتخب المصري أن يحقق تعادلين أمام كل من جمهورية إيرلندا ومنتخب هولندا بينما خسر اللقاء الثالث أمام منتخب إنجلترا.
اعتبر الجميع بطولة كأس العالم لكرة القدم 1990 من أكثر البطولات مللاً فقد انخفض معدل إحراز الأهداف بشكل ملحوظ، حيث بلغ 2.21 وهو الأقل منذ بداية بطولة كأس العالم لكرة القدم. عدا على ذلك كثرة استخدام البطاقات الحمراء، فقد استخدمت كل منها 16 مرة، أيضا تفضيل المنتخبات للطرق الدفاعية على اللعب الهجومي. ويعتبر منتخب ألمانيا الغربية من المنتخبات القليلة التي اختارت الهجوم على منافسيها في المباريات، فقد لجأت أغلب المنتخبات إلى نظام اللعب الآمن واللجوء للركلات الترجيحية. فشهدت البطولة مباريات مملة وكثرة إضاعة الوقت، وهو ما ترتب عليه قيام الاتحاد الدولي لكرة القدم بتغير قوانين البطولة قبل مباراة النهائي لتجنب ذلك، بنصه على إجراء مباراة إعادة للنهائي في حالة انتهائه بالتعادل. أيضاً قام الاتحاد الدولي لكرة القدم بمنح الفائز 3 نقاط عضواً عن نقطتين، كما غُيِّر قانون إعادة الكرة إلى حارس المرمى وذلك بمنع الحارس من إمساك بالكرة في حال أعيدت إليه من زميله في الفريق، وطُبقت تلك التغييرات بدءاً من كأس العالم لكرة القدم 1994.
شهدت البطولة بداية سيئة وواحدة من أشهر المفاجئات التي حصلت في كأس العالم لكرة القدم 1990، حينما خسر منتخب الأرجنتين أمام منتخب الكاميرون بهدف دون مقابل من توقيع فرانسوا أومام بييك. أيضاً هناك مواجهتين من المواجهات المشهورة في تلك البطولة، الأولى التي كانت في الدور الثاني حيث جمعت منتخب ألمانيا الغربية بقيادة ثلاثي نادي إنتر ميلان الإيطالي وهم لوثار ماثيوس وأندرياس بريمه ويورغن كلينسمان، ضد منتخب هولندا بقيادة ثلاثي نادي إيه سي ميلان الإيطالي وهم ماركو فان باستن ورود خوليت وفرانك ريكارد، أقيم اللقاء على ملعب السان سيرو بمدينة ميلانو مما أجبر الكثيرين على تشبيه ذاك اللقاء بلقاء ديربي ميلانو. أما الثانية فهي المواجهة التي كانت في دور ربع النهائي، بين منتخب الكاميرون ومنتخب إنكلترا في وانتهت في وقتها الإضافي بانتصار إنجلترا على الكاميرون بنتيجة 3-2، في لقاء اعتبر الأجمل في تلك البطولة.

تشكيلة نهائي كأس العالم لكرة القدم 1990.

وفي دور نصف النهائي فاز منتخب ألمانيا الغربية على منتخب إنكلترا بركلات الترجيح بعد أن انتهى الوقت الأصلي بالتعادل بهدف لمثله. بعدها صرح غاري لينيكر وقتها تصريحه شهير «كرة القدم لعبها تتكون من 22 لاعباً على أرض الملعب، وفي النهاية يفوز الألمان، هذا هو تعريف كرة القدم». في الجهة المقابلة استطاع منتخب الأرجنتين بقيادة مارادونا في مدينة نابولي، تخطي المستضيف منتخب إيطاليا بركلات الترجيح بعد أن انتهى الوقت الأصلي بالتعادل بهدف لمثله.
أقيم نهائي كأس العالم لكرة القدم 1990 في العاصمة الإيطالية روما وسط حضور ما يقارب من 74 ألف متفرج، بتاريخ 8 يوليو 1990، بين منتخب ألمانيا الغربية ومنتخب الأرجنتين، في تكرار لنهائي كأس العالم لكرة القدم 1986. وانتهى اللقاء بهدف نظيف لمنتخب منتخب ألمانيا الغربية من ركلة جزاء مشكوك بصحتها أحرزها اللاعب أندرياس بريمه في الدقيقة 85، ليحرز الماكينات لقبهم الثالث وينتقم لخسارته بنهائي كأس العالم لكرة القدم 1986 من منتخب الأرجنتين. دخلت الأرجنتين اللقاء دون الثلاثي الموقوف وهم كلاوديو كانيجيا وريكاردو جويستي وخوليو أولارتيكوشيا، ولهذا لعبت الأرجنتين على التعادل بهدف الوصول مجدداً لركلات الجزاء، بينما لعبت ألمانيا بشكلٍ أفضل وأضاع مهاجموها العديد من الفرص السهلة. أيضاً شهدت المباراة طرد لاعبين من الأرجنتين. دخل فرانز بيكنباور التاريخ بفوزه بكأس العالم كلاعب ومدرب بعد أن فاز بها كلاعب عام 1974.

### كأس العالم 1994

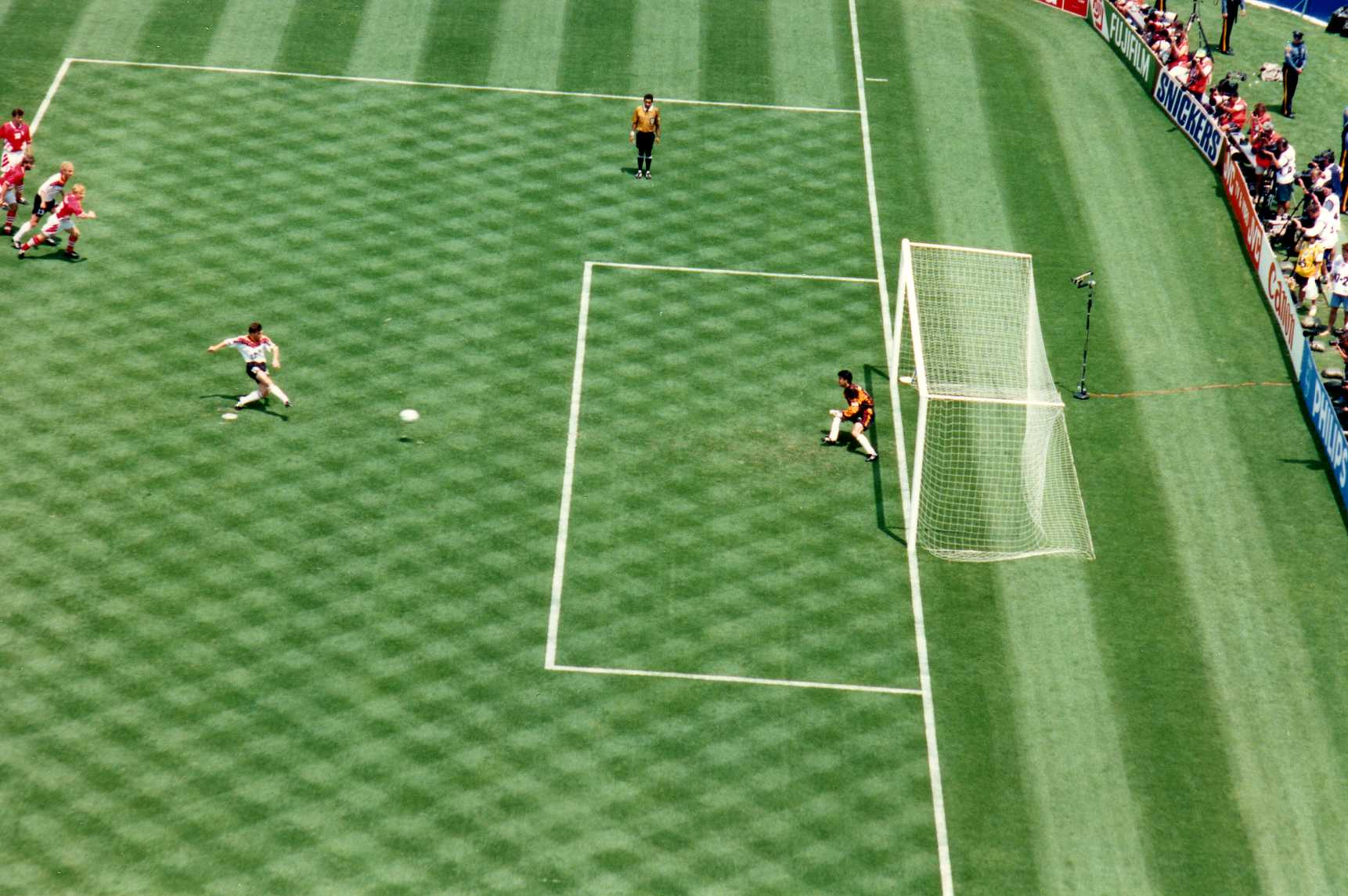
لوثار ماثيوس يُسدد ضربة جزاء لمنتخب ألمانيا ضد منتخب بلجيكا.

أقيمت كأس العالم لكرة القدم 1994 في الولايات المتحدة الأمريكية، فأُعلن عن البلد المستضيف في 4 يوليو 1988 بمدينة زيورخ السويسرية، حيث استطاعت الولايات المتحدة الأمريكية الفوز بشرف التنظيم، على حساب كل من المغرب والبرازيل وتشيلي. تأهل منتخب السعودية للمرة الأولى في تاريخه لمنافسات كأس العالم، واستطاع أن يقدم مستوى مشرف تأهل خلاله للدور الستة عشر، لكنه خرج بعدما خسر من منتخب السويد بنتيجة 3-1، ليصبح بذلك المنتخب السعودي ثاني منتخب عربي يتأهل للدور الستة عشر، في تاريخ المشاركات العربية في منافسات كأس العالم، بعد المنتخب المغربي الذي تأهل لهذا الدور من قبل في كأس العالم 1986 

تشكيلة نهائي كأس العالم لكرة القدم 1994.

أيضاً، شهدت البطولة مشاركة 24 منتخباً للمرة الأخيرة قبل أن ليرفع بعدها عدد المنتخبات المشاركة إلى 32 منتخباً بداية من كأس العالم لكرة القدم 1998، ومع هذا سُجِّل رقم قياسي في عدد الجماهير التي حضرت المنافسات والتي بلغت 3.6 مليون متفرج. علاوة على ذلك، سُجِّل رقم قياسي جديد في معدل الحضور للمباراة الواحدة والذي بلغ ما يقارب 69 ألفاً لكل لقاء، محطماً بذلك الرقم السابق والذي بلغ 51 ألفاً في كأس العالم لكرة القدم 1966. شهدت هذه البطولة عودة منتخب النرويج لكرة القدم لأول مرة منذ عام كأس العالم لكرة القدم 1938، بعد غياب دام 56 سنة، وهي أطول فترة بين مشاركتين، ولم يشاركه في هذا الرقم إلا المنتخب المصري الذي غاب بين بطولتي 1934 و1990.
أقيم نهائي كأس العالم لكرة القدم 1994 بتاريخ 17 يوليو 1994، على ملعب ملعب روس بول في باسادينا بولاية كاليفورنيا والذي شهد حضور أكثر من 94.194 متفرج، وجمعت بين المنتخبين الكبيرين، المنتخب البرازيلي والمنتخب الإيطالي، في لقاء مكرر لنهائي كأس العالم لكرة القدم 1970 الشهير. شهد لقاء تحديد أكثر المنتخبات فوزاً بلقب كأس العالم آنذاك، حيث أن كلا الفريقين يمتلك في جعبته 3 ألقاب. استطاع منتخب البرازيل الفوز باللقب بعدما تغلب على منتخب إيطاليا بالركلات الترجيحية بنتيجة 3 - 2، بعدما انتهى وقت المباراة الأصلي بالتعادل السلبي، وكذلك الوقت الإضافي. حيث انتهت المباراة بعد إضاعة روبيرتو باجيو ركلة ترجيح. وبهذا أصبحت البرازيل أكثر المنتخبات فوزاً بلقب كأس العالم بواقع 4 مرات.

### كأس العالم 1998
كأس العالم لكرة القدم 1998 أقيمت في فرنسا في الفترة من 10 يونيو إلى 12 يوليو 1998، واختيرت فرنسا لتنظيم البطولة في 2 يوليو 1992 في مدينة زيورخ السويسرية، بعد منافسة مع المغرب وانسحاب سويسرا من السباق. وتعتبر هذه البطولة هي الأولى التي تشهد مشاركة اثنين وثلاثين فريقاً بدلاً من أربعة وعشرين في البطولة التي سبقتها عام 1994 بالولايات المتحدة الأمريكية. وجاء قرار الإتحاد الدولي لكرة القدم بزيادة فرص التأهل خاصة من قارتي أفريقيا وآسيا إلى نهائيات كأس العالم بدون المساس بالنسبة المخصصة لكل من أوروبا وأمريكا الجنوبية بالتحديد لما لهم من مستوى متقدم وتاريخ معروف في بطولات كأس العالم السابقة. شهدت البطولة مشاركة عدة دول لأول مرة في تاريخها وهي جنوب إفريقيا، وكرواتيا، وجاميكا، واليابان. سجل في البطولة 171 هدفاً، وهو أكبر عدد إجمالي للأهداف سجل في بطولة واحدة.

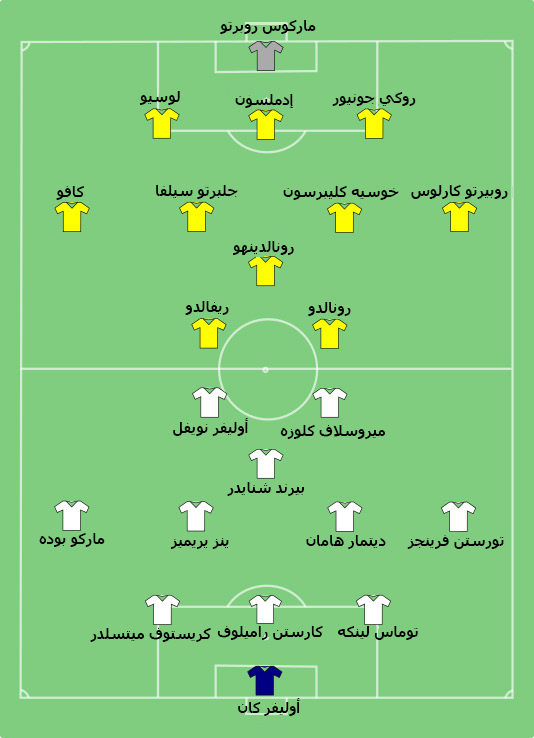
تشكيلة نهائي كأس العالم لكرة القدم 2002.

أقيم نهائي كأس العالم لكرة القدم 1998 على ملعب فرنسا والذي شهد حضور 75 ألف متفرج، بين المنتخب الفرنسي والمنتخب البرازيلي. واستطاعت فرنسا البلد المنظم الفوز بالكأس بعد الفوز بنتيجة عريضة قوامها 3-0، محققة بذلك أول بطولة كأس عالم في تاريخها، بعد مستوى مميز من اللاعب زين الدين زيدان.

### كأس العالم 2002
أقيمت بطولة كأس العالم لكرة القدم 2002 في نسختها السابعة عشر بتنظيم مشترك لكل من كوريا الجنوبية واليابان. وتعتبر هذه البطولة هي المرة الأولى (ولغاية الآن الوحيدة) التي يشترك بلدان في استضافتها، كما أنها المرة الأولى التي تقام في قارة آسيا. بعد منافسة شرسة ما بين الدولتين الآسيوتين من جهة والمكسيك من جهة أخرى.
فتأهلت كوريا الجنوبية واليابان للنهائيات وذلك لاستضافتهما للبطولة كذلك تأهلت فرنسا حاملة اللقب في النسخة الأخيرة للنهائيات دون خوض التصفيات (هذه هي المرة الأخيرة التي تتأهل فيها حاملة اللقب للنهائيات دون خوض التصفيات).
وفي نهائي كأس العالم لكرة القدم 2002 والتي لعبت بين ألمانيا والبرازيل على ملعب يوكوهاما الدولي في يوكوهاما، اليابان، فكانت هذه المباراة أول مواجهة (والوحيدة) بين الفريقين في تاريخ بطولات كأس العالم، واستطاع منتخب البرازيل الفوز بنتيجة 2-0 لتفوز باللقب الخامس، بهدفين سجلهما رونالدو. شهدت المباراة الظهور الثالث على التوالي لكابتن المنتخب البرازيلي آنذاك كافو في نهائي كأس عالم، وهو إنجاز لم يسبق لأحد تحقيقه في تاريخ بطولات كأس العالم.

### كأس العالم 2006

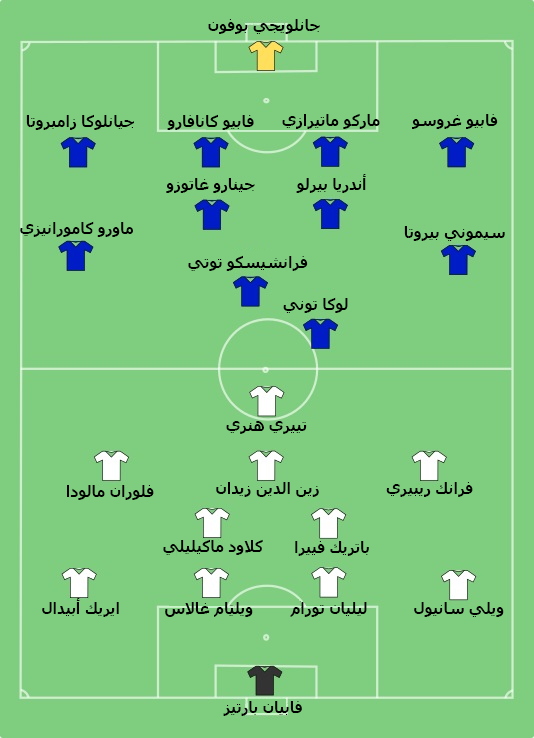
تشكيلة نهائي كأس العالم لكرة القدم 2006.

أقيمت بطولة كأس العالم لكرة القدم 2006 في 9 يونيو 2006 في ألمانيا واستمرت إلى 9 يوليو 2006 بمشاركة 32 منتخباً وطنياً بينهم دولتين عربيتين هما تونس والسعودية. وتعتبر هذه البطولة المرة الرابعة التي يصل فيها الفريقان العربيان إلى النهائيات. مرة أخرى رجع شرف استضافة كأس العالم لإحدى الدول الأوروبية بعدما فازت بهذا الشرف ألمانيا في تصويت أجري في يوليو 2000 بزيورخ، سويسرا. المنافسة كانت بعد انسحاب البرازيل بين أربعة بلدان وهي ألمانيا، جنوب أفريقيا، إنجلترا والمغرب. أقيمت ثلاث جولات وفي كل جولة أُقصي البلد الذي حصل على أدنى نسبة من الترشيحات. أقميت الجولة الثالثة والأخير في 7 يوليو وفي فازت ألمانيا بهذا العرس الكروي بعد منافسة شديدة من جنوب أفريقيا.

صورة المنتخب الإيطالي عند تتويجه بالبطولة

198 منتخباً حاولوا التأهل لكأس العالم ألمانيا البلد المستضيف، و 31 مقعد مونديالي آخر مقسمين علي قارات العالم، وكانت هذه هي البطولة الأولى التي لم يمنح الفائز بالبطولة المسبقة بمقعد في هذه البطولة. 13 مقعداً أوروبياً يتصارع عليه الدول الأوروبية، 5 مقاعد للدول الأفريقية، 4 لفرق أمريكا الجنوبية، 4 لفرق آسيا وثلاث مقاعد لدول الكونكاكاف (دول أمريكا الشمالية، الوسطى والكاريبي)، والمكانين المتبقيين قررت أن تعطي لمباراتين نهائيتين بين دولتين من الاتحاد الآسيوي والكونكاكاف، والمقعد الآخر يتصارع عليه دولتين من أمريكا الجنوبية وأوقيانوسيا.
في 9 يوليو 2006 وبعد نهائي مثير في أحداثه ونتيجته، توج منتخب إيطاليا بطلا لمونديال 2006 للمرة الرابعة في تاريخها الكروي بعد تغلبه على نظيره الفرنسي بركلات الترجيح 5 - 3 اثر انتهاء الوقتين الأصلي والإضافي بالتعادل 1 - 1 على ملعب برلين الأولمبي، والذي شهد نهاية مؤسفة للنجم زين الدين زيدان حيث دفع برأسه في صدر المدافع الإيطالي ماركو ماتيراتسي في الوقت الإضافي، وتحديداً في الدقيقة 110 من عمر المباراة، ليخرج الحكم البطاقة الحمراء في وجه زيدان أمام صدمة وذهول الجميع في ملعب برلين الأولمبي.
و بهذا أصبح زين الدين زيدان مع الكاميروني ريغوبرت سونغ، اللاعبان الوحيدان اللذان تحصلا على بطاقتين حمراوتين في بطولتين مختلفتين. كما أصبح هذا الطرد هو الرابع في نهائيات كأس العالم، والأول في الوقت الإضافي.

### كأس العالم 2010

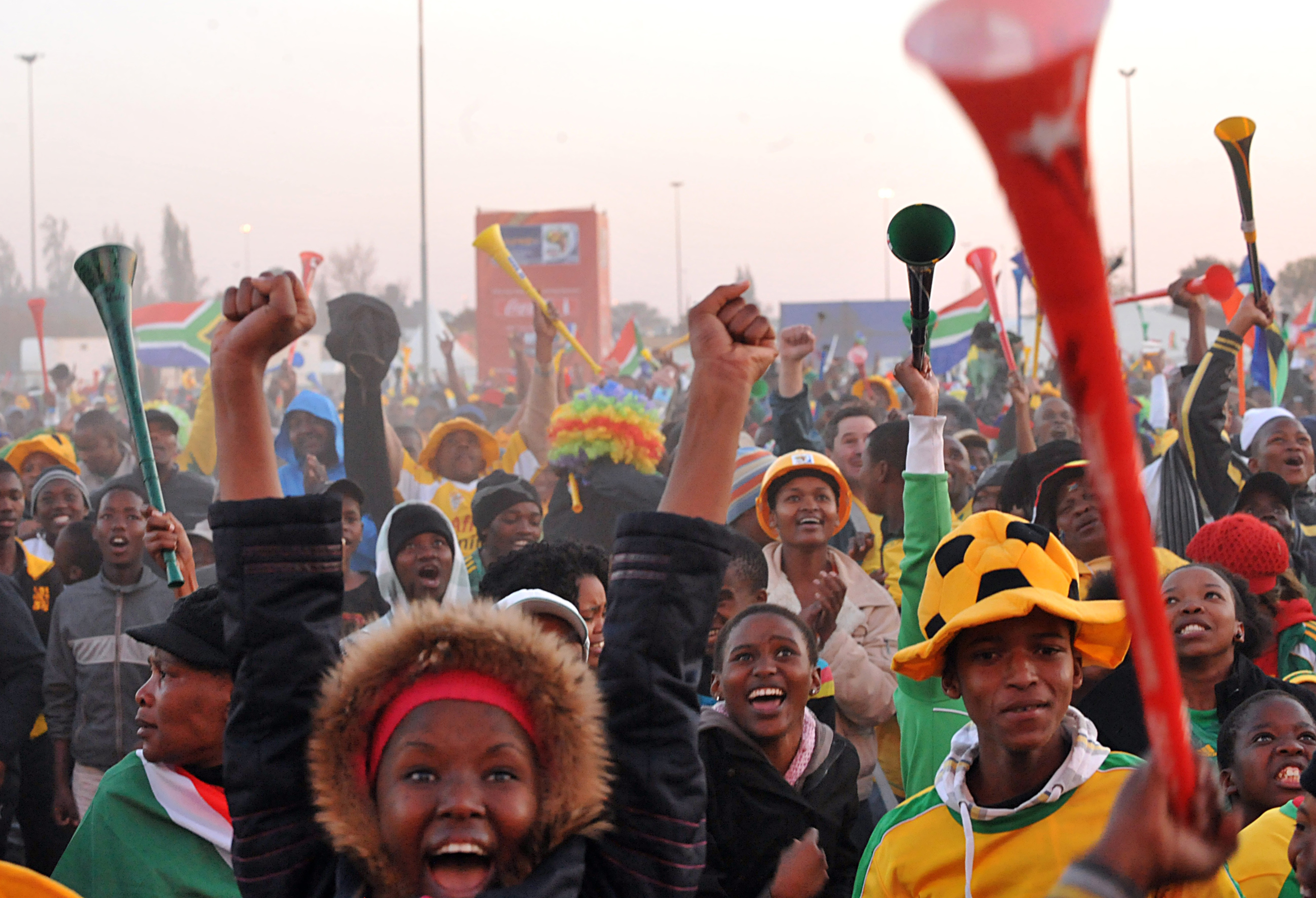
أشخاص يشاهدون كأس العالم 2010 في جنوب أفريقيا

كانت بطولة كأس العالم لكرة القدم 2010 هي أول بطولة تقام في القارة الأفريقية، وتحديداً في جنوب أفريقيا، حيث وقع الاختيار عليها بعد منافسة مع مصر والمغرب كي يصبح أحدهم أول بلد أفريقي يستضيف النهائيات. فكان اختيار قارة أفريقيا لتكون مستضيفة كأس العالم 2010، جزءاً من سياسة المدوارة قصيرة الأجل، والتي ألغيت في عام 2007، وهي بمداورة استضافة الحدث بين القارات. خمس دول أفريقية وضعت على قائمة الراغبين باستضافة كأس العالم 2010: مصر، المغرب، جنوب أفريقيا وقد قدم عرض مشترك من ليبيا وتونس. عقب قرار الاتحاد الدولي لكرة القدم بعدم السماح باستضافة مشتركة للمسابقة، قررت تونس الانسحاب من عملية الاستضافة. وقررت اللجنة عدم النظر في طلب ليبيا حيث أنه لم يعد يفي بجميع الشروط المنصوص عليها في لائحة المتطلبات الرسمية.

تشكيلة نهائي كأس العالم لكرة القدم 2010.

أعلن العرض الفائز من قبل جوزيف بلاتر رئيس الاتحاد الدولي لكرة القدم في مؤتمر صحفي عقد يوم 15 مايو 2004 في زوريخ؛ في الجولة الأولى من التصويت حققت جنوب أفريقيا 14 صوت، فيما حققت المغرب 10 أصوات ومصر لم تحصل على صوت. جنوب أفريقيا التي كانت قد أخفقت في الفوز بحق استضافة الحدث في 2006، منحت بالتالي حق استضافة هذه المسابقة. خلال عامي 2006 و 2007، انتشرت شائعات في مصادر الأخبار المختلفة بأن يمكن أن ينقل كأس العالم 2010 إلى بلد آخر. فرانز بيكنباور، هورست شميت ويقال أن بعض التنفيذيين في الاتحاد الدولي لكرة القدم، أعربوا عن قلقهم إزاء التخطيط والتنظيم ووتيرة استعدادات جنوب أفريقيا. وأعرب مسؤولون ب الاتحاد الدولي لكرة القدم مراراً عن ثقتهم في جنوب أفريقيا باعتبارها البلد المضيف، مشيرا إلى أن هناك وجود ل خطة طوارئ فقط لتغطية الكوارث الطبيعية، كما كان لها مكانا في السابق في كأس العالم لكرة القدم.
جرت بعض الخلافات خلال تصفيات البطولة، في المواجهة الثانية من الملحق بين فرنسا وجمهورية إيرلندا أثير جدلاً واسعاً بعد أن قام قائد المنتخب الفرنسي تييري هنري بلمس الكرة بيده في الوقت المتأخر من المباراة، مما مكن فرنسا من التأهل على حساب إيرلندا.
و طالبت إيرلندا بإعادة المباراة، لكن الطلب قوبل بالرفض من قبل الاتحاد الدولي لكرة القدم. ونتيجة لذلك، أعلن الاتحاد الدولي لكرة القدم مراجعة استخدام تكنولوجيا أو حكام إضافيون على أعلى مستوى في جنوب أفريقيا. وكانت بطولة كأس العالم 2010, هي كأس العالم الأولى التي لم يظهر بها فريق لأول مرة في تاريخه (حيث لم تشارك سلوفاكيا سابقا تحت اسمها الحالي، فاعتبرها الفيفا كاستمرارية لمنتخب تشيكوسلوفاكيا الذي لعب لآخر مرة في بطولة كأس العالم 1990).

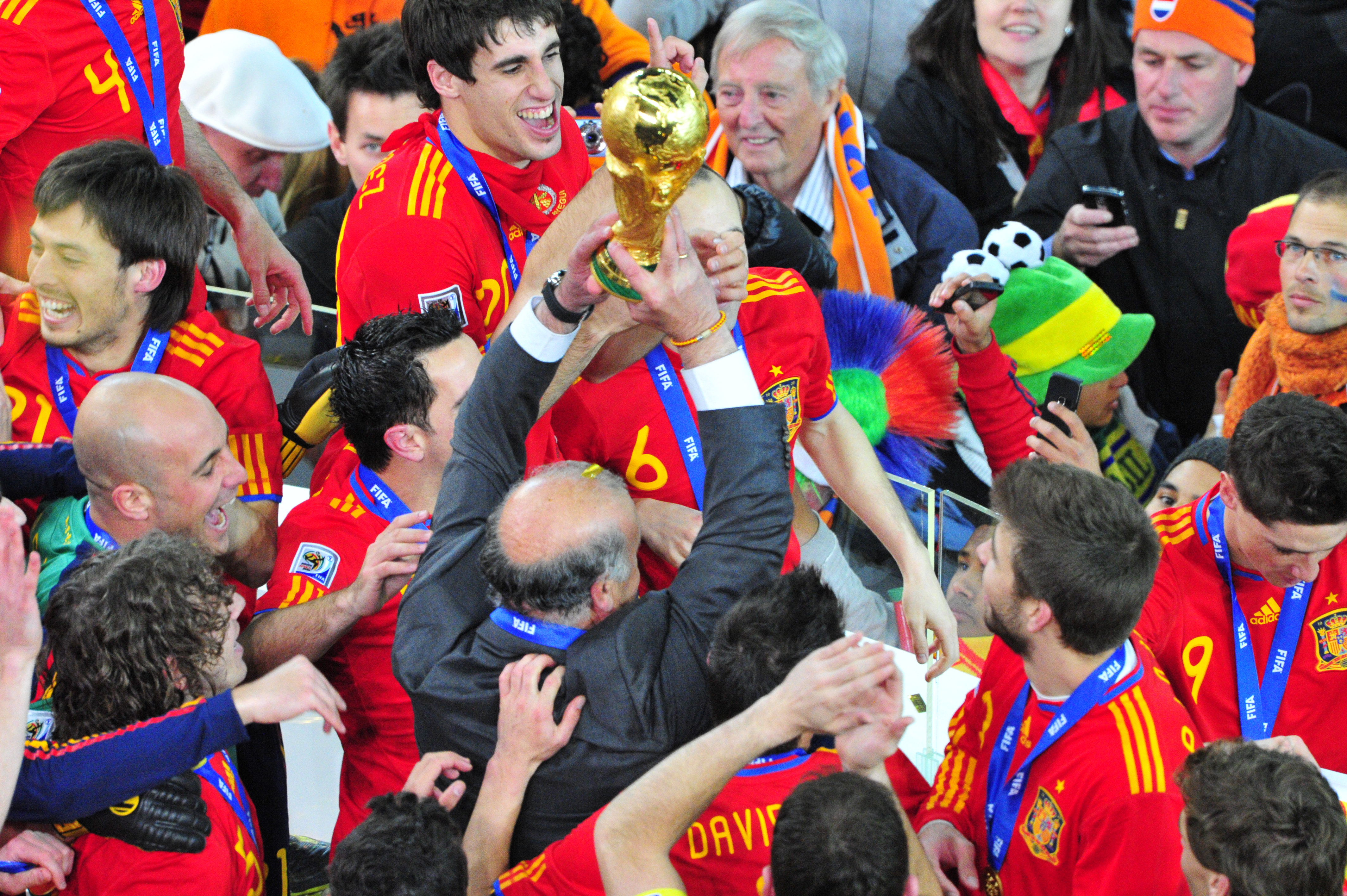
تتويج المنتخب الإسباني بلقب البطولة.

لعبت المباراة النهائية على ستاد البنك الوطني الأول، بقيادة الحكم الإنجليزي هاوارد ويب، وجمع النهائي بين هولندا وإسبانيا، وهذه المرة الأولى في التاريخ التي تصل بها إسبانيا للمباراة النهائية لكأس العالم، كما أن هولندا لم تبلغ المباراة النهائية منذ 32 سنة وتحديداً منذ أن لعبت في نهائي كأس العالم لكرة القدم 1978.وكان نهائياً أوروبياً خالصاً للمرة الثانية على التوالي بعد نهائي كأس العالم لكرة القدم 2006 بين إيطاليا وفرنسا.
حُظي النهائي بأكبر عدد من البطاقات في نهائيات كأس عالم، وكان عدد البطاقات المكتسبة أكثر من ضعف الرقم القياسي السابق، وهو 6 بطاقات في نهائي كأس العالم 1986 بين الأرجنتين وألمانيا. عدد البطاقات المكتسبة في المباراة 14 بطاقة صفراء منها 9 لمنتخب هولندا، و 5 من نصيب منتخب إسبانيا ، وقد طُرد جون هيتينغا بعد تلقيه بطاقتين صفراويتين. وكانت البطاقة الصفراء الموجهة لنايجل دي يونغ بعد ركله تشابي ألونسو في صدره في الشوط الأول، قد أثارت غضب الكثير، منهم روب هيوز والذي اعتقد بأنه كان يجب إعطاءه بطاقة حمراء. تغلبت إسبانيا، بطلة أوروبا على هولندا 1–0 بعد الوقت الإضافي، بهدف سجله اللاعب أندريس إنيستا في الدقيقة 116. وبذلك تمكنت إسبانيا من تحقيق لقبها العالمي الأول، وقد كانت هذه المرة الأولى التي تفوز دولة أوروبية بالمسابقة خارج القارة العجوز.

### كأس العالم 2014
أقيمت بطولة كأس العالم لكرة القدم 2014 وهي النسخة العشرين من بطولات كأس العالم، في البرازيل بعد أن أتاح الاتحاد الدولي لكرة القدم نظام تبادل استضافة البطولة بين القارات، والذي أُلغي في 2007، وهي البطولة الأولى التي تقام في قارة أمريكا الجنوبية منذ أن استضافت الأرجنتين النسخة الحادية عشر للبطولة عام 1978. وهي أيضاً أول مرة تنظم كأسين عالميتين متتاليتين خارج القارة الأوروبية بعد كأس العالم 2010 في جنوب أفريقيا. وفازت البرازيل بحق استضافة هذا الحدث يوم 30 أكتوبر 2007 بوصفها البلد الوحيد الباقي للدخول في المزايدة.

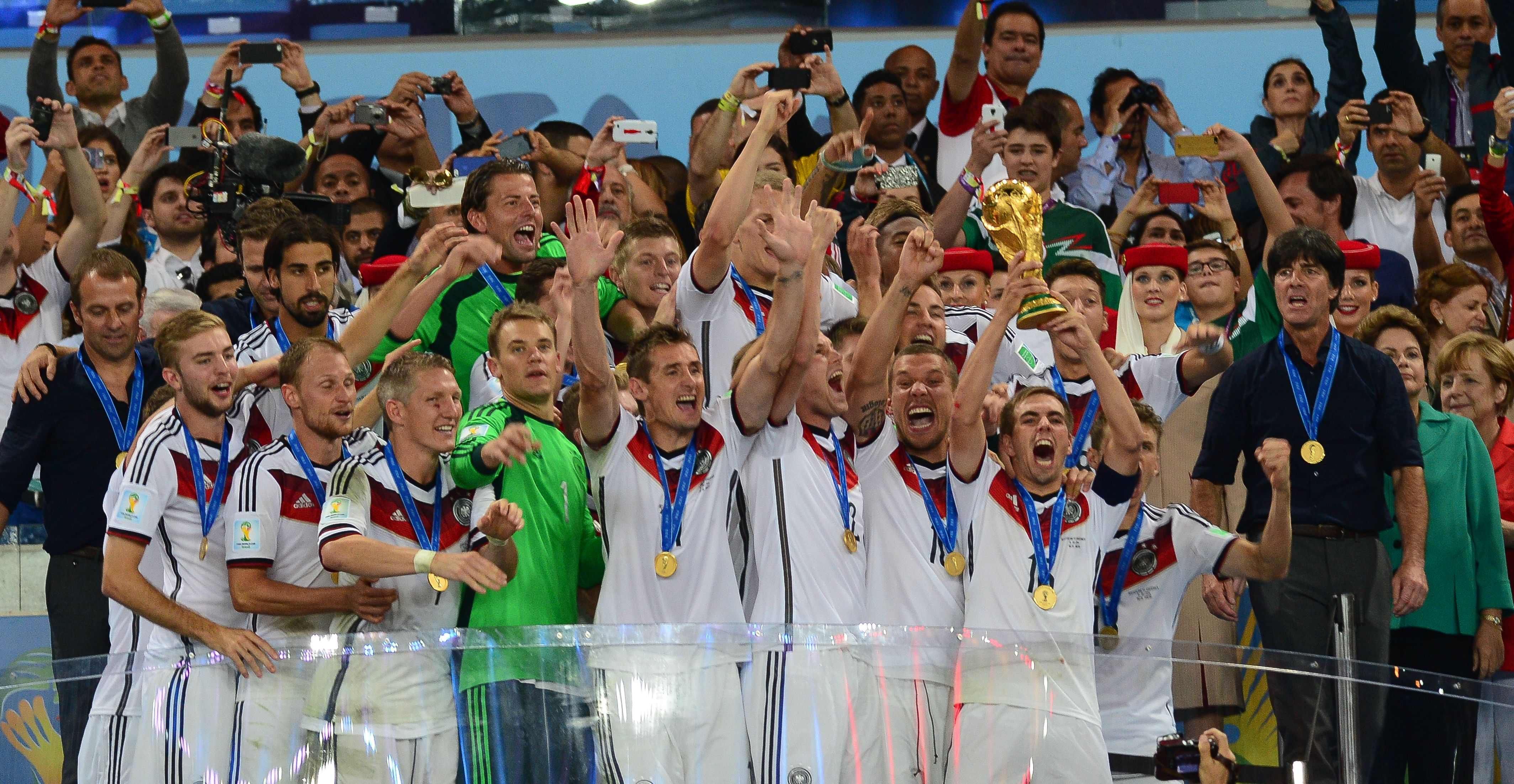
منتخب ألمانيا الفائز بلقب كأس العالم لكرة القدم 2014.

سمح الإتحاد الدولي لكرة القدم باستخدام تقنية خط المرمى للمرة الأولى في تاريخ بطولات كأس العالم، لتصبح هذه البطولة ثالث بطولة برعاية الاتحاد الدولي لكرة القدم تُطبَّق فيها هذه الخاصية بعد بطولتي كأس العالم للأندية 2012 وكأس القارات 2013. أيضاً، وافق الاتحاد الدولي لكرة القدم على استخدام الرذاذ المتلاشي من قبل الحكام للمرة الأولى في نهائيات كأس العالم. والذي يهدف لمساعدة الحكام في تحديد مكان وقوف حائط الدفاع قبل تسديد الركلات الحرة، حيث يقوم الحكم بتحديد ومن ثم رسم خط على طول المكان الذي يبعد عن مكان تسديد الكرة، أي المكان الذي يسمح عنده بتواجد أقرب مدافع، ويختفي الخط خلال دقيقة بعد ذلك.
جرى نهائي كأس العالم لكرة القدم 2014 بين منتخب ألمانيا ومنتخب الأرجنتين على ملعب ماراكانا الشهير وبحضور 75 ألف متفرج، في تكرار لنهائيي كأس العالم 1986 وكأس العالم 1990. استطاع منتخب ألمانيا التغلب على منتخب الأرجنتين بنتيجة بهدف نظيف سجله ماريو غوتزه في الدقيقة 113 من الشوط الإضافي الثاني، ويصبح بذلك أول بديل يسجل في نهائي كأس العالم، مانحاً منتخب بلاده رابع لقب عالمي، ليعادل رقم المنتخب الإيطالي. أيضاً في تلك البطولة استطاع الألماني ميروسلاف كلوزه كسر رقم البرازيلي رونالدو بعدما سجل هدفه رقم 16 في نهائيات كأس العالم، ليصبح بذلك أكثر من سجل في تاريخ المسابقة.

### كأس العالم 2018

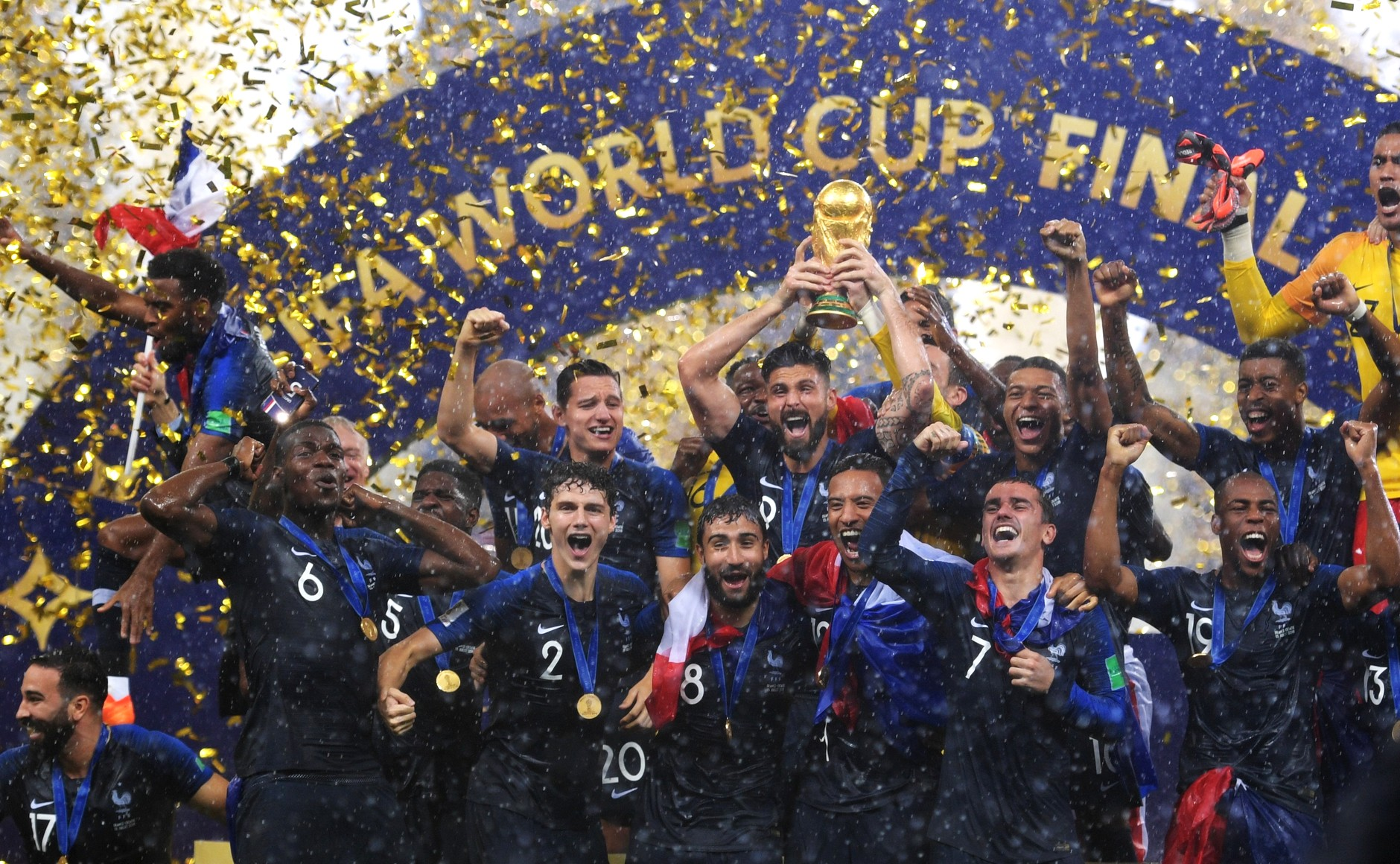
حفل تتويج فرنسا بالكأس ، في الصورة أوليفيه جيرو يحمل الكأس.

أقيمت بطولة كأس العالم لكرة القدم 2018 وهي النسخة الحادية والعشرين من بطولات كأس العالم، في روسيا في الفترة ما بين 14 يونيو ولغاية 15 يوليو من عام 2018. حيث استطاعت روسيا الفوز بشرف استضافة البطولة بعد قرار الاتحاد الدولي لكرة القدم المُعْلن عنه في 2 ديسمبر 2010. حيث استطاعت روسيا التغلب على 3 ترشيحات بالمجمل، فتغلبت على ترشيح مشترك بين إسبانيا والبرتغال، وتغلبت كذلك على ترشيح مشترك أيضاً بين هولندا وبلجيكا، وترشيح وحيد لإنجلترا. وهي النسخة الأولى من بطولات كأس العالم التي أقيمت في أوروبا الشرقية، وكذلك هي المرة الأولى التي تستضيف بها القارة الأوروبية منافسات البطولة بعد بطولة كأس العالم 2006 والتي أقيمت في ألمانيا. شارك في البطولة 32 منتخباً وطنياً، بعدما أُبقي على الشكل الحالي للبطولة. من بينهم عشرون منتخباً سبق وأن شارك في النسخة السابقة وأبرزهم المنتخب الألماني الذي فاز به في كأس العالم 2014 في البرازيل. وستشهد البطولة مشاركة منتخب آيسلندا ومنتخب بنما لأول مرة في تاريخهما. وقد قرر الاتحاد الدولي لكرة القدم إقامة نهائي كأس العالم 2018 على ملعب لوجنيكي والذي يتسع لحضور 81,000 ألف متفرج بعد التجديد، والواقع في العاصمة الروسية موسكو. استطاع منتخب فرنسا الفوز باللقب للمرة الثانية في تاريخه بعدما تغلب على منتخب كرواتيا بنتيجة 4-2، في المباراة النهائية التي أقيمت على ملعب ملعب لوجنيكي وبحضور 78,011 ألف متفرج. وبهذا الفوز ستتمكن فرنسا من المشاركة في منافسات كأس القارات 2021.
شهد كأس العالم حدثاً تاريخياً جديداً، فقد استخدامت تقنية التحكيم بمساعدة الفيديو لأول مرة في تاريخ البطولة. أول حالة تحكيمية يلجأ فيها الحكم لاستخدام التقنية كانت من في مباراة فرنسا وأستراليا، حيث تأكد الحكم من وجود مخالفة من اللاعب الأسترالي جوش ريزدون ضد المهاجم الفرنسي أنطوان غريزمان. بينما أول هدف يُلغى باستخدام التحكيم بمساعدة الفيديو كان في مباراة إيران ضد إسبانيا، حيث سجل الإيراني سعيد عزت اللهي هدفاً في الدقيقة 60، لكن بعد الرجوع لتقنية الفيديو، أُلغي الهدف بداعي التسلل الذي كان على اللاعب الإيراني رامين رضائيان. كذلك شهدت مباراة كوريا الجنوبية ومنتخب ألمانيا أول حالة تأكيد هدف، بعدما رفع الحكم المساعد رايته معلناً تسلل اللاعب الكوري الجنوبي كيم يونج-جوون، لكن ألغي القرار الحكم المساعد بعد الرجوع لتقنية المساعدة بالفيديو لتؤكد صحة الهدف.
تعرضت تقنية الفار الحديثة إلى الكثير من الانتقادات، خاصة في مباريات المجموعة ب. ففي مباراة إسبانيا والبرتغال، وضحت الإعادة التلفزيونة عن عدم صحة هدف دييغو كوستا بعدما عرقل البرتغالي بيبي، بيد إن الحكم لم يلجأ تقنية الفار. وفي مباراة إيران ضد البرتغال رفض حكم مباراة الباراغوياني إنريكي كاسيريس استخدام تقنية الفيديو أمام مطالبة لاعبي ومدرب منتخب إيران بركلة جزاء كان سيؤدي احتسابها وتسجيل هدف منها لإقصاء البرتغال وتصدر إيران المجموعة. وفي المباراة الأخرى بين إسبانيا والمغرب، كانت الاعتراضات أكثر صراحة، بعد أن قرر حكم الساحة الأوزبكي رافشان إيرماتوف استخدام تقنية الفار للتأكد من صحة هدف التعادل لمنتخب إسبانيا والذي سُجل في الدقيقة 91 من المباراة، بعد أن رفع الحكم المساعد رايته معلناً عن تسلل، لكن الحكم قرر أن الهدف صحيح. هاجم العديد من اللاعبين والمدربين التقنية، فصرح لاعب المنتخب المغربي نور الدين أمرابط وهو يوجه كلمات للجماهير قائلا إن تقنية الفيديو عبارة عن «هراء»، فيما اعتبر مدرب منتخب إيران البرتغالي كارلوس كيروش قائلا إن تقنية الفيديو «لا تمتلك أسس واضحة لاستخدامها».

## نظام البطولة منذ نشأتها
| 1930 | أوروغواي                          | 13 | 18 | 4 مجموعات من 3 أو 4 فرق | دور خروج المغلوب من 4 فرق (الفائزون من مرحلة المجموعات)                                                        | دور خروج المغلوب من 4 فرق (الفائزون من مرحلة المجموعات)                                                        |                                                                   |                                                                   |
| 1934 | إيطاليا                           | 16 | 17 | خروج المغلوب            | خروج المغلوب                                                                                                   | خروج المغلوب                                                                                                   |                                                                   |                                                                   |
| 1938 | فرنسا                             | 16 | 18 | خروج المغلوب            | خروج المغلوب                                                                                                   | خروج المغلوب                                                                                                   |                                                                   |                                                                   |
| 1950 | البرازيل                          | 16 | 22 | 4 مجموعات من 4 فرق      | مجموعة من 4 فرق (الفائزون من مرحلة المجموعات)                                                                  | مجموعة من 4 فرق (الفائزون من مرحلة المجموعات)                                                                  |                                                                   |                                                                   |
| 1954 | سويسرا                            | 16 | 26 | 4 مجموعات من 4 فرق      | 22 | دور خروج المغلوب من 8 فرق (أول المجموعة وثانيها من الدور الأول)                                                | دور خروج المغلوب من 8 فرق (أول المجموعة وثانيها من الدور الأول)   |                                                                   |
| 1958 | السويد                            | 16 | 35 | 4 مجموعات من 4 فرق      | دور خروج المغلوب من 8 فرق (أول المجموعة وثانيها من الدور الأول)                                                | دور خروج المغلوب من 8 فرق (أول المجموعة وثانيها من الدور الأول)                                                |                                                                   |                                                                   |
| 1962 | تشيلي                             | 16 | 32 | 4 مجموعات من 4 فرق      | دور خروج المغلوب من 8 فرق (أول المجموعة وثانيها من الدور الأول)                                                | دور خروج المغلوب من 8 فرق (أول المجموعة وثانيها من الدور الأول)                                                |                                                                   |                                                                   |
| 1966 | إنجلترا                           | 16 | 32 | 4 مجموعات من 4 فرق      | دور خروج المغلوب من 8 فرق (أول المجموعة وثانيها من الدور الأول)                                                | دور خروج المغلوب من 8 فرق (أول المجموعة وثانيها من الدور الأول)                                                |                                                                   |                                                                   |
| 1970 | المكسيك                           | 16 | 32 | 4 مجموعات من 4 فرق      | دور خروج المغلوب من 8 فرق (أول المجموعة وثانيها من الدور الأول)                                                | دور خروج المغلوب من 8 فرق (أول المجموعة وثانيها من الدور الأول)                                                |                                                                   |                                                                   |
| 1974 | ألمانيا الغربية                   | 16 | 38 | 4 مجموعات من 4 فرق      | مجموعتين من 4 فرق (أول المجموعة وثانيها من الدور الأول)                                                        | النهائي (الفائزون من الدور الثاني)                                                                             |                                                                   |                                                                   |
| 1978 | الأرجنتين                         | 16 | 38 | 4 مجموعات من 4 فرق      | مجموعتين من 4 فرق (أول المجموعة وثانيها من الدور الأول)                                                        | النهائي (الفائزون من الدور الثاني)                                                                             |                                                                   |                                                                   |
| 1982 | إسبانيا                           | 24 | 52 | 6 مجموعات من 4 فرق      | 4 مجموعات من 3 فرق (أول المجموعة وثانيها من الدور الأول)                                                       | دور خروج المغلوب من 4 فرق (الفائزون من الدور الثاني)                                                           |                                                                   |                                                                   |
| 1986 | المكسيك                           | 24 | 52 | 6 مجموعات من 4 فرق      | دور خروج المغلوب من 16 فريق (أول المجموعة وثانيها من الدور الأول، بالإضافة إلى أفضل 4 فرق احتلت المركز الثالث) | دور خروج المغلوب من 16 فريق (أول المجموعة وثانيها من الدور الأول، بالإضافة إلى أفضل 4 فرق احتلت المركز الثالث) |                                                                   |                                                                   |
| 1990 | إيطاليا                           | 24 | 52 | 6 مجموعات من 4 فرق      | دور خروج المغلوب من 16 فريق (أول المجموعة وثانيها من الدور الأول، بالإضافة إلى أفضل 4 فرق احتلت المركز الثالث) | دور خروج المغلوب من 16 فريق (أول المجموعة وثانيها من الدور الأول، بالإضافة إلى أفضل 4 فرق احتلت المركز الثالث) |                                                                   |                                                                   |
| 1994 | الولايات المتحدة                  | 24 | 52 | 6 مجموعات من 4 فرق      | دور خروج المغلوب من 16 فريق (أول المجموعة وثانيها من الدور الأول، بالإضافة إلى أفضل 4 فرق احتلت المركز الثالث) | دور خروج المغلوب من 16 فريق (أول المجموعة وثانيها من الدور الأول، بالإضافة إلى أفضل 4 فرق احتلت المركز الثالث) |                                                                   |                                                                   |
| 1998 | فرنسا                             | 32 | 64 | 8 مجموعات من 4 فرق      | دور خروج المغلوب من 16 فريق (أول المجموعة وثانيها من الدور الأول)                                              | دور خروج المغلوب من 16 فريق (أول المجموعة وثانيها من الدور الأول)                                              |                                                                   |                                                                   |
| 2002 | كوريا الجنوبية · اليابان          | 32 | 64 | 8 مجموعات من 4 فرق      | دور خروج المغلوب من 16 فريق (أول المجموعة وثانيها من الدور الأول)                                              | دور خروج المغلوب من 16 فريق (أول المجموعة وثانيها من الدور الأول)                                              |                                                                   |                                                                   |
| 2006 | ألمانيا                           | 32 | 64 | 8 مجموعات من 4 فرق      | دور خروج المغلوب من 16 فريق (أول المجموعة وثانيها من الدور الأول)                                              | دور خروج المغلوب من 16 فريق (أول المجموعة وثانيها من الدور الأول)                                              |                                                                   |                                                                   |
| 2010 | جنوب أفريقيا                      | 32 | 64 | 8 مجموعات من 4 فرق      | دور خروج المغلوب من 16 فريق (أول المجموعة وثانيها من الدور الأول)                                              | دور خروج المغلوب من 16 فريق (أول المجموعة وثانيها من الدور الأول)                                              |                                                                   |                                                                   |
| 2014 | البرازيل                          | 32 | 64 | 8 مجموعات من 4 فرق      | دور خروج المغلوب من 16 فريق (أول المجموعة وثانيها من الدور الأول)                                              | دور خروج المغلوب من 16 فريق (أول المجموعة وثانيها من الدور الأول)                                              |                                                                   |                                                                   |
| 2018 | روسيا                             | 32 | 64 | 8 مجموعات من 4 فرق      | دور خروج المغلوب من 16 فريق (أول المجموعة وثانيها من الدور الأول)                                              | دور خروج المغلوب من 16 فريق (أول المجموعة وثانيها من الدور الأول)                                              |                                                                   |                                                                   |
| 2022 | قطر                               | 32 | 64 | 8 مجموعات من 4 فرق      | دور خروج المغلوب من 16 فريق (أول المجموعة وثانيها من الدور الأول)                                              | دور خروج المغلوب من 16 فريق (أول المجموعة وثانيها من الدور الأول)                                              | دور خروج المغلوب من 16 فريق (أول المجموعة وثانيها من الدور الأول) | دور خروج المغلوب من 16 فريق (أول المجموعة وثانيها من الدور الأول) |
| 2026 | كندا · المكسيك · الولايات المتحدة | 48 | 80 | 16 مجموعات من 3 فرق     | دور الخروج المغلوب 32 فرق (الدور 1 أول المجموعة وثانيها)                                                       | دور الخروج المغلوب 32 فرق (الدور 1 أول المجموعة وثانيها)                                                       |                                                                   |                                                                   |

## الملاحظات والمراجع
الملاحظات
1. ↑  لم تقم مباراة للمركز الثالث.
2. 1 2  في عام بطولة عام 1934 وعام 1938، في حالة التعادل في دور خروج المغلوب تعاد المباراة، لكن في عام 1974 احتكم بركلات الترجيح.
3. ↑  انسحب النمسا بعد تأهلها ليصبح عدد المنتخبات 15.
4. 1 2  الهند و اسكتلندا و تركيا انسحبوا من البطولة، و لهذا هناك مجموعة من منتخبين و مجموعة من ثلاثة منتخبات.
5. ↑  كان في كل مجموعة منتحبين مصنفين و منتخبين غير مصنفين، المنتخبات المصنفة واجهت المنتخبات الغير مصنفة.
6. 1 2  حتى عام 1958، وفي حالة التعادل بالنقاط بدور المجموعات، تُلعَب مباراة فاصلة. و ذلك لم يحدث إلا في عام 1954 و 1958. ومنذ عام 1962 يُؤخذ بفارق الأهداف في حالة التعادل بالنقاط
7. 1 2  مباراة المركز الثالث كانت تقام بين وصيف كل مجموعة

المراجع
1. ↑  "2006 FIFA World Cup broadcast wider, longer and farther than ever before". FIFA.com. الاتحاد الدولي لكرة القدم. 6 فبراير 2007. مؤرشف من الأصل في 2015-03-23. اطلع عليه بتاريخ 2009-10-11.
2. ↑  "England National Football Team Match No. 1". England Football Online. مؤرشف من الأصل في 2018-10-25. اطلع عليه بتاريخ 2007-11-19.
3. ↑  "British PM backs return of Home Nations championship". Agence France-Presse. مؤرشف من الأصل في 2018-01-30. اطلع عليه بتاريخ 2007-12-16.
4. ↑  Elbech، Søren؛ Stokkermans، Karel (26 يونيو 2008). "Intermediate Games of the IV. Olympiad". مؤسسة إحصاءات وثيقة لرياضة كرة القدم. مؤرشف من الأصل في 2018-10-05.
5. ↑  "History of FIFA – FIFA takes shape". FIFA.com. Fédération Internationale de Football Association. مؤرشف من الأصل في 2012-11-09. اطلع عليه بتاريخ 2007-11-19.
6. ↑  History of FIFA - Foundation - FIFA.com نسخة محفوظة 28 مارس 2015 على موقع واي باك مشين.
7. ↑  Sir Thomas Lipton Trophy, Sir Thomas Lipton Trophy نسخة محفوظة 03 مارس 2016 على موقع واي باك مشين.
8. ↑  West Auckland Town FC, Rule Britannia UK نسخة محفوظة 18 أكتوبر 2016 على موقع واي باك مشين.
9. ↑  "'The First World Cup'. The Sir Thomas Lipton Trophy". Shrewsbury and Atcham Borough Council. 10 أكتوبر 2003. مؤرشف من الأصل في 2003-11-29. اطلع عليه بتاريخ 2006-04-11.
10. ↑  "History of FIFA – More associations follow". FIFA.com. Fédération Internationale de Football Association. مؤرشف من الأصل في 2012-11-09. اطلع عليه بتاريخ 2007-11-19.
11. ↑  Reyes، Macario (18 أكتوبر 1999). "VII. Olympiad Antwerp 1920 Football Tournament". rec.sport.soccer Statistics Foundation. مؤرشف من الأصل في 2019-02-27. اطلع عليه بتاريخ 2006-06-10.
12. ↑  60,000 SEE URUGUAY WIN IN SOCCER FINAL - Record Olympic Crowd Present as South Americans Beat Switzerland, 3 to 0. THOUSANDS TURNED AWAY Colombes Stadium Filled to Capacity an... نسخة محفوظة 2020-05-29 على موقع واي باك مشين.
13. ↑  "Uruguay 1930". fourfourtwo.com. مؤرشف من الأصل في 2007-07-15.
14. ↑  alraimedia.com: لماذا ... يعتبر جول ريميه «الاب الروحي» للمونديال؟ نسخة محفوظة 29 مايو 2020 على موقع واي باك مشين.
15. 1 2  alriyadh.com: جريدة الرياض : كأس العالم انطلقت بفكرة (جول ريميه) في العام 1930 نسخة محفوظة 03 مارس 2014 على موقع واي باك مشين.
16. 1 2  FIFA.com: Classic Football History of FIFA - FIFA.com نسخة محفوظة 29 أبريل 2015 على موقع واي باك مشين.
17. ↑  history.com: 80 Years of World Cup Facts — History in the Headlines نسخة محفوظة 11 يوليو 2017 على موقع واي باك مشين.
18. ↑  حكاية كأس العالم .. ضحك .. ولعب.. وجد .. وسرقة: الرأى | حكاية كأس العالم .. ضحك .. ولعب.. وجد .. وسرقة نسخة محفوظة 14 يوليو 2017 على موقع واي باك مشين.
19. ↑  An Introduction: h2g2 - The Football World Cup - An Introduction نسخة محفوظة 20 ديسمبر 2016 على موقع واي باك مشين.
20. ↑  Hunt، Chris (2006). World Cup Stories: The History of the FIFA World Cup. Ware: Interact. ص. 10. ISBN:978-0-9549819-2-1.
21. ↑  "FIFA World Cup – Classic Moments from FIFA World Cup History". FIFA. مؤرشف من الأصل في 2006-04-26. اطلع عليه بتاريخ 2009-06-14.
22. ↑  "History of FIFA – The first FIFA World Cup". FIFA. مؤرشف من الأصل في 2012-11-09. اطلع عليه بتاريخ 2009-12-01.
23. ↑  Goldblatt (2008), p. 248
24. ↑  "World Cup History – Uruguay 1930". BBC Sport. BBC. 11 أبريل 2002. مؤرشف من الأصل في 2018-10-07. اطلع عليه بتاريخ 2009-06-14.
25. ↑  Molinaro، John F. "Lucien Laurent: The World Cup's First Goal Scorer". CBC Sports. Canadian Broadcasting Corporation. مؤرشف من الأصل في 2006-06-24. اطلع عليه بتاريخ 2007-05-07.
26. ↑  "FIFA World Cup Origin" (PDF). FIFA.com. الاتحاد الدولي لكرة القدم. مؤرشف من الأصل (PDF) في 2015-11-06. اطلع عليه بتاريخ 2007-05-20.
27. ↑  Goldblatt، David (2007). The Ball is Round: A Global History of Football. London: Penguin. ص. 248. ISBN:978-0-14-101582-8.
28. ↑  "Francisco Varallo, 100 not out". FIFA.com. الاتحاد الدولي لكرة القدم. مؤرشف من الأصل في 2012-11-08. اطلع عليه بتاريخ 2013-01-25.
29. ↑  Freddi, Complete Book of the World Cup 2006, p. 15
30. ↑  "History of FIFA - The first FIFA World Cup". FIFA. مؤرشف من الأصل في 2012-11-09. اطلع عليه بتاريخ 2009-12-01.
31. 1 2  Hunt, World Cup Stories, p. 23
32. ↑  Goldblatt, The Ball is Round, p. 255
33. ↑  Crouch, The World Cup: The Complete History, p. 16
34. ↑  Glanville, The Story of the World Cup, p. 25
35. ↑  Taylor, The Leaguers, p. 217.
36. ↑  Hunt, World Cup Stories. p. 26.
37. ↑  Baker, Sports in the Western World, p248
38. ↑  Wilson, Inverting the Pyramid, p71
39. ↑  نهائي كأس العالم لكرة القدم 1934 نسخة محفوظة 21 أكتوبر 2014 على موقع واي باك مشين.
40. ↑  "History of the World Cup Final Draw" (PDF). مؤرشف من الأصل (PDF) في 2019-04-12. اطلع عليه بتاريخ 2012-03-26.
41. ↑  "Anschluss". Britannica. Retrieved 2014-21-05. نسخة محفوظة 07 مايو 2015 على موقع واي باك مشين.
42. ↑  World Cup: 25 stunning moments … No11: Austria's Wunderteam | John Ashdown | Football | The Guardian نسخة محفوظة 17 مايو 2017 على موقع واي باك مشين.
43. ↑  أرشيف كأس العالم FIFA - FIFA.com نسخة محفوظة 22 نوفمبر 2014 على موقع واي باك مشين.
44. ↑  Jules Rimet Cup FIFAWorldCup.com نسخة محفوظة 20 مارس 2007 على موقع واي باك مشين. [وصلة مكسورة]
45. ↑  Planet World Cup - 1950 نسخة محفوظة 04 يوليو 2017 على موقع واي باك مشين.
46. ↑  BBC - A Sporting Nation - Scotland and the 1950 World Cup نسخة محفوظة 07 أكتوبر 2016 على موقع واي باك مشين.
47. ↑  Lisi (2007), p. 47
48. ↑  Lisi (2007), pp., 48-49
49. ↑  "Brazil's first World Cup draw". FIFA.com. 3 ديسمبر 2013. مؤرشف من الأصل في 2014-07-08. اطلع عليه بتاريخ 2013-12-04.
50. ↑  "Sambafoot.com: Maracanã, the largest stadium of the world". sambafoot.com. مؤرشف من الأصل في 2008-03-13. اطلع عليه بتاريخ 2007-03-23.
51. ↑  "Futebol; the Brazilian way of life". مؤرشف من الأصل في 2016-01-12. اطلع عليه بتاريخ 2007-03-23.
52. ↑  "Sambafoot.com: Maracanã, the largest stadium of the world". sambafoot.com. مؤرشف من الأصل في 2008-03-13. اطلع عليه بتاريخ 2007-03-23.
53. ↑  Alex Bellos (29 مارس 2004). "Fateful Final: 1950 World Cup in Rio de Janeiro's Maracanã". Futebol: The Brazilian Way of Life. brazilmax.com. مؤرشف من الأصل في 2016-04-18. اطلع عليه بتاريخ 2010-05-20.
54. ↑  Football's 20 Greatest Upsets, Soccerphile نسخة محفوظة 04 سبتمبر 2017 على موقع واي باك مشين.
55. ↑  nachrichten.ch - Geschichte des Wankdorf/Stade de Suisse - International, BSC Young Boys, Super League, Schweiz, Fussball, Sport نسخة محفوظة 08 يوليو 2017 على موقع واي باك مشين.
56. ↑  Wessel, Markus. "Hoch gepokert und gewonnen" (بالألمانية). ARD. Archived from the original on 2009-09-03. Retrieved 2009-08-23.
57. ↑  FIFA World Cup™ Archive - FIFA.com نسخة محفوظة 11 مايو 2015 على موقع واي باك مشين.
58. ↑  Video clip on YouTube نسخة محفوظة 13 ديسمبر 2016 على موقع واي باك مشين.
59. ↑  World Cup: 25 stunning moments ... No14: the Miracle of Bern | Football | The Guardian نسخة محفوظة 12 نوفمبر 2016 على موقع واي باك مشين.
60. 1 2  Norlin, pp.24–25
61. ↑  "FIFA World Cup: host announcement decision" (PDF). FIFA. 12 مارس 2009. مؤرشف من الأصل (PDF) في 2018-07-05. اطلع عليه بتاريخ 2011-10-02.
62. ↑  أرشيف كأس العالم FIFA - FIFA.com نسخة محفوظة 10 سبتمبر 2014 على موقع واي باك مشين.
63. ↑  ذكريات المونديال 1958: المراهق بيليه يمنح البرازيل لقبها الأول نسخة محفوظة 8 يوليو 2018 على موقع واي باك مشين. "نسخة مؤرشفة". مؤرشف من الأصل في 2015-05-19. اطلع عليه بتاريخ 2021-06-26.{{استشهاد ويب}}:  صيانة الاستشهاد: BOT: original URL status unknown (link)
64. ↑  Video: Britain Mourns. Soccer Champs Die In Plane Crash, 1958/02/10 (1958). Universal Newsreel. 1958. مؤرشف من الأصل في 2017-03-12. اطلع عليه بتاريخ 2012-02-20.
65. ↑  (Swedish) - Page about the old stadium Råsunda Idrottsplats
66. ↑  "We care about football" (PDF). مؤرشف من الأصل (PDF) في 2018-10-03.
67. ↑  "World Cup 1958: Final". Planetworldcup.com. مؤرشف من الأصل في 2018-10-23. اطلع عليه بتاريخ 2010-05-23.
68. ↑  "Diego Maradona goal voted the FIFA World Cup Goal of the Century". FIFA.com. الاتحاد الدولي لكرة القدم. 30 مايو 2002. مؤرشف من الأصل في 2015-05-14. اطلع عليه بتاريخ 2011-05-08.
69. ↑  FIFA World Cup 1962 - Historical Football Kits نسخة محفوظة 04 يوليو 2017 على موقع واي باك مشين.
70. ↑  ذكريات المونديال 1962: لقب ثاني للبرازيل نسخة محفوظة 8 يوليو 2018 على موقع واي باك مشين. "نسخة مؤرشفة". مؤرشف من الأصل في 2015-05-19. اطلع عليه بتاريخ 2021-06-26.{{استشهاد ويب}}:  صيانة الاستشهاد: BOT: original URL status unknown (link)
71. ↑  1962: تشيلي - البرازيل تفوز مجددا بدون (بيليه) نسخة محفوظة 05 يناير 2016 على موقع واي باك مشين.
72. ↑  U.S. Geological Survey (21 March 2006).
73. ↑  Murray، Scott (6 نوفمبر 2003). "The Knowledge (November 6, 2003)". Guardian Online (UK). London. مؤرشف من الأصل في 2008-08-29. اطلع عليه بتاريخ 2006-06-26.
74. ↑  FIFA.com – Ken Aston – the inventor of yellow and red cards نسخة محفوظة 5 يونيو 2014 على موقع واي باك مشين.
75. ↑  The Memory of the 1962 World Cup and the 'Battle of Santiago&#039 نسخة محفوظة 26 مارس 2016 على موقع واي باك مشين.
76. ↑  أرشيف كأس العالم FIFA - FIFA.com نسخة محفوظة 10 سبتمبر 2014 على موقع واي باك مشين.
77. ↑  تاريخ كأس العالم مع جول.كوم: تشيلي 1962 - Goal.com نسخة محفوظة 3 يونيو 2010 على موقع واي باك مشين.
78. ↑  World Cup 1962 finals نسخة محفوظة 23 يوليو 2017 على موقع واي باك مشين.
79. ↑  Planet World Cup - 1962 - Final نسخة محفوظة 16 مارس 2016 على موقع واي باك مشين.
80. ↑  "History of the World Cup Final Draw" (PDF). مؤرشف (PDF) من الأصل في 2010-06-14. اطلع عليه بتاريخ 2010-06-03.
81. ↑  Atherton, Martin [2008]The Theft of the Jules Rimet Trophy: The Hidden History of the 1966 World Cup. Meyer & Meyer Verlag. p.93, Retrieved 15 September 2010 from 'The Theft of the Jules Rimet Trophy', via Google Books نسخة محفوظة 03 يونيو 2016 على موقع واي باك مشين.
82. 1 2   [وصلة مكسورة] نسخة محفوظة 29 يوليو 2015 على موقع واي باك مشين.
83. ↑  The story of Pickles the dog and the stolen trophy | Football | The Guardian نسخة محفوظة 18 مارس 2016 على موقع واي باك مشين.
84. ↑  Dog who saved the World Cup for England - CNN.com نسخة محفوظة 08 مارس 2016 على موقع واي باك مشين.
85. ↑  BBC ON THIS DAY | 20 | 1966: Football's World Cup stolen نسخة محفوظة 17 يوليو 2017 على موقع واي باك مشين.
86. ↑  FIFA World Cup™ Archive - FIFA.com نسخة محفوظة 01 يناير 2015 على موقع واي باك مشين.
87. ↑  Mundial de Inglaterra 1966 – EL RATA CONTRA EL MUNDO نسخة محفوظة 09 فبراير 2012 على موقع واي باك مشين.
88. ↑  McLynn، Frank (2 أكتوبر 2005). "Heroes and villains: Sir Alf Ramsey". The Observer. مؤرشف من الأصل في 2008-01-22. اطلع عليه بتاريخ 2006-05-06.
89. ↑  Rattín live interview on the Fox Sport Latin America channel on 30-3-2007
90. ↑  تاريخ كأس العالم مع جول.كوم: إنجلترا 1966 - Goal.com نسخة محفوظة 12 أكتوبر 2018 على موقع واي باك مشين.
91. ↑  Top 10 greatest comebacks - 8. North Korea 3-5 Portugal (1966) - Goal.com نسخة محفوظة 12 أكتوبر 2016 على موقع واي باك مشين.
92. ↑  "1966 FIFA World Cup England". www.fifa.com. مؤرشف من الأصل في 2013-12-04. اطلع عليه بتاريخ 2013-07-30.
93. ↑  أرشيف كأس العالم FIFA - FIFA.com نسخة محفوظة 10 سبتمبر 2014 على موقع واي باك مشين.
94. ↑  "Alf Ramsey – England's Anonymous Hero". FIFA.com. الاتحاد الدولي لكرة القدم. مؤرشف من الأصل في 2015-07-06. اطلع عليه بتاريخ 2013-01-28.
95. ↑   تم أرشفته 26 يناير 2008 بواسطة آلة واي باك نسخة محفوظة 23 مايو 2007 على موقع واي باك مشين.
96. ↑  "Team Spirit Gains England the cup". Glasgow Herald (Page 4). 1 أغسطس 1966. مؤرشف من الأصل في 2016-03-12. اطلع عليه بتاريخ 2014-04-30.
97. ↑  "1966: England – Federal Republic of Germany". مؤرشف من الأصل في 2007-02-08. اطلع عليه بتاريخ 2013-03-07.
98. ↑  Reid، Ian؛ Zisserman، Andrew (1996). Cipolla، R.؛ Buxton، B. (المحررون). "Goal-directed Video Metrology" (PDF). Proceedings of the 4th European Conference on Computer Vision  [لغات أخرى]‏. نيويورك: سبرنجر. ج. II: 647–658. مذكرات محاضرة في علم الحاسوب  [لغات أخرى]‏ 1065. مؤرشف من الأصل في 2012-05-19. اطلع عليه بتاريخ 2012-05-19.{{استشهاد بدورية محكمة}}:  صيانة الاستشهاد: علامات ترقيم زائدة (link)
99. ↑  "Youtube Video of the 1966 Wembley Goal, filmed from another angle". مؤرشف من الأصل في 2019-04-06. اطلع عليه بتاريخ 2011-06-13.
100. ↑  أرشيف كأس العالم FIFA - FIFA.com نسخة محفوظة 10 سبتمبر 2014 على موقع واي باك مشين.
101. 1 2  "Host Announcement Decision" (PDF). الاتحاد الدولي لكرة القدم. 2 ديسمبر 2010. مؤرشف من الأصل (PDF) في 2019-04-12.
102. ↑  "تاريخ كأس العالم .. المكسيك 1970: الحرب الكروية وكأس العالم بالألوان". مؤرشف من الأصل في 2014-07-18.
103. ↑  تاريخ كأس العالم مع جول.كوم: المكسيك 1970 - Goal.com نسخة محفوظة 12 أكتوبر 2018 على موقع واي باك مشين.
104. ↑  "Preliminary Competition: History by year" (PDF). الاتحاد الدولي لكرة القدم. نوفمبر 2009. مؤرشف من الأصل (PDF) في 2010-06-02.{{استشهاد ويب}}:  صيانة الاستشهاد: التاريخ والسنة (link)
105. ↑  "Preliminary Draw Statistical kit" (PDF). الاتحاد الدولي لكرة القدم. 2 أغسطس 2011. مؤرشف من الأصل (PDF) في 2014-07-12.
106. 1 2  "World Cup: Milestones, facts & figures" (PDF). الاتحاد الدولي لكرة القدم. 13 مارس 2013. مؤرشف من الأصل (PDF) في 2013-05-21.
107. ↑  "Ken Aston – the inventor of yellow and red cards". الاتحاد الدولي لكرة القدم. 15 يناير 2002. مؤرشف من الأصل في 2015-04-30.
108. ↑  "World Cup History 1970". إي إس بي إن. 10 نوفمبر 2009. مؤرشف من الأصل في 2013-07-11. اطلع عليه بتاريخ 2013-07-07.
109. ↑  "Castrol index tournament legends". Castrol Performance Index. مؤرشف من الأصل في 2013-07-11. اطلع عليه بتاريخ 2013-07-07.
110. ↑  "Perfect farewell to Pelé's last appearance in a World Cup". Brasil 2014: World Cup Portal. مؤرشف من الأصل في 2013-07-11. اطلع عليه بتاريخ 2013-07-07.
111. ↑  "World Championship - Jules Rimet 1970 Cup Technical study" (PDF). الاتحاد الدولي لكرة القدم. مؤرشف من الأصل (PDF) في 2016-03-04.
112. ↑  Dunmore، Tom (2011). Historical Dictionary of Soccer. Scarecrow Press. ص. 13.
113. ↑  "1970 FIFA World Cup Mexico". الاتحاد الدولي لكرة القدم. مؤرشف من الأصل في 2008-09-13.
114. ↑  "40 years since first World Cup in colour". TVlicensing.co.uk. مؤرشف من الأصل في 2018-08-16.
115. 1 2  "A test of endurance and will". الاتحاد الدولي لكرة القدم. مؤرشف من الأصل في 2015-05-16.
116. ↑  "Players Info: Schnellinger". اتحاد ألمانيا لكرة القدم. مؤرشف من الأصل في 2014-07-26.
117. ↑  جياني بريرا (18 giugno 1970). "Italia-Germania 4-3". Il Giorno. مؤرشف من الأصل في 2016-12-23. {{استشهاد ويب}}: تحقق من التاريخ في: |تاريخ= (مساعدة)
118. ↑  1970 FIFA World Cup Mexico. Match report. Italy - Germany FR الاتحاد الدولي لكرة القدم نسخة محفوظة 17 أكتوبر 2013 على موقع واي باك مشين.
119. ↑  "The Story of the 1970 World Cup". بي بي سي. 12 مايو 2010. مؤرشف من الأصل في 2018-10-17.
120. ↑  "Brazil's 1970 winning team voted best of all time". رويترز. 9 يوليو 2007. مؤرشف من الأصل في 2015-09-24.
121. ↑  "The Boys from Brazil: On the trail of football's dream team". ذي إندبندنت. 10 أبريل 2010. مؤرشف من الأصل في 2019-04-02.
122. ↑  "The 10 Greatest Football teams of all time". ديلي ميل. 1 مايو 2009. مؤرشف من الأصل في 2018-08-03.
123. ↑  "Mario Zagallo: None hungrier than Brazil's lone wolf". الاتحاد الدولي لكرة القدم. مؤرشف من الأصل في 2015-08-13.
124. ↑  "Netherlands' perfect winning streak can match historic feat of Brazil 1970". Goal.com. 7 يوليو 2010. مؤرشف من الأصل في 2013-07-11. اطلع عليه بتاريخ 2013-07-07.
125. ↑  "Jairzinho: The Hurricane that never blew out". الاتحاد الدولي لكرة القدم. مؤرشف من الأصل في 2015-05-02.
126. ↑  Dietrich Schulze-Marmeling: Die Geschichte der FIFA-Fußballweltmeisterschaft aus Das Parlament, Nr. 19 vom 8. Mai 2006 [وصلة مكسورة] نسخة محفوظة 10 فبراير 2009 على موقع واي باك مشين.
127. ↑  Karl Adolf Scherer: Die Deutschen in einer Gruppe: Die Auslosung am 5. Januar 1974 aus Fußballweltmeisterschaft 1974, S. 114 ff.
128. ↑  "1966 & 1974 World Cups Were Fixed - Former FIFA President". Goal.com. 26 يونيو 2008. مؤرشف من الأصل في 2018-07-04. اطلع عليه بتاريخ 2011-10-28.
129. ↑  Tim Harris (10 نوفمبر 2009). Players: 250 Men, Women and Animals Who Created Modern Sport. Random House. ص. 419–. ISBN:978-1-4090-8691-8. مؤرشف من الأصل في 2014-09-11. اطلع عليه بتاريخ 2012-03-29.
130. ↑  Los alemanes se llevaron el Mundial ante la "Naranja Mecánica" نسخة محفوظة 27 يونيو 2017 على موقع واي باك مشين.
131. ↑  مونديال ألمانيا 1974.. كأس العالم في ثوب جديد | الوفد نسخة محفوظة 9 مارس 2016 على موقع واي باك مشين.
132. ↑  مونديال ألمانيا 1974.. أول فضيحة "منشطات" و "أول كارت أحمر" - MBC.net نسخة محفوظة 3 مارس 2018 على موقع واي باك مشين.
133. ↑  أرشيف كأس العالم FIFA - FIFA.com نسخة محفوظة 22 نوفمبر 2014 على موقع واي باك مشين.
134. ↑  "FIFA.com - 1974 FIFA World Cup Germany ™". مؤرشف من الأصل في 2013-12-04.
135. ↑  "World Cup history - West Germany 1974". BBC Sport. British Broadcasting Corporation. 4 مايو 2006. مؤرشف من الأصل في 2019-05-16. اطلع عليه بتاريخ 2012-07-27.
136. ↑  "تاريخ كأس العالم.. ألمانيا 1974: نسخة جديدة للكأس وتلاعب لصالح أصحاب الأرض - سبورتانا". مؤرشف من الأصل في 2014-09-02.
137. ↑  ذكريات المونديال 1974: ظهور القيصر والهولندي الطائر والشكل الجديد للذهب نسخة محفوظة 8 يوليو 2018 على موقع واي باك مشين. "نسخة مؤرشفة". مؤرشف من الأصل في 2015-05-19. اطلع عليه بتاريخ 2021-06-26.{{استشهاد ويب}}:  صيانة الاستشهاد: BOT: original URL status unknown (link)
138. ↑  "The greatest World Cup tragedies: Holland 1974". The Score. 6 يونيو 2014. مؤرشف من الأصل في 2014-12-15. اطلع عليه بتاريخ 2014-06-06.
139. ↑  تاريخ كأس العالم مع جول.كوم: ألمانيا الغربية 1974 - Goal.com نسخة محفوظة 16 أغسطس 2018 على موقع واي باك مشين.
140. ↑  أرشيف كأس العالم FIFA - FIFA.com نسخة محفوظة 10 سبتمبر 2014 على موقع واي باك مشين.
141. ↑  ذكريات المونديال 1978: أول ألقاب التانغو نسخة محفوظة 8 يوليو 2018 على موقع واي باك مشين. "نسخة مؤرشفة". مؤرشف من الأصل في 2015-05-19. اطلع عليه بتاريخ 2021-06-26.{{استشهاد ويب}}:  صيانة الاستشهاد: BOT: original URL status unknown (link)
142. ↑  Winner، David (21 يونيو 2008). "But Was This The Beautiful Game's Ugliest Moment?". Financial Times. مؤرشف من الأصل في 2010-06-11. اطلع عليه بتاريخ 2014-06-15. {{استشهاد ويب}}: استعمال الخط المائل أو الغليظ غير مسموح: |ناشر= (مساعدة)
143. ↑  "Amazing facts: June 8: Daily trivia about FIFA World Cup". مؤرشف من الأصل في 2014-07-14.
144. ↑  "تاريخ كأس العالم .. 1978 والمؤامرة الأرجنتينية". مؤرشف من الأصل في 2014-07-14.
145. ↑  Disallowed goal for Brazil v. Sweden, World Cup 1978, : WorldCup365.com website. نسخة محفوظة 28 يونيو 2008 على موقع واي باك مشين.
146. ↑  تاريخ كأس العالم مع جول.كوم: الأرجنتين 1978 - Goal.com نسخة محفوظة 20 يوليو 2018 على موقع واي باك مشين.
147. 1 2  Doyle، Paul (16 أبريل 2008). "Kidnappers made Cruyff miss World Cup". The Guardian. London. مؤرشف من الأصل في 2013-07-29. اطلع عليه بتاريخ 2008-06-20.
148. ↑  "El capitán de Perú en el 78: 'Pongo la mano en el fuego por mis compañeros'" (بالإسبانية). El Mundo. Archived from the original on 2018-07-17.
149. ↑  Roper، Matt (9 فبراير 2012). "Peru senator claims 1978 World Cup game against Argentina was rigged". London: Daily Mail. مؤرشف من الأصل في 2019-05-04.
150. ↑  "Keeping the Dark Side of Soccer Away From the City of Light". New York Times. مؤرشف من الأصل في 2018-06-15.
151. ↑  "Niega Videla arreglo de partidos en Argentina 1978" (بالإسبانية). Excelsior. Archived from the original on 2016-08-17.
152. ↑  The Independent (15 مارس 1995). "Bungs and bribes football can't kick this habit". London. مؤرشف من الأصل في 2018-06-13.
153. ↑  "2 goal Kempes sinks the Dutch". Glasgow Herald (Page 23). 26 يونيو 1978. مؤرشف من الأصل في 2015-10-24. اطلع عليه بتاريخ 2014-04-30.
154. ↑  "Where are they now: Argentina 1978". Goal.com. 9 فبراير 2009. مؤرشف من الأصل في 2018-06-17. اطلع عليه بتاريخ 2014-04-30.
155. ↑  "The story of the 1978 World Cup". BBC Sport. 18 مايو 2010. مؤرشف من الأصل في 2014-07-26. اطلع عليه بتاريخ 2014-04-30.
156. ↑  أرشيف كأس العالم FIFA - FIFA.com نسخة محفوظة 31 ديسمبر 2014 على موقع واي باك مشين.
157. ↑  ذكريات المونديال 1982: إيطاليا تثبت أن الدفاع خير وسيلة للهجوم نسخة محفوظة 8 يوليو 2018 على موقع واي باك مشين. "نسخة مؤرشفة". مؤرشف من الأصل في 2015-05-19. اطلع عليه بتاريخ 2021-06-26.{{استشهاد ويب}}:  صيانة الاستشهاد: BOT: original URL status unknown (link)
158. ↑  مونديال إسبانيا 1982 .. إيطاليا تسقط الجميع | الوفد نسخة محفوظة 23 مارس 2016 على موقع واي باك مشين.
159. ↑  "World Cup withdrawal considered amid Falklands War". BBC Sport. BBC. 28 ديسمبر 2012. مؤرشف من الأصل في 2019-04-13. اطلع عليه بتاريخ 2012-12-28.
160. ↑  Spurling، Jon (2010). Death or Glory The Dark History of the World Cup. ص. 67. ISBN:978-1905326-80-8.
161. ↑  كاس العالم 1982 - Goal.com نسخة محفوظة 25 يوليو 2018 على موقع واي باك مشين.
162. ↑  (بالإنجليزية) Hungary - Record International Players, RSSSF نسخة محفوظة 28 فبراير 2019 على موقع واي باك مشين.
163. ↑  FIFA World Cup™ Archive - FIFA.com نسخة محفوظة 20 ديسمبر 2014 على موقع واي باك مشين.
164. ↑  "Germany vs Austria 1982 world cup tells". Fifa.com. مؤرشف من الأصل في 2014-10-09. اطلع عليه بتاريخ 2014-06-13.
165. ↑  "الجزائر -ألمانيا 1982 (2-1)، المباراة في سطور". مؤرشف من الأصل في 2017-06-09.
166. ↑  "Algeria vs Chile 1982 world cup tells". Fifa.com. مؤرشف من الأصل في 2014-12-20. اطلع عليه بتاريخ 2014-06-13.
167. ↑  "Germany vs Austria 1982 world cup tells". Fifa.com. مؤرشف من الأصل في 2013-11-21. اطلع عليه بتاريخ 2014-06-13.
168. ↑  "World Cup Tales: The Shame Of Gijon, 1982". London: twohundredpercent. 9 مايو 2010. مؤرشف من الأصل في 2015-09-19. اطلع عليه بتاريخ 2010-12-30.
169. ↑  Doyle، Paul (13 يونيو 2010). "The day in 1982 when the world wept for Algeria". London: The Guardian. مؤرشف من الأصل في 2013-01-25. اطلع عليه بتاريخ 2011-12-30.
170. ↑  "Austria shirt/kits World Cup 1978 and 1982". switchimageproject.com. 20 نوفمبر 2007. مؤرشف من الأصل في 2014-03-26. اطلع عليه بتاريخ 2009-09-15.
171. ↑  Booth، Lawrence؛ Smyth، Rob (10 أغسطس 2004). "What's the dodgiest game in football history?". The Guardian. London. مؤرشف من الأصل في 2012-06-22.
172. ↑  World Cup History: 1982 - ESPN FC نسخة محفوظة 07 نوفمبر 2017 على موقع واي باك مشين.
173. ↑  "Kuwait vs France 1982 world cup tells". Fifa.com. مؤرشف من الأصل في 2014-10-21. اطلع عليه بتاريخ 2014-06-13.
174. ↑  jconline.ne10.uol.com.br/ Tragédia do Sarriá completa 30 anos نسخة محفوظة 07 نوفمبر 2017 على موقع واي باك مشين.
175. ↑  "1982 Spain". CBC News. CBC. مؤرشف من الأصل في 2008-12-16. اطلع عليه بتاريخ 2013-06-22.
176. ↑  Dan Warren (25 يوليو 2006). "The worst scandal of them all". بي بي سي نيوز. مؤرشف من الأصل في 2006-07-26. اطلع عليه بتاريخ 2010-05-21. {{استشهاد بخبر}}: |archive-date= / |archive-url= timestamp mismatch (مساعدة)
177. ↑  Brazil in the 1982 World Cup نسخة محفوظة 01 نوفمبر 2012 على موقع واي باك مشين.
178. ↑  globoesporte.globo.com/ Nem sempre ganha o melhor: "Tragédia do Sarriá" faz 30 anos نسخة محفوظة 04 أغسطس 2017 على موقع واي باك مشين.
179. ↑  "Germany Vs France in 1982 world cup tells". Fifa.com. مؤرشف من الأصل في 2014-10-09. اطلع عليه بتاريخ 2014-06-13.
180. ↑  "تاريخ كأس العالم : إسبانيا 1982 .. التفوق الجزائري تهزمه المؤامرة". مؤرشف من الأصل في 2014-07-14.
181. ↑  "Sparkling Italy spring ultimate upset". Glasgow Herald. 12 يوليو 1982. مؤرشف من الأصل في 2016-04-29. اطلع عليه بتاريخ 2014-04-30.
182. ↑  "Azzurri win 1982 world cup tells". Fifa.com. مؤرشف من الأصل في 2014-10-09. اطلع عليه بتاريخ 2014-06-13.
183. ↑  "Delight for the Azzurri as home advantage tells". Fifa.com. مؤرشف من الأصل في 2014-12-30. اطلع عليه بتاريخ 2014-06-13.
184. ↑  "Pozzo the mastermind as Italy retain their crown". Fifa.com. مؤرشف من الأصل في 2014-12-31. اطلع عليه بتاريخ 2014-06-13.
185. ↑  "World Cup Hall of Fame: Dino Zoff". SportsIllustrated.CNN.com. Sports Illustrated. مؤرشف من الأصل في 2013-03-30. اطلع عليه بتاريخ 2014-06-13.
186. ↑  مسابقات FIFA اللاعبون والمدربون - دينو زوف نسخة محفوظة 20 يناير 2015 على موقع واي باك مشين.
187. ↑  كأس العالم 1986 نسخة محفوظة 04 مارس 2016 على موقع واي باك مشين.
188. ↑  "تاريخ كأس العالم المكسيك 86 ويد الله تصعد بالأرجنتين للنهائي". مؤرشف من الأصل في 2014-07-14.
189. ↑  Moreno Murillo، Juan Manuel (1995). "The 1985 Mexico Earthquake". Geofisica Colombiana. Universidad Nacional de Colombia ع. 3: 5–19. ISSN:0121-2974.
190. ↑  التصفيات التأهلية نسخة محفوظة 28 يونيو 2017 على موقع واي باك مشين.
191. ↑  تاريخ كاس العالم من جول.كوم: كأس العالم 1986 - Goal.com نسخة محفوظة 2 أكتوبر 2018 على موقع واي باك مشين.
192. ↑  أرشيف كأس العالم FIFA - FIFA.com نسخة محفوظة 31 ديسمبر 2014 على موقع واي باك مشين.
193. ↑  ذكريات المونديال 1986: العالم يصفق لمارادونا الساحر المذهل الغشاش نسخة محفوظة 8 يوليو 2018 على موقع واي باك مشين. "نسخة مؤرشفة". مؤرشف من الأصل في 2015-07-21. اطلع عليه بتاريخ 2021-06-26.{{استشهاد ويب}}:  صيانة الاستشهاد: BOT: original URL status unknown (link)
194. ↑  Guinness World Records. London; New York City: HIT Entertainment. 2007. ص. 168.
195. ↑  Football's 50 greatest hard men نسخة محفوظة 12 أكتوبر 2011 على موقع واي باك مشين.
196. ↑  1986 World Cup: Maradona puts on one-man show - Sportsnet.ca نسخة محفوظة 14 يوليو 2017 على موقع واي باك مشين.
197. ↑  Jackson، Andy (11 يونيو 2010). "...Fan Crazes". فور فور تو. مؤرشف من الأصل في 2013-11-10. اطلع عليه بتاريخ 2011-08-25.
198. ↑  Rice، Simon (10 يونيو 2010). "The 100 greatest World Cup moments". The Independent. مؤرشف من الأصل في 2018-11-20. اطلع عليه بتاريخ 2011-08-25.
199. ↑  "1986 FIFA World Cup Mexico – Overview". FIFA.com. الاتحاد الدولي لكرة القدم. مؤرشف من الأصل في 2015-05-05. اطلع عليه بتاريخ 2013-03-11.
200. ↑  El Diego - Diego Maradona, Page 127, ISBN 0-224-07190-4
201. ↑  Wells، Tom (31 يناير 2008). "Maradona: I hold my hands up". ذا صن. London. مؤرشف من الأصل في 2016-03-03. اطلع عليه بتاريخ 2012-04-10.
202. ↑  New chapter in an historic rivalry سي إن إن؛ 12 May 2002; Retrieved 26 January 2009 نسخة محفوظة 26 سبتمبر 2013 على موقع واي باك مشين.
203. ↑  1986 England:Argentina Englandcaps.co.uk; Retrieved 27 January 2009 نسخة محفوظة 18 يناير 2018 على موقع واي باك مشين.
204. ↑  "Diego Maradona goal voted the FIFA World Cup Goal of the Century". FIFA. 30 مايو 2002. مؤرشف من الأصل في 2015-05-14. اطلع عليه بتاريخ 2012-04-10.
205. ↑  FIFA World Cup™ Archive - FIFA.com نسخة محفوظة 29 ديسمبر 2014 على موقع واي باك مشين.
206. ↑  Planet World Cup - 1986 - Final - Argentina v West Germany نسخة محفوظة 16 فبراير 2017 على موقع واي باك مشين.
207. ↑  World Cup 1986 finals نسخة محفوظة 01 يوليو 2017 على موقع واي باك مشين.
208. ↑  FIFA World Cup™ Archive - FIFA.com نسخة محفوظة 09 نوفمبر 2014 على موقع واي باك مشين.
209. ↑  الاتحاد الدولي لكرة القدم: Ficha del partido en la web de la fifa نسخة محفوظة 13 نوفمبر 2013 على موقع واي باك مشين.
210. ↑  "Sports in brief". The Times. London. 3 أغسطس 1983. ص. 17.
211. ↑  "Sports in brief". The Times. London. 2 سبتمبر 1983. ص. 20.
212. ↑  "World Cup formats". The Times. London. 12 نوفمبر 1983. ص. 18.
213. 1 2  "Italy gain vote over Soviet rival". The Times. London. 21 مايو 1984. ص. 21.
214. ↑  "Romania could join the boycott". The Times. London. 22 مايو 1984. ص. 30.
215. ↑  "The FIFA World Cup Final Draw history" (PDF). FIFA. مؤرشف من الأصل (PDF) في 2015-09-24. اطلع عليه بتاريخ 2010-08-11.
216. ↑  "England Is Seeded Sixth in 1990 World Cup in Italy". New York Times. 8 ديسمبر 1989. مؤرشف من الأصل في 2018-07-08. اطلع عليه بتاريخ 2010-08-11.
217. ↑  Gardner، Paul (10 ديسمبر 1989). "U.S. must face Italy in cup". نيويورك تايمز. مؤرشف من الأصل في 2018-06-22. اطلع عليه بتاريخ 2010-08-11.
218. ↑  رصد كامل لمشاركة منتخب الامارات في كأس العالم بايطاليانسخة محفوظة 14 يناير 2019 على موقع واي باك مشين.
219. ↑  FIFA World Cup™ Archive - FIFA.com نسخة محفوظة 09 أكتوبر 2014 على موقع واي باك مشين.
220. ↑  تاريخ كأس العالم مع جول.كوم: إيطاليا 1990 - Goal.com نسخة محفوظة 1 أغسطس 2018 على موقع واي باك مشين.
221. ↑  ذكريات المونديال 1990: ألمانيا تنتقم من مارادونا والفراعنة والإمارات يمثلون العرب نسخة محفوظة 8 يوليو 2018 على موقع واي باك مشين. "نسخة مؤرشفة". مؤرشف من الأصل في 2015-05-19. اطلع عليه بتاريخ 2021-06-26.{{استشهاد ويب}}:  صيانة الاستشهاد: BOT: original URL status unknown (link)
222. ↑  "تاريخ كأس العالم 1990.. عدالة السماء تهبط على ستاد باليرمو - سبورتانا". مؤرشف من الأصل في 2014-10-21.
223. ↑  FIFA World Cup™ Archive - FIFA.com نسخة محفوظة 07 نوفمبر 2014 على موقع واي باك مشين.
224. ↑  FIFA World Cup™ Archive - FIFA.com نسخة محفوظة 10 سبتمبر 2014 على موقع واي باك مشين.
225. ↑  FIFA World Cup™ Archive - FIFA.com نسخة محفوظة 25 أكتوبر 2014 على موقع واي باك مشين.
226. ↑  "England v West Germany at Italia '90 – as it happened". Guardian. 27 مارس 2014. مؤرشف من الأصل في 2019-04-02. اطلع عليه بتاريخ 2014-05-30.
227. ↑  FIFA World Cup™ Archive - FIFA.com نسخة محفوظة 13 أكتوبر 2014 على موقع واي باك مشين.
228. ↑  "FIFA Classic Match: Gazza weeps as Germans prevail". FIFA. مؤرشف من الأصل في 2013-03-03. اطلع عليه بتاريخ 2013-01-19.
229. ↑  FIFA World Cup™ Archive - FIFA.com نسخة محفوظة 06 نوفمبر 2014 على موقع واي باك مشين.
230. 1 2  Vecsey، George (9 يوليو 1990). "Winning Ugly, Losing Ugly, Just Plain Ugly". نيويورك تايمز. مؤرشف من الأصل في 2019-05-05.
231. ↑  "A poor display bare of class". ذي تايمز. London. 9 يوليو 1990.
232. ↑  Glanville، Brian (2005). The Story of the World Cup. Faber. ص. 303. ISBN:0-571-22944-1.
233. ↑  أرشيف كأس العالم FIFA - FIFA.com نسخة محفوظة 28 ديسمبر 2014 على موقع واي باك مشين.
234. ↑  "FIFA World Cup host announcement decision" (PDF). FIFA.com. الاتحاد الدولي لكرة القدم. ص. 2. مؤرشف من الأصل (PDF) في 2019-04-12. اطلع عليه بتاريخ 2013-01-30.
235. ↑  FIFA World Cup™ Archive - FIFA.com نسخة محفوظة 08 ديسمبر 2014 على موقع واي باك مشين.
236. ↑  FIFA World Cup™ Archive - FIFA.com نسخة محفوظة 08 ديسمبر 2014 على موقع واي باك مشين.
237. 1 2 3  "FIFA World Cup competition records" (PDF). FIFA.com. الاتحاد الدولي لكرة القدم. ص. 2. مؤرشف من الأصل (PDF) في 2019-04-12. اطلع عليه بتاريخ 2013-01-30.
238. ↑  "Previous World Cups", FIFA.com. Retrieved 21 November 2013 نسخة محفوظة 18 مارس 2015 على موقع واي باك مشين.
239. ↑  "1994 FIFA World Cup Final". FIFA.com. 17 يوليو 1994. مؤرشف من الأصل في 2013-12-05. اطلع عليه بتاريخ 2009-07-07.
240. ↑  "1999 FIFA Womens World Cup Final". FIFA.com. 10 يوليو 1999. مؤرشف من الأصل في 2013-08-25. اطلع عليه بتاريخ 2009-07-07.
241. ↑  "1994 FIFA World Cup: Coming to America". CBC.ca. مؤرشف من الأصل في 2013-05-29. اطلع عليه بتاريخ 2012-10-11.
242. ↑  "1994 FIFA World Cup Final Details". Planet World Cup. مؤرشف من الأصل في 2018-09-16. اطلع عليه بتاريخ 2012-10-11.
243. ↑  "The Story of the 1994 World Cup". BBC Sport. مؤرشف من الأصل في 2018-08-14. اطلع عليه بتاريخ 2012-10-11.
244. ↑  "FIFA World Cup™ host announcement decision" (PDF). FIFA.com. Fédération Internationale de Football Association. مؤرشف من الأصل (PDF) في 2019-04-12. اطلع عليه بتاريخ 2012-07-15.
245. ↑  "France Gets 1998 World Cup". The New York Times. 3 يوليو 1992. مؤرشف من الأصل في 2018-06-13. اطلع عليه بتاريخ 2012-07-15.
246. ↑  "France awarded 1998 World Cup". The Item. 2 يوليو 1992. ص. 3. اطلع عليه بتاريخ 2012-07-15. {{استشهاد بخبر}}: تحقق من قيمة |مسار= (مساعدة)[وصلة مكسورة]
247. ↑  "New Overtime Rule For 1998 World Cup". New York Times. Associated Press. 1 يونيو 1995. مؤرشف من الأصل في 2018-07-11. اطلع عليه بتاريخ 2012-01-27.
248. ↑  "FIFA/Coca Cola World Ranking (20 May 1998)". FIFA.com. Fédération Internationale de Football Association. 27 يناير 2012. مؤرشف من الأصل في 2019-05-04.
249. ↑  "World Cup: History: France 1998". BBC Sport. British Broadcasting Corporation. 17 أبريل 2002. مؤرشف من الأصل في 2018-10-11. اطلع عليه بتاريخ 2011-06-12.
250. ↑  "1998 FIFA World Cup France". FIFA.com. FIFA. مؤرشف من الأصل في 2011-07-21. اطلع عليه بتاريخ 2011-06-12.
251. ↑  "Zidane leads France to pinnacle of soccer glory". CNNSI. Associated Press. 12 يوليو 1998. مؤرشف من الأصل في 2014-04-15. اطلع عليه بتاريخ 2012-01-27.
252. ↑  أرشيف كأس العالم FIFA - FIFA.com نسخة محفوظة 22 نوفمبر 2014 على موقع واي باك مشين.
253. ↑  Host nation of 2010 FIFA World Cup - South Africa, FIFA Media Release, May 15, 2004. Retrieved on January 8, 2006. نسخة محفوظة 11 ديسمبر 2013 على موقع واي باك مشين.
254. ↑  "How the draw works". BBC News. 28 نوفمبر 2001. مؤرشف من الأصل في 2018-10-02. اطلع عليه بتاريخ 2012-03-02.
255. ↑  "2002 FIFA World Cup "Stage of a Dream"". Nissan Stadium. 2002. مؤرشف من الأصل في 2019-03-29. اطلع عليه بتاريخ 2010-06-27.
256. ↑  planetworldcup نسخة محفوظة 24 مارس 2017 على موقع واي باك مشين.
257. ↑  "World's greatest XI: the best ever football team in pictures". The Daily Telegraph. London. 28 أبريل 2011. مؤرشف من الأصل في 2018-06-25.
258. ↑  ألمانيا تستعد لأستظافة كأس العالم_ايروسبورت نسخة محفوظة 29 مايو 2014 على موقع واي باك مشين.
259. ↑  ذكريات كأس العالم  نسخة محفوظة 02 يونيو 2014 على موقع واي باك مشين.
260. ↑  "FIFA acknowledges Brazil's withdrawal from 2006 World Cup race". FIFA.com. 4 يوليو 2000. مؤرشف من الأصل في 2013-10-29. اطلع عليه بتاريخ 2008-03-29.
261. 1 2  "Call for World Cup re-vote". BBC Sport. 7 يوليو 2000. مؤرشف من الأصل في 2017-10-18. اطلع عليه بتاريخ 2007-06-25.
262. ↑  "Record number of 204 teams enter preliminary competition". FIFA. 3 مارس 2007. مؤرشف من الأصل في 2010-06-15. اطلع عليه بتاريخ 2008-03-29.
263. ↑  2006 FIFA World Cup qualification - Wikipedia, the free encyclopedia
264. ↑  BBCArabic.com | أخبار الرياضة | فرح إيطالي بالفوز بكأس العالم نسخة محفوظة 20 يوليو 2006 على موقع واي باك مشين.
265. ↑  Williams، Richard (10 يوليو 2006). "Zidane exits the stage with a walk of shame". The Guardian. London. مؤرشف من الأصل في 2006-09-29. اطلع عليه بتاريخ 2006-07-10.
266. ↑  موقع BBC العربية نسخة محفوظة 27 فبراير 2017 على موقع واي باك مشين.
267. ↑  "Fourth Official: I saw Zidane's Headbutt". ESPNsoccernet. 11 يوليو 2006. مؤرشف من الأصل في 2006-07-18. اطلع عليه بتاريخ 2006-07-11.
268. ↑  Buckingham، Mark. "1998 World Cup – France". Sky Sports. مؤرشف من الأصل في 2006-07-03. اطلع عليه بتاريخ 2006-07-11.
269. ↑  "Zidane sent off in extra time for head butt". ESPNsoccernet. 9 يوليو 2006. مؤرشف من الأصل في 2006-08-11. اطلع عليه بتاريخ 2006-07-11.
270. ↑  "FIFA end World Cup Rotation". Mail & Guardian Online. 29 أكتوبر 2007. مؤرشف من الأصل في 2010-07-20. اطلع عليه بتاريخ 2010-06-20.
271. ↑  "Host nation of 2010 FIFA World Cup – South Africa". الاتحاد الدولي لكرة القدم. 15 مايو 2004. مؤرشف من الأصل في 2013-12-11. اطلع عليه بتاريخ 2006-01-08.
272. 1 2  Harding، Luke (12 يونيو 2006). "Doubt over South Africa 2010". الغارديان. London. مؤرشف من الأصل في 2008-04-10. اطلع عليه بتاريخ 2006-08-29.
273. ↑  Craig، Jermaine (3 يوليو 2006). "Fifa denies SA may lose 2010 World Cup". The Star  [لغات أخرى]‏. مؤرشف من الأصل في 2010-08-31. اطلع عليه بتاريخ 2006-08-30.{{استشهاد بخبر}}:  صيانة الاستشهاد: علامات ترقيم زائدة (link)
274. ↑  "Beckenbauer issues 2010 warning". بي بي سي. 20 سبتمبر 2006. مؤرشف من الأصل في 2018-11-29. اطلع عليه بتاريخ 2006-10-19.
275. ↑  Yoong، Sean (8 مايو 2007). "FIFA says South Africa 'definitely' will host 2010 World Cup". Associated Press. مؤرشف من الأصل في 2020-02-29. اطلع عليه بتاريخ 2007-05-15. {{استشهاد بخبر}}: |archive-date= / |archive-url= timestamp mismatch (مساعدة)
276. ↑  "FIFA statement on FAI request". FIFA. 20 نوفمبر 2009. مؤرشف من الأصل في 2009-11-20. اطلع عليه بتاريخ 2009-11-20.
277. ↑  "Blatter apologises over comments". Press Association. 2 ديسمبر 2009. مؤرشف من الأصل في 2009-12-03. اطلع عليه بتاريخ 2009-12-03.
278. ↑  "FAI tries to set record straight". Irish Times. 2 ديسمبر 2009. مؤرشف من الأصل في 2009-12-03. اطلع عليه بتاريخ 2009-12-03.
279. ↑  "FIFA reject extra referees proposal". Press Association. 2 ديسمبر 2009. مؤرشف من الأصل في 2009-12-03. اطلع عليه بتاريخ 2009-12-03.
280. ↑  FIFA World Cup™ Archive - FIFA.com نسخة محفوظة 31 ديسمبر 2014 على موقع واي باك مشين.
281. 1 2  "South Africa 2010 in numbers"، FIFA.com، FIFA، 13 July 2010، مؤرشف من الأصل في 16 يوليو 2010، اطلع عليه بتاريخ 18 July 2010 {{استشهاد}}: تحقق من التاريخ في: |تاريخ الوصول= و|تاريخ= (مساعدة)
282. ↑  Hughes، Rob (11 July 2010). "World Cup Final Needed More Red Cards". نيويورك تايمز. The New York Times. مؤرشف من الأصل في 24 نوفمبر 2018. اطلع عليه بتاريخ 12 July 2010. {{استشهاد بخبر}}: تحقق من التاريخ في: |تاريخ الوصول= و|تاريخ= (مساعدة)
283. ↑  Stevenson، Jonathan (11 يوليو 2010). "Netherlands 0–1 Spain". بي بي سي. بي بي سي. مؤرشف من الأصل في 2010-07-11. اطلع عليه بتاريخ 2010-07-11.
284. ↑  Dall، James (11 يوليو 2010). "World domination for Spain". سكاي سبورت. سكاي يو كي. مؤرشف من الأصل في 2010-07-12. اطلع عليه بتاريخ 2010-07-11.
285. ↑  "Argentina, Brazil and Colombia want 2014 World Cup". People's Daily. 19 يناير 2003. مؤرشف من الأصل في 2014-06-15. اطلع عليه بتاريخ 2011-10-09.
286. ↑  "Brazil confirmed as 2014 hosts". FIFA. 30 أكتوبر 2007. مؤرشف من الأصل في 2007-10-31. اطلع عليه بتاريخ 2007-10-30.
287. ↑  تقنية خط المرمى نسخة محفوظة 03 فبراير 2015 على موقع واي باك مشين.
288. ↑  "FIFA appoints goal-line technology provider for Brazil 2013". FIFA.com. 2 أبريل 2013. مؤرشف من الأصل في 2014-08-15.
289. ↑  FIFA to use goal-line technology Sports.Yahoo.com. Retrieved 19 فبراير 2013 [وصلة مكسورة] نسخة محفوظة 6 مارس 2016 على موقع واي باك مشين.
290. ↑  "تقييم إيجابي جداً لإستخدام الرذاذ المتلاشي في بطولات الفيفا Cup". FIFA.com. 20 نوفمبر 2013. مؤرشف من الأصل في 2014-09-05.
291. ↑  "بلاتر: "الرذاذ المتلاشي" بمونديال البرازيل". skynewsarabia.com. 21 نوفمبر 2013. مؤرشف من الأصل في 2017-10-30.
292. ↑  "Vanishing spray set for World Cup". eurosport.com. 21 نوفمبر 2013. مؤرشف من الأصل في 2018-10-02.
293. ↑  "Germany beat Argentina to win World Cup final with late Mario Götze goal". Guardian. 13 يوليو 2014. مؤرشف من الأصل في 2019-05-09. اطلع عليه بتاريخ 2014-07-14.
294. ↑  Presenter: Gary Lineker (13 يوليو 2014). "Match of the Day Live". 2014 FIFA World Cup: World Cup Final.  وقع ذلك في 4:07:29. بي بي سي وان. Do you know, that's the first substitute to score a winning goal in a World Cup final?
295. ↑  "Numbers Game: All the stats from Germany's fourth World Cup triumph". Firstpost. 14 يوليو 2014. مؤرشف من الأصل في 2018-10-02. اطلع عليه بتاريخ 2014-07-14.
296. ↑  AFP (21 يونيو 2014). "Klose rejoint Ronaldo". fifa.com. مؤرشف من الأصل في 2015-12-24. اطلع عليه بتاريخ 2014-06-22. نسخة محفوظة 15 يوليو 2014 على موقع واي باك مشين.
297. ↑  AFP (22 يونيو 2014). "Klose en duo avec Ronaldo". fifa.com. مؤرشف من الأصل في 2017-07-04. اطلع عليه بتاريخ 2014-06-22. نسخة محفوظة 15 يوليو 2014 على موقع واي باك مشين.
298. ↑  "Where is the 2018 World Cup? All you need to know about the Russia tournament". ديلي ميرور. مؤرشف من الأصل في 2018-06-12. اطلع عليه بتاريخ 2014-06-27.
299. ↑  "Ethics: Executive Committee unanimously supports recommendation to publish report on 2018/2022 FIFA World Cup™ bidding process" (Press release). FIFA.com. 19 December 2014. مؤرشف من الأصل في 29 March 2015. اطلع عليه بتاريخ أكتوبر 2020. {{استشهاد ببيان صحفي}}: تحقق من التاريخ في: |تاريخ الوصول= (مساعدة)
300. ↑  "FIFA receives bidding documents for 2018 and 2022 FIFA World Cups" (Press release). FIFA.com. 14 مايو 2010. مؤرشف من الأصل في 2019-02-10. اطلع عليه بتاريخ 2010-07-31.
301. ↑  "Legal threat over World Cup prank". BBC News. 8 يوليو 2000. مؤرشف من الأصل في 2004-05-18. اطلع عليه بتاريخ 2007-06-25.
302. ↑  "Russia united for 2018 FIFA World Cup Host Cities announcement". FIFA.com. مؤرشف من الأصل في 2014-10-20. اطلع عليه بتاريخ 2013-11-13.
303. ↑  "FIFA Picks Cities for World Cup 2018". En.rsport.ru. 29 سبتمبر 2012. مؤرشف من الأصل في 2016-03-04. اطلع عليه بتاريخ 2013-11-13.
304. ↑  "Russia budget for 2018 Fifa World Cup nearly doubles". BBC News. 30 سبتمبر 2012. مؤرشف من الأصل في 2019-04-13. اطلع عليه بتاريخ 2013-11-13.
305. ↑  "See the incredible snaps as workmen complete new-look 81,000-seater Moscow stadium in time for 2018 World Cup Final". The Sun (بالإنجليزية البريطانية). 23 Mar 2017. Archived from the original on 2018-06-12. Retrieved 2017-12-07.
306. ↑  FIFA.com (1 Jan 1900). "Luzhniki Stadium blossoms as it prepares for a new chapter". FIFA.com (بالإنجليزية البريطانية). Archived from the original on 2018-05-02. Retrieved 2017-12-07.
307. ↑  "Реконструкция Лужников - образец заботы о культурном наследии - мэр". m24.ru. مؤرشف من الأصل في 2017-04-07.
308. ↑  "Pussy Riot claims responsibility as four invade World Cup field". نيويورك بوست. Associated Press. 15 يوليو 2018. مؤرشف من الأصل في 2019-01-15. اطلع عليه بتاريخ 2018-07-15.
309. ↑  Glendenning، Barry (15 يوليو 2018). "World Cup 2018 final: France v Croatia – live!". The Guardian. مؤرشف من الأصل في 2019-03-29. اطلع عليه بتاريخ 2018-07-15.
310. ↑  Das، Andrew؛ Mather، Victor (15 يوليو 2018). "France vs. Croatia: World Cup Final Live Updates". The New York Times. مؤرشف من الأصل في 2019-05-27. اطلع عليه بتاريخ 2018-07-15.
311. ↑  "France lift second World Cup after winning classic final 4-2". Reuters. 15 يوليو 2018. مؤرشف من الأصل في 2018-12-02. اطلع عليه بتاريخ 2018-07-15.
312. ↑  What is VAR? The video assistant referee system's World Cup & Premier League future | Goal.com نسخة محفوظة 09 فبراير 2018 على موقع واي باك مشين.
313. ↑  Atkinson، Guy (16 يونيو 2018). "Historic Griezmann goal and Pogba secure slender win". Goal.com. مؤرشف من الأصل في 2018-06-20.
314. ↑  World Cup 2018: History as France score World Cup's first VAR goal - BBC Sport نسخة محفوظة 21 يوليو 2018 على موقع واي باك مشين.
315. ↑  Atkinson، Guy (20 يونيو 2018). "Costa goal breaks stubborn resistance". Goal.com. مؤرشف من الأصل في 2018-07-04.
316. ↑  "Costa on target to give Spain victory". FIFA.com. 20 June 2018. مؤرشف من الأصل في 25 مارس 2019. اطلع عليه بتاريخ أكتوبر 2020. {{استشهاد ويب}}: تحقق من التاريخ في: |تاريخ الوصول= (مساعدة)
317. ↑  صافرة آس| ألمانيا وكوريا.. تدخل إيجابي لـ«الفار» نسخة محفوظة 15 يوليو 2018 على موقع واي باك مشين.
318. ↑  Creek، Stephen (27 يونيو 2018). "Defending champions crash out after Kazan collapse". Goal.com. مؤرشف من الأصل في 2018-06-27.
319. ↑  تقنية الفار ...المنتخب المغربي أكبر المتضررين نسخة محفوظة 3 يوليو 2018 على موقع واي باك مشين.
320. ↑  الصحافة الإسبانية تعترف: "الفار" من ساعد "لاروخا" في الصعود و"الأسود" يستحقون الأكثر نسخة محفوظة 17 ديسمبر 2019 على موقع واي باك مشين.
321. ↑  World Cup 2018: History made with first penalty awarded by VAR during France vs Australia | The Independent نسخة محفوظة 17 يوليو 2018 على موقع واي باك مشين.
322. ↑  Walker، Shaun (25 يونيو 2018). "Iran close to stunning Portugal but Quaresma goal is enough". The Guardian. مؤرشف من الأصل في 2018-10-10.
323. ↑  "Portugal survive with dramatic draw". FIFA.com. 25 June 2018. مؤرشف من الأصل في 25 مارس 2019. اطلع عليه بتاريخ أكتوبر 2020. {{استشهاد ويب}}: تحقق من التاريخ في: |تاريخ الوصول= (مساعدة)
324. ↑  Ridge، Patric (25 يونيو 2018). "Santos' men survive late Saransk scare after Ronaldo penalty miss". Goal.com. مؤرشف من الأصل في 2018-07-29.
325. ↑  "Spain top group after thrilling finale". FIFA.com. 25 June 2018. مؤرشف من الأصل في 29 مارس 2019. اطلع عليه بتاريخ أكتوبر 2020. {{استشهاد ويب}}: تحقق من التاريخ في: |تاريخ الوصول= (مساعدة)
326. ↑  Smith، Jamie (25 يونيو 2018). "Spain tops group despite dramatic draw". Goal.com. مؤرشف من الأصل في 2018-08-18.
327. ↑  مونديال روسيا.. تقنية الـVAR فقط للكبار نسخة محفوظة 8 أغسطس 2018 على موقع واي باك مشين.
328. ↑  "Formats of the  النهائي competitions 1930–2010" (PDF). FIFA.com. مؤرشف من الأصل (PDF) في 2019-05-04. اطلع عليه بتاريخ 2008-01-01.